# Danh sách CD của Trung tâm Thúy Nga thập niên 2000
Đây là danh sách CD của Trung tâm Thúy Nga thập niên 2000, có mã TNCD từ TNCD205 đến TNCD458.

## Danh sách

### 2000
| Mã TNCD | Tên CD                                                   | Nghệ sĩ                      | Số bài hát | Danh sách bài hát |
| ------- | -------------------------------------------------------- | ---------------------------- | ---------- | --- |
| 205     | The Best of Lynda & Tommy from Paris By Night - Năm 2000 | Tommy Ngô, Lynda Trang Đài   |            | |
| 206     | We Like To Party! - Volume 1                             | Nhiều ca sĩ                  |            | |
| 207     | We Like To Party! - Volume 2                             | Nhiều ca sĩ                  |            | |
| 209     | Yêu Tiếng Hát Ngày Xưa                                   | Như Quỳnh                    | 10         | Chi tiết 1. Tiếng Hát Chim Đa Đa (Võ Đông Điền) PBN 52 2. Thuyền Xa Bến Đỗ (Huy Phương) 3. Tình Em Tình Anh (Song Ngọc) 4. Người Tình Và Quê Hương (Trịnh Lâm Ngân) 5. Em Vẫn Sầu (LV: Khúc Lan) 6. Miền Trung Thương Nhớ (Châu Kỳ) 7. Cho Tôi Được Một Lần (Bảo Thu) 8. Yêu Tiếng Hát Ngày Xưa (Thanh Sơn) 9. Chiều Thương Đô thị (Song Ngọc, Hoài Linh) 10. Tiếng Dân Chài (Phạm Đình Chương) - Như Quỳnh, Thế Sơn, Nguyễn Hưng, Hoàng Lan, Phi Nhung PBN 52 |
| 210     | Giọt Sương Trên Mí Mắt                                   | Lay Minh, Bảo Hân            |            | |
| 211     | Top Hits 2 - Trai Thời Nay                               | Nhiều ca sĩ                  | 11         | Chi tiết 1. Trai Thời Nay (LV: Lê Xuân Trường) - Bảo Hân, Trúc Lam, Trúc Linh, Lynda Trang Đài, Loan Châu, Phương Vy PBN 52 2. Tiếc Thương (Quốc Hùng) - Diễm Liên, Lay Minh PBN 52 3. Rời Xa Người Yêu - Thiên Kim 4. Hoa Cỏ Mùa Xuân (Bảo Chân) - Bảo Hân 5. Tình Thôi Xót Xa (Bảo Chấn) - Lay Minh 6. Chilly Chacha - Tommy Ngô, Phương Vy PBN 52 7. Trống Vắng (Quốc Hùng) - Ngọc Ánh 8. Cánh Chim Chiều Mưa (Khúc Lan) - Don Hồ 9. LK Nhạc Pháp - Thanh Lan, Elvis Phương PBN 50 10. Gõ Cửa Ba Lần (Vũ Xuân Hùng) - Thế Sơn 11. Không (Nguyễn Ánh 9) - Trúc Lam, Trúc Linh PBN 50                                                                                     |
| 212     | Đàn Bầu - Ngồi Tựa Mạn Thuyền                            | Đức Thành                    |            | |
| 213     | Tình Tôi Mới Lớn                                         | Loan Châu                    |            | |
| 214     | Khổ Vì Yêu Nàng                                          | Nguyễn Hưng                  |            | |
| 215     | Tan Nửa Vầng Trăng                                       | Mỹ Huyền                     | 10         | Chi tiết 1. Tình Nhỏ Mau Quên (Hàn Châu) 2. Hồn Trinh Nữ (Nhật Ngân) 3. Ngày Xưa Lên Năm Lên Ba (Trầm Tử Thiêng) - Mỹ Huyền, Thế Sơn 4. Tâm Sự Ngày Chủ Nhật (Lê Dinh) 5. Tan Nửa Vầng Trăng (Mỹ Huyền) PBN 50 6. Tay Trắng Tay Đen (Vinh Sử) - Mỹ Huyền, Tuấn Hùng 7. Cánh Hoa Thời Loạn (Y Vân) 8. Phận Gái Nhà Nghèo (Giao Tiên) 9. Chuyện Tình Đầu (Y Vũ) 10. Mình Chẳng Nợ Nhau (Song Ngọc) |
| 216     | Căn Nhà Màu Tím                                          | Mạnh Quỳnh, Phi Nhung        |            | |
| 217     | Tình Chấp Nhận                                           | Trần Đức                     |            | |
| 218     | Nếu Điều Đó Xảy Ra                                       | Thế Sơn, Thiên Kim           |            | |
| 219     | The Best of Don Hồ in Japan                              | Don Hồ                       |            | |
| 220     | Top Hits 3 - Đường Tình Hai Lối                          | Nhiều ca sĩ                  | 10         | Trích từ Paris By Night 53 1. Đường Tình Hai Lối (Tùng Châu, Lê Hựu Hà) - Thế Sơn, Don Hồ, Châu Ngọc 2. Vì Sao Em Ơi (Quốc Hùng) - Thiên Kim, Quốc Hùng 3. Hẹn Hò Đêm Trăng (LV: Nhật Ngân) - Như Quỳnh, Mạnh Đình 4. Tình Yêu Nỗi Nhớ (Trần Quảng Nam) - Thế Sơn, Loan Châu 5. Hoài Niệm Dấu Yêu (Thế Hiển) - Don Hồ, Ngọc Huệ 6. Tình Băng Giá (LV: Chu Minh Ký) - Nguyễn Hưng, Như Quỳnh 7. Đời Vẫn Lầm Than (Mỹ Huyền) - Trúc Lam, Trúc Linh 8. Cha Yêu (Quốc Vượng) - Lay Minh 9. Chỉ Là Mua Thu Rơi (Quốc Dũng) - Thiên Kim 10. Kỷ Niệm Gặp Gỡ (Ngọc Trọng) - Don Hồ, Thanh Hà                                                                                       |
| 221     | Top Hits 4 - Thiên Đường Là Đây                          | Nhiều ca sĩ                  | 10         | Trích từ Paris By Night 53 1. Thiên Đường Là Đây (Lê Xuân Trường) - Lynda Trang Đài, Bảo Hân, Trúc Lam, Trúc Linh, Loan Châu 2. Trả Nợ Tình Xa (Tuấn Khanh) - Nguyễn Hưng, Lưu Bích 3. Hai Khía Cạnh Tình Yêu (LV: Lê Hựu Hà) - Lay Minh, Thiên Kim 4. Only You (LV: Nhật Ngân) - Don Hồ 5. Căn Nhà Trong Ánh Bình Minh (Lời Việt: Lê Xuân Trường) - Ngọc Ánh 6. Hãy Sống Như Mọi Người (Chu Minh Ký) - Lynda Trang Đài, Bảo Hân 7. Biết Nói Làm Sao (LV: Lan Anh) - Tuấn Ngọc, Thúy Anh 8. I Love Who (LV: Tommy Ngô) - Tommy Ngô 9. Búp Bê Không Tình Yêu (LV: Vũ Xuân Hùng) - Trúc Lam, Trúc Linh PBN 52 10. Stand By Me - Henry Chúc                                   |
| 222     | Nghèo                                                    | Nhiều ca sĩ                  | 10         | Chi tiết 1. LK Nghèo (Trần Quý), Hai Đứa Nghèo (Như Phy), Phận Nghèo (Lê Mộng Bảo) - Mạnh Đình, Mạnh Quỳnh, Trường Vũ PBN 53 2. Bạc Trắng Lửa Hồng (Thy Linh) - Mạnh Quỳnh, Như Quỳnh 3. Thói Đời (Trúc Phương) - Mạnh Đình PBN 44 4. Đám Cưới Nghèo (Thu Anh) - Phi Nhung 5. Trong Tầm Mắt Đời - Tường Nguyên 6. Hãy Quên Nhau (Phương Kim) - Như Quỳnh 7. Dù Anh Nghèo (Tô Thanh Tùng) - Mạnh Quỳnh, Phi Nhung PBN 52 8. Bội Bạc (Song Ngọc) - Mạnh Quỳnh 9. Chuyện Tình Hoa Muống Biển (Hoàng Phương) - Hoàng Lan, Tường Nguyên 10. Đời Vẫn Lầm Than (Mỹ Huyền) - Mỹ Huyền                                                                                              |
| 223     | Thơ Nhạc Giao Duyên 1                                    | Nhiều ca sĩ                  | 7          | Chi tiết 1. Lời Giới Thiệu 2. Thơ: Đây Thôn Vỹ Dạ (Hàn Mặc Tử) - Hồng Vân & Nhạc: Vỹ Dạ Đò Trăng (Canh Thân) - Hương Lan 3. Thơ: Lời Kỹ Nữ (Xuân Diệu) - Hồng Vân & Nhạc: Ánh Đèn Màu (LV: Phạm Duy) - Ý Lan PBN 39 4. Thơ: Màu Tím Hoa Sim (Hữu Loan) - Hồng Vân & Nhạc: Áo Anh Sứt Chỉ Đường Tà (Phạm Duy, Hữu Loan) - Elvis Phương PBN 19 5. Thơ: Rượu Đắng (Tô Kiều Ngân) - Tô Kiều Ngân & Nhạc: Say (Lam Phương) - Nguyễn Hưng PBN 36 6. Thơ: Đà Lạt Sương Mờ (Hàn Mặc Tử) - Hồng Vân & Nhạc: Đà Lạt Hoàng Hôn (Minh Kỳ) - Hoàng Lan PBN 49 7. Thơ: Đôi Mắt Người Sơn Tây (Quang Dũng) & Nhạc: Đôi Mắt Người Sơn Tây (Phạm Đình Chương, Quang Dũng) - Duy Trác PBN 20 |
| 224     | Thơ Nhạc Giao Duyên 2                                    | Nhiều ca sĩ                  | 6          | Chi tiết 1. Thơ: Tiếng Thu (Lưu Trọng Lư) - Hồng Vân & Nhạc: Thu Quyến Rũ (Đoàn Chuẩn, Từ Linh) - Phi Khanh 2. Thơ: Áo Lụa Hà Đông (Nguyên Sa) - Hồng Vân & Nhạc: Áo Lụa Hà Đông (Ngô Thụy Miên, Nguyên Sa) - Duy Trác PBN 21 3. Thơ: Tình Tự Dưới Hoa (Đinh Hùng) - Hồng Vân & Nhạc: Khi Mình Xa Nhau (Lê Dinh, Anh Bằng) - Như Quỳnh 4. Thơ: Cần Thiết (Nguyên Sa) - Hồng Vân & Nhạc: Cần Thiết (Ngô Thụy Miên, Nguyên Sa) - Thanh Hà PBN 36 5. Thơ: Ngậm Ngùi (Huy Cận) - Hồng Vân & Nhạc: Ngậm Ngùi (Phạm Duy, Huy Cận) - Lệ Quyên PBN 22 6. Thơ: Tương Tư Chiều (Xuân Diệu) - Đoàn Yên Linh & Nhạc: Nắng Paris Nắng Sài Gòn (Ngô Thụy Miên) - Trần Đức PBN 53         |
| 225     | Đời Vẫn Lầm Than                                         | Trúc Lam, Trúc Linh          |            | |
| 226     | Trả Nợ Tình Xa                                           | Lưu Bích                     |            | |
| 227     | Tuyết Lạnh                                               | Hoàng Lan                    | 10         | Chi tiết 1. Tâm Sự Đời Tôi (Thanh Hằng) PBN 52 2. Nhớ Một Người (Hoài Linh) 3. Tuyết Lạnh (Lê Dinh) - Hoàng Lan, Trường Vũ PBN 53 4. Giọt Buồn Không Tên (Tô Giang) 5. Cho Tôi Một Góc Trong Trái Tim Em (Hà Trúc Kim) 6. Mật Đắng Tình Yêu (Hàn Châu) 7. Đò Dọc (Trầm Tử Thiêng) - Hoàng Lan, Mỹ Huyền PBN 53 8. Khi Không (Cô Phượng) 9. Ngày Ấy Quen Nhau (Lê Dinh) 10. Bài Tình Ca Đất Phương Nam (Lê Giang, Lư Nhất Vũ) |
| 228     | Lý Bông Mai                                              | Như Quỳnh                    | 10         | Chi tiết 1. Màu Hoa Bí (Võ Đông Điền) 2. Em Đi Xem Hội Trăng Rằm (Nguyễn Nghị) PBN 56 3. Nhớ Em Lý Bông Mai (Trương Quang Tuấn, Thơ: Kim Tuấn) PBN 55 4. Hẹn Hò Đêm Trăng (LV: Nhật Ngân) - Như Quỳnh, Mạnh Đình PBN 53 5. Lỡ Bước Sang Ngang (Song Ngọc) 6. Hoa Thương Nhớ Ai (Nguyễn Hữu Thiết) 7. Hãy Nói Lời Yêu Anh (LV: Nguyễn Ngọc Thiện) 8. Tiền Và Lá (Lỹ Dũng Liêm) - Như Quỳnh, Mạnh Đình 9. Buồn Như Phượng (Thanh Sơn) 10. Cô Tấm Ngày Nay (Ngọc Châu) - Như Quỳnh, Bảo Hân, Loan Châu, Châu Ngọc PBN 53 |
| 229     | Tình Là Gì?                                              | Thiên Kim                    |            | |
| 230     | Vừa Biết Dấu Yêu                                         | Ngọc Ánh                     |            | |
| 231     | Live in Paris Volume 1 - Người Yêu Cô Đơn                | Nguyễn Hưng, Thế Sơn, Don Hồ | 10         | Trích từ Paris By Night 54 1. Người Yêu Cô Đơn (Đài Phương Trang) - Don Hồ, Nguyễn Hưng, Thế Sơn PBN 50 2. Giận Hờn (Ngọc Sơn) - Don Hồ, Nguyễn Hưng, Thế Sơn 3. Nếu Một Ngày (Khánh Băng) - Don Hồ, Nguyễn Hưng, Thế Sơn 4. Loan Mắt Nhung (Huỳnh Anh) - Thế Sơn 5. Nó Và Tôi (Trúc Phương) - Nguyễn Hưng, Thế Sơn 6. Thói Đời (Trúc Phương) - Don Hồ, Nguyễn Hưng, Thế Sơn 7. Chiều Phi Trường (Lê Uyên Phương) - Don Hồ, Nguyễn Hưng, Thế Sơn 8. Xin Làm Người Tình Cô Đơn (Châu Kỳ) - Nguyễn Hưng 9. Đi Về Đâu Hỡi Em (Trịnh Công Sơn) - Don Hồ 10. Mưa Đêm Độc Hành (Duy Hải) - Don Hồ, Thế Sơn                                                                       |
| 232     | Live in Paris Volume 2 - Về Đây Em                       | Nhiều ca sĩ                  | 9          | Trích từ Paris By Night 54 1. Về Đây Em (Tùng Châu, Quốc Dũng) - Don Hồ, Nguyễn Hưng, Thế Sơn 2. Dối Trá (Tuấn Khanh) - Lưu Bích, Nguyễn Hưng 3. Anh Muốn Nói Yêu Em (Quốc Vượng) - Don Hồ, Thiên Kim 4. Vì Tôi Là Linh Mục (Nguyễn Đức Quang, Nguyễn Tất Nhiên) - Don Hồ 5. Lính Nghĩ Gì (Hoài Linh) - Don Hồ, Nguyễn Hưng, Thế Sơn 6. Đi Về Nơi Xa (Lê Quang) - Thế Sơn 7. Cho Vừa Lòng Em (Nhật Ngân) - Thế Sơn, Như Quỳnh 8. Hãy Ngồi Xuống Đây (Lê Uyên Phương) - Don Hồ, Nguyễn Hưng, Thế Sơn 9. LK Khúc Hát Samba, Trống Vắng, Dấu Yêu Trong Hè (Quốc Hùng) - Quốc Hùng, Don Hồ, Thế Sơn, Nguyễn Hưng, Thiên Kim, Như Quỳnh, Lưu Bích                               |
| 233     | Mưa Trên Giàn Bông Giấy                                  | Tường Nguyên                 |            | |
| 234     | Nhớ Người Yêu                                            | Nhiều ca sĩ                  | 10         | Chi tiết 1. Nhớ Người Yêu (Hoàng Hoa & Thảo Trang) - Như Quỳnh & Trường Vũ PBN 56 2. Tủi Phận (Khánh Băng) - Phi Nhung 3. Chia Xa (Hồng Vân) - Trường Vũ PBN 56 4. Nhật Ký Đời Tôi (Thanh Sơn) - Tường Nguyên & Hoàng Lan 5. Nàng Yêu Hoa Tím - Mạnh Quỳnh 6. Tấm Ảnh Ngày Xưa (Lê Dinh) - Như Quỳnh 7. Hoa Tím Đợi Chờ (Sông Trà) - Hoàng Lan 8. Đẹp Lòng Người Yêu (Ngọc Sơn) - Như Quỳnh & Trường Vũ 9. Vẫy Tay Chào (Vinh Sử) - Đặng Trường Phát 10. Yêu Một Mình (Trịnh Lâm Ngân) - Thế Sơn & Hoàng Lan |

### 2001
| Mã TNCD | Tên CD                                                     | Nghệ sĩ               | Số bài hát | Danh sách bài hát |
| ------- | ---------------------------------------------------------- | --------------------- | ---------- | --- |
| 235     | Top Hits 5 - Trái Tim Hoang Đường                          | Nhiều ca sĩ           | 10         | Trích từ Paris By Night 56 1. Trái Tim Hoang Đường (Kim Tuấn) - Châu Ngọc 2. Nụ Hôn Đầu Tiên (Quốc Hùng) - Lưu Bích 3. Hạ Hồng (LV: Chu Minh Ký) - Tommy Ngô, Lynda Trang Đài PBN 55 4. Vu Vơ Tình Đầu (Quốc Hùng) - Lay Minh PBN 55 5. Có Đôi Khi (Lã Văn Cường) - Thiên Kim 6. Dưới Ánh Nắng Mặt Trời (Quốc Khanh) - Bảo Hân PBN 55 7. Quên (LV: Duy Quang) - Lynda Trang Đài 8. Chân Tình (Trần Lê Quỳnh) - Thế Sơn 9. Một Thoáng Tình Ta (Mai Nguyễn) - Lay Minh, Mai Linh 10. Be Happy (LV: Tommy Ngô) - Tommy Ngô |
| 236     | Tân Cổ Đoạn Cuối Tình Yêu                                  | Mạnh Quỳnh, Phi Nhung |            | |
| 237     | Vì Sao Em Ơi?                                              | Quốc Hùng, Thiên Kim  |            | |
| 238     | Top Hits 6 - Tiếc Làm Gì!                                  | Nhiều ca sĩ           | 10         | Trích từ Paris By Night 57 1. Tình Xót Xa (Nguyễn Ngọc Thạch) - Lưu Bích 2. Như Cánh Vạc Bay (Trịnh Công Sơn) - Don Hồ 3. Tình Yêu Không Lời (Thuận Yến) - Châu Ngọc 4. Tiếc Làm Gì (Lê Hựu Hà) - Thiên Kim 5. Tình Yêu Còn Đấy (Lê Hựu Hà) - Thế Sơn 6. Tiếng Sét Trong Vườn Hoang (Quốc Hùng) - Ngọc Ánh 7. Nhịp Đập Con Tim (Chu Minh Ký, Lê Quang) - Trúc Linh, Tommy Ngô 8. Got To Fight! (LV: Lynda Trang Đài) - Lynda Trang Đài 9. Ru Tình Quên Lãng (Quốc Dũng) - Lay Minh, Trúc Lam 10. Ước Vọng Tương Lai (Tùng Châu, Lê Hựu Hà) - Thế Sơn, Thiên Kim, Như Quỳnh, Lưu Bích, Don Hồ |
| 239     | Ngỡ Ngàng                                                  | Bảo Hân               |            | |
| 240     | Nhạc Khiêu Vũ Collection 5 - Dạ Vũ Mùa Xuân Paris By Night | Nhiều ca sĩ           | 12         | Chi tiết 1. Mơ Khúc Tương Phùng - Thế Sơn 2. Một Thuở Yêu Đàn (Hoàng Trọng) - Họa Mi 3. Thà Làm Hạt Mưa Bay (Thanh Tùng) - Thiên Kim 4. Chuyển Bến (Đoàn Chuẩn - Từ Linh) - Anh Dũng 5. Năm 2000 (Song Ngọc) - Lynda Trang Đài & Tommy Ngô PBN 52 6. Suối Tóc (Văn Phụng) - Họa Mi 7. Rong Chơi Cuối Trời Quên Lãng (Hoàng Thi Thơ) - Thiên Kim PBN 41 8. Mộng Ban Đầu (Hoàng Trọng) - Họa Mi PBN 39 9. Chỉ Riêng Mình Ta (LV: Lê Xuân Trường) - Nguyễn Hưng PBN 45 10. Khi Mình Xa Nhau (Lê Dinh & Anh Bằng) - Như Quỳnh 11. Ngày Bên Nhau (Trần Đức) - Trần Đức 12. Hãy Để Mưa Rơi (Kim Tuấn) - Tommy Ngô |
| 242     | Cánh Hoa Rừng                                              | Phi Nhung             |            | |
| 243     | Trả Hết Cho Người                                          | Nguyễn Hưng           |            | |
| 244     | Xin Đừng Trách Đa Đa                                       | Như Quỳnh, Trường Vũ  |            | |
| 245     | Top Hits 7 - Bạn Tôi                                       | Nhiều ca sĩ           | 10         | Trích từ Paris By Night 58 1. Bạn Tôi (Võ Thiện Thanh) - Thế Sơn 2. Người Về Từ Lòng Đất (Quốc Dũng) - Don Hồ 3. Bài Ngợi Ca Tình Yêu (LV: Julie, Phạm Duy) - Loan Châu 4. Tiếc Nuối Cuộc Tình (Châu Ngọc) - Châu Ngọc 5. Tình Phai (Nguyễn Ngọc Tài) - Lynda Trang Đài 6. Mãi Mãi Còn Yêu (Thế Hiển) - Lay Minh 7. Không Còn Ai (Nguyễn Ngọc Thiện) - Ngọc Ánh 8. Mưa Phố (Trần Huân) - Trúc Lam, Trúc Linh 9. Lời Tỏ Tình Dễ Thương (Ngọc Sơn) - Châu Ngọc 10. Sinh Nhật Em (Song Ngọc) - Tommy Ngô |
| 246     | Đàn Bầu 2 - Làng Tôi                                       | Đức Thành             |            | |
| 247     | Hai Đứa Nghèo                                              | Nhiều ca sĩ           | 10         | Chi tiết 1. Hai Đứa Nghèo (Như Phy) - Mạnh Quỳnh & Phi Nhung 2. Đính Ước (Giao Tiên) - Mạnh Đình & Hoàng Lan 3. Hoa Đào Năm Trước (Lê Dinh & Nguyễn Hiền) - Phương Diễm Hạnh PBN 58 4. Sắc Hoa Màu Nhớ (Nguyễn Văn Đông) - Thế Sơn & Như Quỳnh PBN 58 5. Tình Cha (Ngọc Sơn) - Đặng Trường Phát PBN 58 6. Về Với Cát Bụi (Minh Kỳ) - Mạnh Đình & Mạnh Quỳnh 7. Trót Dại (Tuấn Hải & Lê Kim Khánh) - Như Quỳnh 8. Nhật Ký Mùa Đông (Hà Phương) - Sơn Tuyền & Đặng Trường Phát PBN 57 9. Biển Dâu (Lê Dinh & Phương Trà) - Hoàng Lan 10. Nhẫn Cỏ Cho Em (Vinh Sử) - Đặng Trường Phát |
| 248     | Số Nghèo                                                   | Mạnh Quỳnh            |            | |
| 249     | Người Đẹp Bình Dương                                       | Hoàng Lan             |            | |
| 250     | Sắc Màu                                                    | Thiên Kim             |            | |
| 251     | Thất Tình                                                  | Nhiều ca sĩ           | 10         | Trích từ Paris By Night 60 1. LK Thất Tình: Tôi Mất Người Yêu (Hồng Vân, Trần Quý), Nghèo Tình (Trần Quý), Người Không Cô Đơn (Vinh Sử, Cô Phượng) - Mạnh Đình, Mạnh Quỳnh, Trường Vũ 2. Xin Anh Giữ Trọn Tình Quê (Duy Khánh) - Đặng Trường Phát, Phương Diễm Hạnh 3. Tân Cổ: Phận Gái Thuyền Quyên (Giao Tiên, Nguyên Thảo, Mạnh Quỳnh) - Phi Nhung, Mạnh Quỳnh 4. Con Trai Thời Nay (Quốc Hùng) - Thế Sơn 5. Truyện Tình Nghèo (Hàn Sinh) - Tường Nguyên, Yến Phương 6. Tìm Về Chốn Cũ (Đặng Quang Vỹ) - Loan Châu, Trúc Lam, Trúc Linh, Lynda Trang Đài 7. Yêu Cái Đèn Cù (Song Ngọc) - Như Quỳnh 8. Lỡ Lầm (Đỗ Quang) - Don Hồ, Châu Ngọc 9. LK Thu Sầu, Trả Lại Em (Lam Phương) - Mạnh Đình, Hoàng Lan 10. Một Thời Đã Xa (Trường Huy) - Phương Nguyên |
| 252     | Top Hits 8 - Hai Chiếc Bóng Cô Đơn                         | Nhiều ca sĩ           | 10         | Trích từ Paris By Night 60 1. Hai Chiếc Bóng Cô Đơn (Tùng Châu, Khánh Uyên) - Nguyễn Hưng, Lưu Bích, Thiên Kim 2. Lời Tỏ Tình Dễ Thương (Ngọc Sơn) - Don Hồ, Hạ Vy 3. Sóng Cuốn (Quốc Hùng) - Quốc Hùng, Ngọc Ánh 4. Nuối Tiếc (Trịnh Nam Sơn) - Thế Sơn, Loan Châu 5. Mong Manh (Võ Thiện Thanh) - Lay Minh, Thiên Kim 6. Vũ Khúc Tình Yêu (LV: Lê Hựu Hà) - Nguyễn Hưng, Lưu Bích 7. Xin Một Ngày Mai Có Nhau (Đức Huy) - Trần Thái Hòa, Trúc Quỳnh 8. He & She (LV: Tommy Ngô) - Tommy Ngô, Lynda Trang Đài 9. Tôi Ngàn Năm Đợi (Kim Tuấn) - Trúc Linh, Trúc Lam 10. Tìm Về Chốn Cũ (Đặng Quang Vỹ) - Hợp Ca |
| 253     | Phố Vẫn Xưa                                                | Nguyễn Hưng, Lưu Bích |            | |
| 254     | Không Còn Ai                                               | Ngọc Ánh              |            | |
| 255     | Huyền Thoại Ngũ Hành Sơn                                   | Tường Nguyên          |            | |

### 2002
| Mã TNCD | Tên CD                                                               | Nghệ sĩ                             | Số bài hát | Danh sách bài hát |
| ------- | -------------------------------------------------------------------- | ----------------------------------- | ---------- | --- |
| 256     | Chân Tình                                                            | Thế Sơn                             |            | |
| 257     | Song Ca Đặc Biệt - Không Giờ Rồi                                     | Như Quỳnh                           |            | |
| 258     | Top Hits 9 - Dại Khờ                                                 | Nhiều ca sĩ                         | 12         | Trích từ Paris By Night 61 1. Dại Khờ (Nguyễn Ngọc Thạch) - Lưu Bích 2. Tâm Hồn Xao Động (LV: Chu Minh Ký) - Lay Minh 3. Lặng Nghe Con Tim Hát (LV: Lê Hựu Hà) - Loan Châu 4. Trái Tim Rạn Vỡ (Quốc Hùng) - Lương Tùng Quang 5. Khúc Tình Buồn (Nguyễn Ngọc Thạch) - Nguyễn Hưng 6. Hãy Về Với Em (Thái Hùng) - Thiên Kim 7. Nếu Phải Là Duyên Số (LV: Lê Xuân Trường) - Bảo Hân, Tommy Ngô 8. Tình Yêu Là Gì (LV: Lê Quang, Trường Huy) - Châu Ngọc 9. Cuộc Tình Đã Mất (Phạm Khải Tuấn) - Phạm Khải Tuấn 10. Radio Buồn (Tuấn Khanh) - Lynda Trang Đài, Tommy Ngô 11. Chỉ Còn Hai Đứa Mình (Lê Vũ) - Phương Nguyên 12. Đời Không Như Là Mơ (Trầm Tử Thiêng) - Trúc Lam, Trúc Linh |
| 259     | The Best of Lynda & Tommy from Paris By Night Volume 2 - He & She    | Tommy Ngô, Lynda Trang Đài          |            | |
| 260     | Hoài Niệm Dấu Yêu                                                    | Don Hồ, Ngọc Huệ                    |            | |
| 261     | Liên Khúc Nhẫn Cưới - Chồng Xa                                       | Nhiều ca sĩ                         | 10         | Chi tiết 1. Chồng Xa (Võ Thiện Thanh) - Như Quỳnh PBN 62 2. LK Nhẫn Cưới: Trả Nhẫn Kim Cương (Vinh Sử), Vòng Nhẫn Cưới (Vinh Sử), Trao Nhau Nhẫn Cưới (Phạm Minh Cảnh) - Như Quỳnh, Mạnh Quỳnh, Phi Nhung PBN 62 3. Xin Tròn Tuổi Loạn (Hoài Linh) - Trường Vũ PBN 61 4. Chuyến Xe Lam Chiều (Vinh Sử & Cô Phượng) - Phương Diễm Hạnh 5. Gió Bấc (Võ Thiện Thanh) - Phi Nhung 6. Tiếng Hát Chim Đa Đa (Võ Đông Điền) - Đặng Trường Phát 7. Cho Nhau Lời Nguyện Cầu (Phạm Mạnh Cương) - Như Quỳnh 8. Cơn Mê Tình Ái (Lê Kim Khánh) - Phương Diễm Hạnh 9. Kiếp Về Đêm (Mã Thu Giang) - Hoàng Lan 10. Mùa Sầu Riêng (Hoàng Trang) - Mạnh Quỳnh |
| 262     | Nếu Biết Tôi Lấy Chồng                                               | Phương Diễm Hạnh, Đặng Trường Phát  |            | |
| 263     | Tân Cổ Giao Duyên                                                    | Mạnh Quỳnh, Phi Nhung               |            | |
| 264     | Top Hits 10 - Như Là Tình Yêu                                        | Nhiều ca sĩ                         | 11         | Trích từ Paris By Night 62 1. Tất Cả Là Âm Nhạc (Tim Heintz, Lê Hựu Hà) - Thiên Kim, Bảo Hân, Trúc Linh, Trúc Lam, Châu Ngọc, Như Loan, Lynda Trang Đài 2. Như Là Tình Yêu (Tuấn Khanh) - Nguyễn Hưng, Loan Châu 3. Đừng Hoài Nghi Anh Nhé (LV: Nguyễn Ngọc Thiện) - Bảo Hân 4. Tình Là Thế Đó (LV: Lê Hựu Hà) - Don Hồ 5. Ngàn Năm Mãi Yêu (Tùng Châu, Lê Hựu Hà) - Lưu Bích 6. Tuổi Đá Buồn (Trịnh Công Sơn) - Như Quỳnh, Thiên Kim, Bảo Hân, Loan Châu, Trúc Linh, Trúc Lam, Châu Ngọc, Như Loan, Lynda Trang Đài, Tracy Phạm 7. Quên Đi Cuộc Tình (LV: Lê Quang) - Châu Ngọc, Lương Tùng Quang 8. Nhớ Anh (Kỳ Phương) - Thủy Tiên 9. Mãi Mãi (Hoài An) - Lay Minh, Phương Nguyên 10. Trống Cơm - Trúc Lam, Trúc Linh 11. Sky - Lynda Trang Đài, Tommy Ngô |
| 265     | Trái Tim Bên Lề                                                      | Nguyễn Hưng                         |            | |
| 266     | Cô Láng Giềng                                                        | Trần Thái Hòa                       |            | |
| 267     | Tóc Gió Thôi Bay                                                     | Thiên Kim                           |            | |
| 268     | Cây Đa Bến Cũ                                                        | Nhiều ca sĩ                         | 21         | Trích từ Paris By Night 59 Đĩa 1 1. Làng Tôi (Chung Quân) - Như Quỳnh 2. Dưới Giàn Hoa Cũ (Tuấn Khanh) - Tuấn Ngọc 3. Căn Nhà Xưa (Nguyễn Đình Toàn) - Khánh Ly 4. Dưới Bóng Tre Làng (Hoàng Châu) - Loan Châu 5. Trở Về (Châu Kỳ) - Thiên Kim 6. Nắng Chiều (Lê Trọng Nguyễn) - Thế Sơn 7. Biệt Ly (Dzoãn Mẫn) - Ý Lan 8. Nếu Anh Về Bên Em (Huỳnh Anh) - Loan Châu, Trúc Lam, Trúc Linh 9. Chuyển Bến (Đoàn Chuẩn - Từ Linh) - Lưu Bích 10. Bến Xuân (Văn Cao & Phạm Duy) - Anh Dũng 11. Hội Trùng Dương (Phạm Đình Chương) - Thiên Kim, Như Quỳnh, Phi Nhung Đĩa 2 1. Lúa Mùa Duyên Thắm (Trịnh Hưng) - Thế Sơn & Như Quỳnh 2. Câu Hát Tình Quê (Trần Quang Lộc) - Mạnh Quỳnh 3. Nỗi Buồn Chim Sáo (Huỳnh Ngọc Đông & Đinh Trầm Ca) - Phi Nhung 4. Điều Có Thật (Thế Hiển) - Trường Vũ 5. Ai Về Sông Tương (Thông Đạt) - Nguyễn Hưng 6. Người Đẹp Bình Dương (Võ Đông Điền) - Hoàng Lan 7. Huyền Thoại Ngũ Hành Sơn (Vũ Đức Sao Biển) - Tường Nguyên 8. Lối Về Xóm Nhỏ (Trịnh Hưng) - Lynda Trang Đài & Tommy Ngô 9. Nếu Biết Tôi Lấy Chồng (Song Ngọc, thơ: TTKH) - Phương Diễm Hạnh 10. Ru Nửa Vầng Trăng (Huy Phương) - Đặng Trường Phát |
| 269     | Top Hits 11 - Men Say Tình Ái                                        | Nhiều ca sĩ                         | 11         | Trích từ Paris By Night 63 1. Vứt Đi Chữ Tình (Tùng Châu, Lê Hựu Hà) - Nguyễn Hưng 2. Men Say Tình Ái (LV: Hoài An) - Như Loan 3. Em Sẽ Đến (Vĩnh Phước) - Thủy Tiên 4. Dance For Me - Lynda Trang Đài, Tommy Ngô 5. Ngàn Năm Anh Mãi Yêu (LV: Lê Hựu Hà) - Lương Tùng Quang 6. Chuyện Làm Dâu (Võ Thiện Thanh) - Nguyễn Hưng, Phi Nhung 7. Giấc Mơ Mùa Đông (LV: Nguyễn P.M.) - Loan Châu 8. Mất Nhau Thật Sao (LV: Nhật Ngân) - Châu Ngọc 9. Nói Với Người Tình (LV: Nguyễn Ngọc Thiện) - Trúc Lam, Trúc Linh 10. Phiêu Du (Trần Minh Phi) - Lay Minh 11. Tình Khúc Cho Em (Lê Uyên Phương) - Như Quỳnh, Loan Châu, Trúc Lam, Trúc Linh, Lynda Trang Đài, Châu Ngọc, Bảo Hân, Tú Quyên, Như Loan, Tracy Phạm |
| 270     | Phiến Đá Sầu                                                         | Don Hồ                              | 12         | Chi tiết 1. Tình (Văn Phụng) 2. Phiến Đá Sầu (Diệu Hương) PBN 63 3. Thời Đại Khủng Hoảng (LV: Ngật Ngân) - Don Hồ, Simon Wong 4. Chân Tình (Trần Lê Quỳnh) 5. Men Rượu Tình Hè (LV: Nhật Ngân) - Don Hồ, Hạ Vy 6. Tay Trong Tay Ngoài (Quốc Hùng) 7. Cuộc Đời É o Le (Quốc Hùng) - Remix 8. Ichiban (LV: Tấn Triệu) 9. Người Về Từ Lòng Đất (Quốc Dũng) PBN 58 10. Ố Ố Ố Tình (LV: Khúc Lan) - Don Hồ, Hạ Vy 11. Trong Mơ Có Em Về (LV: Nhật Ngân) - Don Hồ, Simon Wong 12. Như Cánh Vạc Bay (Trịnh Công Sơn) PBN 57 |
| 271     | Chuyện Làm Dâu                                                       | Nhiều ca sĩ                         | 10         | Chi tiết 1. Chuyện Làm Dâu (Võ Thiện Thanh) - Phi Nhung PBN 63 2. Chim Đa Đa Bay Xa (Thành Công) - Như Quỳnh 3. Tân Cổ Mây Chiều (Nguyễn Nhất Huy, Mạnh Quỳnh) - Mạnh Quỳnh PBN 63 4. Còn Mãi Lời Ru (Nguyễn Nhất Huy) - Phi Nhung 5. Lời Ru Của Mẹ (Kim Tuấn) - Như Quỳnh PBN 63 6. Chiều Phố Xưa (Đài Phương Trang) - Đặng Trường Phát PBN 56 7. Bông Mù U (Thành Công) - Như Quỳnh 8. Ngày Mai Xa Nhau - Mạnh Quỳnh 9. Em Còn Tuổi 15 (Hoàng Phương) - Đặng Trường Phát PBN 55 10. Chuyện Làm Dâu (Võ Thiện Thanh) - Nguyễn Hưng, Phi Nhung |
| 272     | Tình Đầu Muộn Màng                                                   | Ngọc Ánh                            | 10         | Chi tiết 1. Mưa Và Mây Xám (Tuấn Khanh) 2. Rock Buồn (Phú Quang) 3. Xin Làm Người Hát Rong (Trần Long Ẩn) 4. Trái Tim Tật Nguyền (LV: Quốc Tuấn) 5. Tình Dẫu Muộn Màng (Khải Hoàn) PBN 62 6. Cuộc Chờ Vô Vọng (Đinh Trầm Ca) 7. Rừng Xưa Đã Khép (Trịnh Công Sơn) 8. Một Mai Em Đi (Trường Sa) 9. Hát Cho Người Đã Xa (Nguyễn Nhất Huy) 10. Chờ Một Tiếng Yêu (Lê Hựu Hà) |
| 273     | Khúc Mưa                                                             | Lương Tùng Quang, Tú Quyên, Bảo Hân | 10         | Chi tiết 1. Khúc Mưa (Võ Thiện Thanh) - Lương Tùng Quang PBN 63 2. Yêu Dại Khờ (Quang Huy) - Tú Quyên 3. Khoảng Trống (Võ Thiện Thanh) - Bảo Hân PBN 63 4. LK Lỡ Lầm, Trái Tim Dại Khờ, Chân Tình, Tình Yêu Khó Quên - Lương Tùng Quang, Tú Quyên, Bảo Hân 5. Liều Thuốc Cho Trái Tim (LV: Thái Hùng) - Lương Tùng Quang 6. Khi Xưa Ta Bé (LV: Phạm Duy) - Tú Quyên PBN 63 7. Men Tình (LV: Lê Xuân Trường) - Bảo Hân 8. Tình Yêu Ngang Trái (Quốc Hùng) - Lương Tùng Quang 9. Vẫn Nhớ Anh Hoài (LV: Lê Hựu Hà) - Bảo Hân 10. Ôi Tình Yêu (LV: Trần Minh Phi) - Tú Quyên |
| 274     | Ánh Sáng Đời Tôi                                                     | Lưu Bích                            | 10         | Chi tiết 1. Ánh Sáng Của Đời Tôi (Minh Châu) PBN 63 2. Góc Phố Rêu Phong (Nhật Trung) 3. Gió Cuốn Hoa Trôi (LV: Khúc Lan) 4. Biệt Khúc Mùa Đông (Nguyễn Ngọc Thạch) 5. Nắng Lên Rồi (LV: Kỳ Duyên) 6. Muộn Phiền Trong Mưa (Quốc Bảo) 7. Khi Người Hết Yêu Tôi (LV: Kỳ Duyên) 8. All Out Of Love - Lưu Bích, Thúy Anh 9. Yêu (Đặng Quang Vỹ) 10. Tình Đã Đến (LV: Khúc Lan) |
| 275     | Tình Khúc Tuấn Khanh - Mùa Xuân Đầu Tiên                             | Nhiều ca sĩ                         | 10         | Trích từ Paris By Night 64 1. Hoa Soan Bên Thềm Cũ - Bảo Hân, Trúc Lam, Trúc Linh 2. Hai Kỷ Niệm Một Chuyến Đi - Như Quỳnh 3. Nhớ Nhau - Ngọc Hạ 4. Nhạt Nhòa - Trần Thái Hòa 5. Chiếc Lá Cuối Cùng - Lệ Thu 6. Nỗi Niềm - Thái Hiền 7. Mùa Xuân Đầu Tiên - Thế Sơn, Như Quỳnh 8. Quán Nửa Khuya - Phương Diễm Hạnh 9. Một Chiều Đông - Duy Quang 10. Tháng 9 Giòng Sông - Trúc Quỳnh |
| 276     | Tình Khúc Từ Công Phụng - Mắt Lệ Cho Người                           | Nhiều ca sĩ                         | 10         | Trích từ Paris By Night 64 1. Mắt Lệ Cho Người - Tuấn Ngọc 2. Giọt Lệ Cho Ngàn Sau - Khánh Hà 3. Trên Ngọn Tình Sầu (Từ Công Phụng, Du Tử Lê) - Trần Thái Hòa 4. LK Tuổi Xa Người, Bài Cho Em - Khánh Ly, Từ Công Phụng PBN 58 5. Tình Tự Mùa Xuân - Ngọc Hạ 6. Trên Tháng Ngày Đã Qua - Loan Châu 7. Như Chiếc Que Diêm - Nhật Trung 8. Mùa Thu Mây Ngàn - Tuấn Ngọc, Thái Hiền 9. Kiếp Dã Tràng - Khánh Hà, Thúy Anh, Lan Anh, Lưu Bích 10. Mãi Mãi Bên Em - Từ Công Phụng |
| 277     | Tình Khúc Vũ Thành An - Đừng Yêu Tôi                                 | Nhiều ca sĩ                         | 12         | Trích từ Paris By Night 64 1. LK Vũ Thành An - Tuấn Ngọc, Khánh Hà PBN 60 2. Em Đến Thăm Anh Đêm 30 (Vũ Thành An, Nguyễn Đình Toàn) - Khánh Ly 3. Một Lần Nào Cho Tôi Gặp Lại Em - Thế Sơn 4. Bài Không Tên Số 6 - Ý Lan 5. Tình Khúc Thứ Nhất (Vũ Thành An, Nguyễn Đình Toàn) - Thanh Hà PBN 43 6. Tình Khúc Thứ Nhất (Vũ Thành An, Nguyễn Đình Toàn) - Trần Đức 7. LK Bài Không Tên Số 2, 3, Cuối Cùng - Don Hồ, Thanh Hà 8. Đừng Yêu Tôi - Lưu Bích 9. Bài Không Tên Số 8 - Trần Thái Hòa 10. Bài Không Tên Số 15 - Nguyễn Hưng 11. Bài Không Tên Số 3 - Họa Mi 12. Đời Đá Vàng - Khánh Ly, Vũ Thành An PBN 62 |
| 278     | Nhớ Anh                                                              | Thủy Tiên                           | 12         | Chi tiết 1. Đã Bao Lần (Lan Anh) 2. Biển Ru Niềm Nhớ (LV: Khúc Lan) 3. Một Đời Rêu Phong (Nguyễn Ngọc Thiện) 4. Cõi Tình (Bảo Phúc) - Thủy Tiên, Lương Tùng Quang 5. Chợt Nghe Bước Em Về (Quốc Vượng) 6. Em Sẽ Đến (Vĩnh Phước) PBN 63 7. Mùa Hè Kỷ Niệm (Anh Khoa, Việt Anh) 8. Xin Một Lần Thôi (LV: Lê Quang) - Thủy Tiên, Thế Sơn 9. Yêu Nhau Cho Nhau (Thanh Sơn) 10. Còn Sầu Đêm Nay (LV: Khúc Lan) 11. Ngỡ Đã Yêu Nhau (Vĩnh Phước, Bùi Thị Nhuận) 12. Nhớ Anh (Kỳ Phương) PBN 62 |
| 279     | Top Hits 12 - Yêu                                                    | Nhiều ca sĩ                         | 10         | Trích từ Paris By Night 65 1. Yêu (Nhật Trung) - Nguyễn Hưng, Lưu Bích 2. Vì Đó Là Em (Diệu Hương) - Don Hồ, Thanh Hà 3. Chiếc Bóng Mong Manh (Lê Hựu Hà) - Khánh Hà, Lưu Bích 4. Hãy Sống Cùng Tình Yêu (Hoài An) - Fast Version - Bảo Hân, Tú Quyên 5. Trái Đắng (Tùng Châu, Đặng Quang Vỹ) - Lương Tùng Quang, Như Loan 6. Tình Phiêu Lãng (Quốc Anh) - Thế Sơn, Loan Châu 7. Khúc Hát Yêu Đời (Kim Hansen, Nhật Trung) - Tú Quyên, Như Loan 8. Xin Hãy Quên Đi (Nguyễn Quang) - Thủy Tiên, Thế Sơn 9. Mưa Bão Trong Lòng - Don Hồ, Châu Ngọc 10. Hãy Sống Cùng Tình Yêu (Hoài An) - Slow Version - Loan Châu, Bảo Hân, Tú Quyên, Như Loan |
| 280     | Top Hits 13 - Nỗi Đau Người Để Lại                                   | Nhiều ca sĩ                         | 10         | Trích từ Paris By Night 65 1. Lạc Lối (Kim Tuấn) - Nguyễn Hưng, Thủy Tiên 2. Nỗi Đau Người Để Lại (Tùng Châu, Lê Hựu Hà) - Don Hồ, Lương Tùng Quang 3. Khúc Biệt Ly (LV: Hữu Thạnh) - Lay Minh, Bảo Hân 4. Trái Tim Lỡ Lầm (Lê Quang) - Minh Tuyết 5. Ai Sẽ Biết Trước (Quốc Hùng) - Quốc Hùng, Ngọc Ánh 6. Lời Anh Hứa (LV: Duy Quang) - Tommy Ngô, Lynda Trang Đài 7. Đường Vào Tình Yêu (LV: Nhật Ngân) - Trúc Linh, Trúc Lam 8. Yêu Và Ảo Mộng (Quốc Dũng) - Thế Sơn 9. Mai Này Nắng Lên (LV: Lan Anh) - Thủy Tiên 10. Chồng Sớm (Thành Công) - Loan Châu, Bảo Hân, Trúc Linh |
| 281     | Người Mang Tâm Sự                                                    | Tâm Đoan                            | 10         | Chi tiết 1. Cuối Nẻo Đường Tình 2. Đổi Thay (Hoa Linh Bảo, Hoàng Liên) 3. Người Mang Tâm Sự (Như Phy) PBN 63 4. Phố Vắng Bóng Quen (Ngọc Sơn) 5. Tình Dại Khờ (Ngọc Sơn) - Tâm Đoan, Quốc Dũng 6. Ru Chưa Hết Nửa Câu Hò (Võ Thiện Thanh, Sơn Trần) 7. Nếu Chúng Mình Cách Trở (Tú Nhi) - Tâm Đoan, Mạnh Quỳnh 8. Hoa Tình Thương (Bảo Thu) 9. Sao Đổi Ngôi 10. Lỡ Chuyến Đò Ngang |
| 282     | Khắc Khoải - Buồn Tàn Thu                                            | Trần Thái Hòa, Ngọc Hạ              | 10         | Chi tiết 1. Mái Đình Làng Biển (Nguyễn Cường) - Ngọc Hạ PBN 63 2. Xóm Đêm (Phạm Đình Chương) - Trần Thái Hòa 3. Buồn Tàn Thu (Văn Cao) - Ngọc Hạ PBN 65 4. Mắt Buồn (Phạm Đình Chương, Lưu Trọng Lư) - Trần Thái Hòa 5. Em Tôi (Thuận Yến, Xuân Trường) - Ngọc Hạ 6. Đường Về Miền Bắc (Đoàn Chuẩn, Từ Linh) - Trần Thái Hòa 7. Mình Ơi (Diệu Hương) - Ngọc Hạ 8. Khắc Khoải (Diệu Hương) - Trần Thái Hòa PBN 65 9. Thu Trong Mắt Em (Ngô Thụy Miên) - Trần Thái Hòa 10. Từ Giọng Hát Em (Ngô Thụy Miên) - Ngọc Hạ |
| 283     | Chiều Bên Đồi Sim                                                    | Nhiều ca sĩ                         | 10         | Chi tiết 1. Chiều Bên Đồi Sim (Đài Phương Trang) - Như Quỳnh, Trường Vũ PBN 65 2. LK Trúc Phương - Tâm Đoan, Phương Diễm Hạnh PBN 65 3. Tân Cổ Duyên Nghèo (Mạnh Quỳnh) - Phi Nhung, Mạnh Quỳnh PBN 65 4. Kẻ Đến Sau (Trương Hoàng Xuân) - Tâm Đoan 5. Em Không Buồn Nữa Chị Ơi (Châu Kỳ) - Như Quỳnh 6. Người Tình Trong Lý Tưởng (Minh Tâm) - Phi Nhung 7. LK Khi Không, Trách Người Trong Mộng (Vinh Sử) - Như Quỳnh, Trường Vũ 8. Nhớ Nhau Hoài (Anh Việt Thu, Thiên Hà) - Phương Diễm Hạnh 9. Nhớ Nhau Trong Đời (Hoàng Hoa, Thảo Trang) - Mạnh Quỳnh 10. Mùa Dưa Đỏ (Thành Công) - Tâm Đoan |
| 284     | Những Tác Phẩm Của Trịnh Lâm Ngân Volume 2 - Mùa Xuân Của Mẹ         | Nhiều ca sĩ                         | 10         | Trích từ Paris By Night 66 1. Mùa Xuân Của Mẹ (Trịnh Lâm Ngân) - Ngọc Hạ 2. LK Cảm Ơn, Xuân Này Con Không Về (Trịnh Lâm Ngân) - Mạnh Quỳnh, Phi Nhung, Như Quỳnh, Thế Sơn 3. Hương Tình Muộn (Nhật Ngân, Hương Thảo) - Như Quỳnh 4. Tôi Đưa Em Sang Sông (Nhật Ngân, Y Vũ) - Nguyễn Hưng 5. Qua Cơn Mê (Trịnh Lâm Ngân) - Tâm Đoan 6. Một Mai Giã Từ Vũ Khí (Trịnh Lâm Ngân) - Thế Sơn 7. Lệ Đá (Trần Trịnh, Hà Huyền Chi) - Khánh Ly 8. Tiếng Hát Nửa Vời (Trần Trịnh) - Thanh Hà 9. Lời Đắng Cho Một Cuộc Tình (Nhật Ngân) - Duy Quang 10. Nỗi Buồn Con Gái (Nhật Ngân) - Tú Quyên |
| 285     | Những Tác Phẩm Của Trịnh Lâm Ngân Volume 1 - Chiều Qua Phà Hậu Giang | Nhiều ca sĩ                         | 10         | Trích từ Paris By Night 66 1. Chiều Qua Phà Hậu Giang (Trịnh Lâm Ngân) - Phi Nhung 2. Hát Cho Mai Sau (Trịnh Lâm Ngân) - Trường Vũ 3. Một Lần Dang Dở (Nhật Ngân) - Phương Diễm Hạnh 4. Lính Xa Nhà (Trịnh Lâm Ngân) - Mạnh Quỳnh 5. Ngày Đá Đơm Bông (Nhật Ngân) - Tâm Đoan 6. Thư Xuân Trên Rừng Cao (Trịnh Lâm Ngân) - Quang Lê 7. Ngày Vui Qua Mau (Nhật Ngân) - Thế Sơn PBN 39 8. Người Tình Và Quê Hương (Trịnh Lâm Ngân) - Mỹ Huyền 9. Tâm Sự Người Hát Bài Quê Hương (Nhật Ngân) - Quang Lê 10. Hai Trái Tim Vàng (Trịnh Lâm Ngân) - Tommy Ngô, Lynda Trang Đài |

### 2003
| Mã TNCD | Tên CD                                     | Nghệ sĩ                                | Số bài hát | Danh sách bài hát |
| ------- | ------------------------------------------ | -------------------------------------- | ---------- | --- |
| 286     | Tình Ca Ngô Thụy Miên - Nỗi Đau Muộn Màng  | Nhiều ca sĩ                            | 12         | Trích từ Paris By Night 66 1. Nỗi Đau Muộn Màng - Tuấn Ngọc 2. Một Đời Quên Lãng - Khánh Ly PBN 56 3. Giọt Nắng Hồng - Thủy Tiên 4. Nỗi Đau Từ Đấy - Trần Thái Hòa 5. Biển Và Em - Khánh Hà 6. Tình Khúc Mùa Xuân - Nhật Trung 7. Dấu Tình Sầu - Lưu Bích 8. Ở Nơi Nào Em Có Nhớ - Tuấn Ngọc PBN 48 9. Mây Bốn Phương Trời - Loan Châu 10. Giáng Ngọc - Nhật Trung 11. Miên Khúc - Ý Lan PBN 50 12. LK Ngô Thụy Miên - Duy Quang, Tuấn Ngọc, Khánh Ly, Khánh Hà |
| 287     | Top Hits 14 - Thế giới Không Tình Yêu      | Nhiều ca sĩ                            | 11         | Trích từ Paris By Night 67 1. Đừng Trách Người Ơi! (Lê Hựu Hà) - Thủy Tiên 2. Tình Ơi! (Nguyễn Ngọc Thiện) - Bảo Hân 3. Tình Nhớ (Trịnh Công Sơn) - Don Hồ 4. Hiu Hắt Đời Nhau (Lê Vũ) - Lưu Bích 5. Thế Giới Không Tình Yêu (Nguyễn Duy An) - Lâm Nhật Tiến 6. Lời Nói Dối Muộn Màng (Nguyễn Duy An) - Nguyễn Hưng 7. Xin Anh Hãy Quên (LV: Duy Quang) - Tommy Ngô, Lynda Trang Đài 8. Đành Chôn Theo Quên Lãng (Nhật Trung) - Nhật Trung, La Sương Sương 9. Ngày Em Đi (Nhật Trung) - Thế Sơn 10. Se Chỉ Luồn Kim (Phạm Duy) - Trúc Lam, Trúc Linh 11. Thế Giới Không Tình Yêu (Nguyễn Duy An) - Bonus Version - Lâm Nhật Tiến |
| 288     | Tân Cổ Giao Duyên 2                        | Mạnh Quỳnh, Phi Nhung                  |            | |
| 289     | Đàn Bầu 3 - Giọt Mưa Thu                   | Đức Thành                              |            | |
| 290     | Hạ Trắng                                   | Don Hồ                                 |            | |
| 291     | Anh Tiền Tuyến Em Hậu Phương               | Như Quỳnh, Trường Vũ                   | 10         | Chi tiết 1. Anh Tiền Tuyến Em Hậu Phương (Minh Kỳ) - Như Quỳnh, Trường Vũ PBN 67 2. Nỗi Buồn Ven Đô (Hoài Nam, Quốc Hùng) - Trường Vũ 3. Tình Trăng (Thành Công) - Như Quỳnh 4. Thề Non Hẹn Biển (Đài Phương Trang) - Như Quỳnh, Trường Vũ 5. Vu Quy (Trương Quang Tuấn) - Như Quỳnh 6. Đường Vào Tình Yêu (Đài Phương Trang) - Như Quỳnh, Trường Vũ 7. Ngày Vui Qua Mau (Nhật Ngân) - Trường Vũ 8. Ngày Ấy Mình Yêu Nhau (Tuấn Lê) - Như Quỳnh, Trường Vũ 9. Vùng Trời Xanh Kỷ Niệm (Thục Chương) - Trường Vũ 10. Tương Tư (Quốc An, Hoa Phương) - Như Quỳnh |
| 292     | Tơ Tằm                                     | Như Quỳnh                              | 10         | Chi tiết 1. Tơ Tằm (Huỳnh Ngọc Đông) PBN 67 2. Nhớ Nhà (Võ Thiện Thanh, Phan Minh Tấn) 3. Định Mệnh Buồn 4. Làm Dâu Miệt Vườn (Trương Quang Tuấn) 5. Lưu Luyến Tình Quê (Nguyễn Nhất Huy) 6. Anh Buồn Em Thương (Thanh Phong, Nguyễn Đào Nguyên) - Như Quỳnh, Trường Vũ 7. Người Đã Sang Sông (Nguyễn Nhất Huy) 8. Ngựa Ô Lang Thang (Nguyễn Ngọc Thạch) 9. Sớm Chồng (Vũ Quốc Việt) 10. Chuyện Người Con Gái Hái Sim (Hồng Vân) |
| 293     | Phép Lạ                                    | Lương Tùng Quang                       |            | |
| 294     | Top Hits 15 - Mong Anh Sẽ Đến              | Bảo Hân, Loan Châu, Như Loan, Tú Quyên | 11         | Chi tiết 1. Lãng Du (Đặng Quang Vỹ) - Bảo Hân, Như Loan PBN 67 2. Sẽ Không Như Thế (LV: Nguyễn Ngọc Thiện) - Bảo Hân 3. Ngày Đó Ta Yêu Nhau (LV: Thái Thịnh) - Tú Quyên 4. Bài Tango Xa Rồi (Hoài An) - Loan Châu PBN 67 5. Mong Anh Sẽ Đến (LV: Phạm Quốc Tâm) - Như Loan PBN 67 6. Chỉ Mình Em Thôi (Tùng Châu, Trường Huy) - Tú Quyên PBN 67 7. Mắt Nai Cha Cha Cha (Sỹ Luân) - Loan Châu 8. Hãy Cho Em Ngày Mai (LV: Hà Quang Minh) - Bảo Hân 9. Trái Tim Không Lời (Nguyễn Hồng Sơn) - Tú Quyên 10. Didn't You Know (LV: Như Loan) - Như Loan 11. Tình Ơi! (Nguyễn Ngọc Thiện) - Bonus Version - Bảo Hân, Như Loan, Loan Châu, Tú Quyên |
| 295     | Không Thể Và Có Thể                        | Ngọc Hạ                                |            | |
| 296     | Giấc Mơ Hồi Hương                          | Trần Đức                               |            | |
| 297     | Con Đê Chung Tình                          | Nhiều ca sĩ                            | 10         | Chi tiết 1. Trăng Rụng Xuống Cầu (Hoàng Thi Thơ) - Như Quỳnh, Trường Vũ PBN 68 2. Sao Không Thấy Anh Về (Duy Khánh) - Phương Diễm Hạnh 3. Ngàn Năm Tình Vẫn Đẹp (Ngân Giang) - Tâm Đoan 4. Thư Về Em Gái Thành Đô (Duy Khánh) - Trường Vũ 5. Con Đê Chung Tình (Dino Phạm Hoàng Dzũng) - Phi Nhung PBN 68 6. Chuyện Tình Buồn 100 Năm (Song Ngọc) - Mạnh Quỳnh 7. Hồn Trinh Nữ (Trịnh Lâm Ngân) - Như Quỳnh 8. Nói Với Người Tình (Trúc Sơn, Thăng Long) - Đặng Trường Phát 9. Xa Cuộc Tình Xưa - Tâm Đoan 10. LK Tình Ca Quê Hương, Lối Về Đất Mẹ (Duy Khánh) - Quang Lê, Tường Nguyên PBN 68 |
| 298     | Top Hits 16 - Nhớ...Nửa Vầng Trăng         | Nhiều ca sĩ                            | 10         | Trích từ Paris By Night 68 1. Khát Khao Ánh Mặt Trời (Nguyễn Duy An) - Lương Tùng Quang 2. Dấu Yêu Ơi! (Thái Thịnh) - Bảo Hân 3. Vùng Trời Bình Yên (Phạm Hữu Tâm) - Don Hồ 4. Nhớ (Nhật Trung) - Lưu Bích 5. Can't Give You Up (Tim Heintz, Randy Petersen) - Như Loan 6. Con Đường Nào Đến Thiên Đường (Nguyễn Duy An) - Lâm Nhật Tiến 7. Tình Lẻ Bóng (Lương Bằng Vinh) - Tú Quyên 8. Nửa Vầng Trăng (Nhật Trung) - Như Quỳnh 9. Tình Trái Ngang (Nhật Trung) - Nhật Trung, La Sương Sương 10. Lời Tỏ Tình Dễ Thương 2 (Ngọc Sơn) - Tommy Ngô, Lynda Trang Đài |
| 299     | Hạ Buồn                                    | Phương Diễm Hạnh                       |            | |
| 300     | Làm Sao Anh Biết?                          | Minh Tuyết                             |            | |
| 301     | Xa Em Kỷ Niệm - Trái Tim Tình Si           | Nguyễn Hưng                            |            | |
| 302     | Vợ Tôi                                     | Mạnh Quỳnh                             |            | |
| 303     | Tấu Cầm Đoản Khúc                          | Hương Lan, Văn Hoàng                   |            | |
| 304     | Top Hits 17 - Xóa Hết Nợ Nần               | Nhiều ca sĩ                            | 12         | Trích từ Paris By Night 69 1. Xóa Hết Nợ Nần (Thái Thịnh) - Lương Tùng Quang, Don Hồ, Thế Sơn, Trần Thái Hòa, Tommy Ngô 2. Thiên Đàng Không Xa (Tùng Châu, Lê Hựu Hà) - Don Hồ, Thanh Hà 3. Đã Bao Năm (Ngọc Trọng) - Thủy Tiên 4. Khi Giấc Mơ Về (Đức Trí) - Lâm Nhật Tiến, Như Loan 5. Làm Sao Quên Được Em (Quốc Tuấn) - Lương Tùng Quang 6. LK Tình Nhạt Phai - Tommy Ngô, Lynda Trang Đài 7. Vị Ngọt Đôi Môi (Tùng Châu, Lê Hựu Hà) - Thế Sơn, Minh Tuyết 8. Bài Hát Ru Mùa Đông (Dương Thụ) - Ngọc Hạ 9. Tình Ngỡ Trăm Năm (Lê Quốc Dũng) - Lương Tùng Quang, Tú Quyên 10. Con Tim Tan Vỡ (Nguyễn Duy An) - Lâm Nhật Tiến, Lưu Bích 11. Dấu Chôn Tình Sầu (Nguyễn Quang) - Khánh Hà, Tuấn Ngọc 12. Ngày Đó (Jo Marcel) - Nguyễn Hưng, Kỳ Duyên |
| 305     | Giấc Mơ Cánh Cò                            | Nhiều ca sĩ                            | 10         | Trích từ Paris By Night 69 1. LK Ly Cà Phê Cuối Cùng (Minh Kỳ, Thế Vinh), Chúng Mình Ba Đứa (Song Ngọc, Hoài Linh) - Mạnh Đình, Mạnh Quỳnh, Trường Vũ 2. LK Sao Không Thấy Anh Về, Nén Hương Yêu (Duy Khánh) - Như Quỳnh, Trường Vũ 3. Thoáng Giấc Mơ Qua (Nguyễn Vũ) - Thế Sơn, Tâm Đoan 4. Giấc Mơ Cánh Cò (Vũ Quốc Việt) - Như Quỳnh, Phi Nhung 5. Sương Trắng Miền Quê Ngoại (Đinh Miên Vũ) - Quang Lê 6. Tình Thoáng Mong Manh (Kông Thanh Bích) - Phương Diễm Hạnh 7. Tân Cổ Thành Phố Buồn (Lam Phương, Mạnh Quỳnh) - Mạnh Quỳnh, Phi Nhung 8. Xin Dìu Nhau Đến Tình Yêu (Đỗ Kim Bảng) - Tâm Đoan PBN 67 9. Khi Mình Xa Nhau (Lê Dinh, Anh Bằng) - Mạnh Đình, Phương Diễm Hạnh 10. Nhớ Về Em (Ngọc Sơn) - Đặng Trường Phát                    |
| 306     | Mưa Dĩ Vãng                                | Loan Châu                              |            | |
| 307     | Khi Đã Yêu Anh                             | Trúc Lam, Trúc Linh                    |            | |
| 308     | Bất Chợt Ta Nhìn Nhau                      | Thế Sơn                                |            | |
| 309     | Sương Trắng Miền Quê Ngoại                 | Quang Lê                               |            | |
| 310     | Tình Khúc Phạm Mạnh Cương - Thu Ca         | Nhiều ca sĩ                            | 11         | Trích từ Paris By Night 70 1. Suối Lệ Xanh - Tuấn Ngọc 2. Thung Lũng Hồng - Khánh Ly 3. Thu Về Trong Mắt Em - Trần Thái Hòa 4. Mắt Lệ Cho Người Tình - Khánh Hà 5. Thu Ca - Nguyễn Hưng 6. Như Một Khúc Nhạc Buồn - Don Hồ 7. Tóc Em Chưa Úa Nắng Hè - Thủy Tiên 8. Thương Hoài Ngàn Năm - Phương Diễm Hạnh 9. Giã Từ Cố Đô - Ngọc Hạ 10. Tình Yêu Đã Mất - Thanh Hà 10. LK Nỗi Buồn Châu Pha (Lê Dinh), Thu Ca (Phạm Mạnh Cương), Xin Còn Gọi Tên Nhau (Trường Sa) - Hợp Ca |
| 311     | Tình Khúc Lê Dinh - Huế Buồn               | Nhiều ca sĩ                            | 11         | Trích từ Paris By Night 70 1. Huế Buồn - Như Quỳnh 2. Tình Yêu Trả Lại Trăng Sao - Hoàng Oanh 3. Tấm Ảnh Ngày Xưa - Trường Vũ 4. Chiều Lên Bản Thượng - Phi Nhung 5. Nếu Mai Này - Thế Sơn 6. Nếu Anh Đừng Hẹn - Phương Diễm Hạnh 7. Chữ Tình - Mạnh Quỳnh 8. Đường Về Khuya (Lê Dinh, Minh Kỳ) - Bảo Hân, Trúc Lam, Trúc Linh 9. LK Cánh Thiệp Hồng, Ngang Trái - Hạ Vy 10. Tuyết Lạnh - Phương Diễm Hạnh, Mạnh Quỳnh 11. LK Nỗi Buồn Châu Pha (Lê Dinh), Thu Ca (Phạm Mạnh Cương), Xin Còn Gọi Tên Nhau (Trường Sa) - Hợp Ca |
| 312     | Tình Khúc Trường Sa - Xin Còn Gọi Tên Nhau | Nhiều ca sĩ                            | 11         | Trích từ Paris By Night 70 1. Xin Còn Gọi Tên Nhau - Lệ Thu 2. Rồi Mai Tôi Đưa Em - Trần Thái Hòa 3. Mùa Xuân Sao Chưa Về Hỡi Em - Tuấn Ngọc PBN 44 4. Mùa Thu Trong Mưa - Minh Tuyết 5. Một Mai Em Đi - Lâm Nhật Tiến 6. Một Lần Xa Bến - Tâm Đoan 7. Hành Trang Giã Từ - Như Quỳnh, Trường Vũ 8. Bài Tình Ca Cho Kỳ Niệm - Loan Châu 9. Những Mùa Thu Qua Trên Cuộc Tình Tôi - Trần Thái Hòa 10. Xin Yêu Nhau Dù Mai Nữa - Lưu Bích 11. LK Nỗi Buồn Châu Pha (Lê Dinh), Thu Ca (Phạm Mạnh Cương), Xin Còn Gọi Tên Nhau (Trường Sa) - Hợp Ca |
| 313     | Sunday Buồn                                | Bảo Hân, Như Loan                      |            | |

### 2004
| Mã TNCD | Tên CD                                     | Nghệ sĩ                          | Số bài hát | Danh sách bài hát |
| ------- | ------------------------------------------ | -------------------------------- | ---------- | --- |
| 314     | Dòng Sông Không Trở Lại                    | Thủy Tiên                        | 11         | Chi tiết 1. Cơn Mưa Chiều Nay (Quốc Hùng) 2. Dòng Sông Không Trở Lại (Bảo Phúc) PBN 68 3. Tìm Đâu (Nguyễn Ngọc Thiện) 4. Tình Vấn Vương (Nguyễn Nhất Huy) 5. Sau Một Lần Yêu (Thái Thịnh) 6. Trái Tim An Bình (Minh Châu) - Thủy Tiên & Thế Sơn 7. Thầm Yêu (Quốc An) 8. Tình Chợt Đến (LV: Lan Anh) 9. Tình Em Trao Anh (LV: Duy Quang) 10. Đã Bao Năm (Ngọc Trọng) PBN 69 11. One More Time |
| 315     | Cõi Vắng                                   | Trần Thái Hòa                    | 10         | Chi tiết 1. Thuở Ấy Có Em (Huỳnh Anh) PBN 71 2. Hạt Mưa Buồn (Diệu Hương) 3. Chuyện Tình Buồn (Phạm Duy) 4. Một Thoáng Mơ Phai (Trường Sa) 5. Cõi Vắng (Diệu Hương) PBN 68 6. Hai Năm Tình Lận Đận (Phạm Duy, thơ: Nguyễn Tất Nhiên) 7. Trả Lại Em Yêu (Loan Châu) - Trần Thái Hòa & Loan Châu PBN 69 8. Mùa Hoa Bỏ Lại (Việt Anh) 9. Nghe Những Tàn Phai (Trịnh Công Sơn) 10. Áo Anh Sứt Chỉ Đường Ta (Phạm Duy, thơ: Hữu Loan) PBN 67 |
| 316     | Top Hits 18 - Nửa Vòng Tay Lạnh            | Nhiều ca sĩ                      | 11         | Trích từ Paris By Night 71 1. Nửa Vòng Tay Lạnh (Tùng Châu, Nhật Ngân) - Thủy Tiên 2. Tìm Về Phố Xưa (Nhật Trung) - Tâm Đoan, Loan Châu, Bảo Hân, Minh Tuyết, Phi Nhung, Lynda Trang Đài, Tú Quyên, Như Loan, Trúc Lam, Trúc Linh 3. Khi Có Chàng (LV: Minh Phúc) - Như Loan 4. Fame - Lynda Trang Đài 5. Dĩ Vãng Nhạt Nhòa (Quốc An) - Lay Minh, Tú Quyên 6. LK Trương Chi Mị Nương (Tùng Châu, Lê Hựu Hà), Chuyện Tình Bên Nhánh Sông Gầy (Nguyễn Duy An) - Lâm Nhật Tiến, Như Quỳnh 7. Tình Yêu Chắp Cánh (Vũ Quốc Việt) - Thủy Tiên 8. Mùa Đông Đã Quay Về (Nguyễn Duy An) - Loan Châu 9. Dễ Thương (Trương Quang Tuấn) - Trúc Lam, Trúc Linh 10. Tình Là Giấc Mơ (LV: Khúc Lan) - Khánh Hà 11. Don't Forsake My Heart (LV: Henry Chúc) - Tommy Ngô, Henry Chúc |
| 317     | Kẻ Ở Miền Xa                               | Quang Lê                         | 10         | Chi tiết 1. Kẻ Ở Miền Xa (Trúc Phương) PBN 71 2. Chuyện Ngày Cuối Năm (Song Ngọc) 3. Chuyện Tình Sông Hương (Đinh Trầm Ca) 4. Giận Hờn 2 (Ngọc Sơn) 5. Người Phu Kéo Mo Cau (Hàn Châu & Vinh Sử) 6. Huế Tình Yêu Của Tôi (Trương Tuyết Mai) 7. Tiếng Hai Đêm (Hoàng Nguyễn) 8. Buồn Trong Kỷ Niệm (Trúc Phương) 9. Mèo Hoang (Hàn Châu) 10. Một Lần Dang Dở (Nhật Ngân) |
| 318     | Ngựa Ô Thương Nhớ                          | Phi Nhung                        | 10         | Chi tiết 1. Bến Cũ Đò Xưa (Phan Ni Tấn) 2. Bậu Đi Theo Người (Nguyễn Ngọc Thạch) 3. Trách Ai Vô Tình (Nhật Ngân) 4. Ngựa Ô Thương Nhớ (Tiến Luân) PBN 72 5. Hương Đồng Gió Nội (Nhật Ngân) 6. Tân Cổ: Hai Chiếc Ngai Vàng (Viễn Châu) - Phi Nhung, Mạnh Quỳnh, Linh Tuấn 7. Mẹ Cửu Long (Vũ Đức Sao Biển) 8. Bà Năm (Vũ Quốc Việt) 9. Nỗi Buồn Của Mẹ (Nguyễn Ngọc Tài, thơ: Phan Ngọc Thương Đoan) 10. Chờ Em (Dzoãn Bình) |
| 319     | Khúc Ca Đồng Tháp                          | Như Quỳnh                        | 12         | Chi tiết 1. Trang Nhật Ký (Hoàng Trọng) 2. Bão Rừng - Ca Khúc 1 (Hồng Vân & Trần Quý) 3. Bao Giờ Em Quên (Duy Khánh) - Như Quỳnh & Trường Vũ 4. Chỉ Là Phù Du (LV: Thiệu Kỳ Anh) 5. LK Giọng Ca Dĩ Vãng (Bảo Thu) & Giọt Lệ Đài Trang (Châu Kỳ) - Như Quỳnh & Thế Sơn 6. Dựng Một Mùa Hoa (Hoài An & Phó Quốc Thắng) 7. Nửa Vầng Trăng (Nhật Trung) PBN 68 8. Huế Buồn (Lê Dinh) PBN 70 9. Sao Trời Lấp Lánh 10. LK Tàu Đêm Năm Cũ & Hai Chuyến Tàu Đêm (Trúc Phương) - Như Quỳnh & Thế Sơn 11. Chuyện Phim Buồn (Dạ Lan Thanh) 12. Khúc Ca Đồng Tháp (Thu Hồ) PBN 71 |
| 320     | Tình Hoài Hương                            | Ngọc Hạ                          | 11         | Chi tiết 1. Tình Hoài Hương (Phạm Duy) PBN 71 2. Đưa Em Tìm Động Hoa Vàng (Phạm Duy, thơ: Phạm Thiên Thư) 3. Áo Tứ Thân (Hữu Xuân & Thái Thăng Long) 4. Mộng Ban Đầu (Hoàng Trọng) 5. Giấc Mơ Hồi Hương (Vũ Thành) 6. Về Lại Phố Xưa (Phú Quang) 7. Bài Hát Ru Mùa Đông (Dương Thụ) PBN 69 8. Tình Khúc Mùa Đông (Thanh Trang) 9. Nỗi Buồn Xa Xứ (Đặng Nguyên) 10. Lỡ Cung Đàn (Hoàng Giác) 11. Mây Trắng Qua Cầu (Hoàng Quý Phương) |
| 321     | Từ Khi Em Đến                              | Lương Tùng Quang                 | 11         | Chi tiết 1. Tình Một Đêm (LV: Tấn Triệu) 2. Mộng Vỡ (Thanh Nhàn) 3. Từ Khi Em Đến (Võ Thiện Thanh) PBN 71 4. Bây Giờ Và Mãi Mãi (Hoài An) - Lương Tùng Quang & Minh Tuyết 5. Trái Tim Tội Lỗi (Quốc Dũng) 6. Không Phải Em (Thái Thịnh) 7. Tình Hoang Vắng (Thái Thịnh) - Lương Tùng Quang & Tú Quyên 8. Làm Sao Quên Được Em (Quốc Tuấn) PBN 69 9. Nỗi Nhớ Nơi Con Tim Mồ Côi (Nguyễn Hoài Anh) 10. Sao Không Thấy Em Về (Kỳ Phương) 11. Tình Yêu Tìm Thấy (Thái Thịnh) |
| 322     | Top Hits 19 - Tiếng Hát Từ Nhịp Tim        | Nhiều ca sĩ                      | 10         | Trích từ Paris By Night 72 1. Tiếng Hát Từ Nhịp Tim (Tùng Châu, Nhật Ngân) - Loan Châu, Tú Quyên, Như Loan, Rebecca Quỳnh Giao 2. Xin Dành Trọn Cho Em (Tùng Châu, Thái Thịnh) - Tú Quyên 3. Vai Phụ (Phạm Khải Tuấn) - Loan Châu 4. Buồn Trong Đêm Mưa (LV: Khúc Lan) - Như Loan 5. Khúc Hát Yên Bình (LV: Tường Văn) - Lâm Nhật Tiến 6. Giọt Nước Mắt Cho Đời (Lê Quang) - Lương Tùng Quang 7. Âm Thầm (Hiền Năng) - Thủy Tiên 8. Anh Thì Không (LV: Vũ Xuân Hùng) - Minh Tuyết 9. Ước Gì (Võ Thiện Thanh) - Vân Quỳnh 10. Self Control - Lưu Bích |
| 323     | Top Hits 20 - Mùa Đông Hoa Trắng           | Nhiều ca sĩ                      | 11         | Trích từ Paris By Night 72 1. Mùa Đông Hoa Trắng (Nguyễn Nhất Huy) - Tâm Đoan 2. Anh Sẽ Nhớ Mãi (Đức Trí, Bằng Kiều) - Bằng Kiều 3. Con Tim Mù Lòa (Sỹ Đan) - Don Hồ 4. Tiếng Mưa Buồn - Thủy Tiên 5. Đời Là Như Thế (Nguyễn Hoài Anh) - Thế Sơn 6. Mặc Kệ Tôi (Dino Phạm Hoàng Dũng) - Nguyễn Hưng 7. Trái Tim Buồn (Quốc An) - Minh Tuyết 8. Tôi Đi Tìm Tôi - Lương Tùng Quang 9. LK Yêu Người Yêu Đời, Hãy Nhìn Xuống Chân, Lời Trái Tim Muốn Nói (Lê Hựu Hà) - Thế Sơn PBN 71 10. Người Cùng Cảnh Ngộ (LV: Nguyễn Ngọc Thiện) - Bảo Hân PBN 71 11. Bài Tình Ca Của Em (Diệu Hương) - Don Hồ PBN 71 |
| 324     | Người Ngoài Phố                            | Nhiều ca sĩ                      | 11         | Trích từ Paris By Night 72 1. Người Ngoài Phố (Anh Việt Thu) - Như Quỳnh 2. Cô Hàng Xóm (Lê Minh Bằng) - Quang Lê 3. Phải Em Lý Ngựa Ô (Tiến Luân) - Phi Nhung 4. Người Em Cùng Xóm (Hồng Vân & Trần Quý) - Trường Vũ 5. Ngày Buồn (Lam Phương) - Phương Diễm Hạnh 6. Mất Nhau Rồi (Ngân Trang) - Quang Lê 7. Ca Dao (Đặng Quang Vinh) - Hương Thủy 8. Một Căn Nhà Mướn (Cô Phượng & Mạnh Quỳnh) - Mạnh Quỳnh 9. Non Nước Hữu Tình (Thanh Sơn) - Ngọc Hạ 10. Thách Cưới (Thành Công) - Như Quỳnh 11. Kỷ Niệm Thời Con Gái (Vinh Sử & Nguyên Thảo) - Phi Nhung |
| 325     | Ngày Xưa Anh Hỡi                           | Minh Tuyết                       |            | |
| 326     | Tân Cổ Giao Duyên 3                        | Mạnh Quỳnh, Phi Nhung            |            | |
| 327     | Một Đời Tôi Đi Tìm Tôi                     | Nhật Trung                       |            | |
| 328     | Tình Khúc Quốc Dũng - Đường Xưa            | Nhiều ca sĩ                      | 15         | Chi tiết 1. Đường Xưa (Thơ: Nguyễn Đức Cường) - Thanh Hà 2. Bảy Con Số Một Linh Hồn - Quang Linh & Trung Hậu 3. Thoát Ly - Thiên Kim 4. Người Về Từ Lòng Đất - Bằng Kiều 5. Nỗi Đau Ngọt Ngào - Hạnh Nguyên 6. Hạt Mưa Và Nỗi Nhớ (Lời: Nguyễn Đức Cường) - Quang Minh 7. Trái Tim Tội Lỗi - Quang Minh & Phương Thanh 8. Cho Em Ngày Nắng Xanh (Lời: Quốc Bảo) - Bảo Yến 9. Hoang Vắng (Lời: Nguyễn Đức Cường) - Bằng Kiều 10. Mai - Lam Trường 11. Cơn Gió Thoảng - Bằng Kiều 12. Điệp Khúc Mùa Xuân - Thanh Mai & Quốc Dũng 13. Nụ Tình Phai - Phương Hồng Quế 14. Nước Mắt Muộn Màng - Hạnh Nguyên 15. Ru Tôi Giấc Mộng - Bằng Kiều |
| 329     | Đò Chiều                                   | Tâm Đoan, Phương Diễm Hạnh       |            | |
| 330     | Top Hits 21 - Yêu Mãi Ngàn Năm             | Nhiều ca sĩ                      | 11         | Trích từ Paris By Night 73 1. Con Tim Khát Khao - It's Raining Men (LV: Hà Quang Minh) - Bảo Hân, Hồ Lệ Thu 2. Nắng Về Theo Anh (Lê Quang) - Lương Tùng Quang, Bảo Hân 3. Yêu Mãi Ngàn Năm (Tùng Châu, Nguyễn Ngọc Thiện) - Lâm Nhật Tiến, Minh Tuyết 4. Dẫu Có Lỗi Lầm (Hoài Anh) - Vân Quỳnh, Bằng Kiều 5. LK Don't Be Cruel, Hound Dog - Tommy Ngô, Henry Chúc 6. Dù Có Như Thế Nào (Diệu Hương) - Loan Châu, Don Hồ 7. Trái Tim Buốt Giá (Nhật Trung) - Nhật Trung, La Sương Sương 8. Vấn Vương (Quốc An) - Minh Tuyết 9. Cơn Mưa Cuối (Nguyễn Nhất Huy) - Loan Châu 10. Vợ Thằng Đậu (Võ Thiện Thanh) - Phi Nhung, Thế Sơn 11. Con Tim Khát Khao - It's Raining Men - Remix                                                                                    |
| 331     | Top Hits 22 - Quên Đi Hết Đam Mê           | Nhiều ca sĩ                      | 11         | Trích từ Paris By Night 73 1. Quên Đi Hết Đam Mê (Nhật Trung) - Bằng Kiều, Thủy Tiên 2. Cho Người Tình Lỡ (Hoàng Nguyên) - Dương Triệu Vũ 3. Giọt Tình (Trần Huân) - Hồ Lệ Thu 4. LK Tình (Văn Phụng), Hờn Ghen (LV: Phạm Duy), Bình Minh Sẽ Mang Em Đi (LV: Đàm Vĩnh Hưng) - Loan Châu, Như Loan, Minh Tuyết 5. Anh (Nguyễn Hoài Anh) - Bằng Kiều, Vân Quỳnh 6. Tự Khúc Mùa Đông (Tường Văn) - Lâm Nhật Tiến, Như Loan 7. Trái Tim Bụi Đời (Quốc Tuấn) - Lương Tùng Quang, Thế Sơn 8. Trái Tim Đàn Bà (Đài Phương Trang) - Nguyễn Hưng 9. Vùng Trời Bình Yên (Phạm Hữu Tâm) - Minh Tuyết 10. Giọt Đắng Tình Yêu (Mai Nguyễn) - Lương Tùng Quang 11. Con Tim Khát Khao - It's Raining Men - Remix                                                                   |
| 332     | Lời Rêu                                    | Ý Lan                            |            | |
| 333     | Vì Em Yêu Anh                              | Lưu Bích                         |            | |
| 334     | Đêm Đông                                   | Trần Thái Hòa                    |            | |
| 335     | Tình Khúc Huỳnh Anh - Mưa Rừng             | Nhiều ca sĩ                      | 12         | Trích từ Paris By Night 74 1. Mưa Rừng - Như Quỳnh 2. Loan Mắt Nhung - Thái Châu 3. Biết Nói Gì Đây - Tâm Đoan, Thế Sơn 4. Lạnh Trọn Đêm Mưa - Minh Tuyết 5. Nếu Ta Đừng Quen Nhau - Phương Diễm Hạnh 6. Sa Mạc Tuổi Trẻ - Nguyễn Hưng 7. Thuở Ấy Có Em - Trần Thái Hòa PBN 71 8. Kiếp Cầm Ca - Hồ Lệ Thu 9. Rừng Lá Thay Chưa - Mạnh Quỳnh, Hương Thủy 10. Thành Phố Sương Mù - Như Quỳnh PBN 54 11. Em Gắng Chờ - Trần Thái Hòa 12. LK Mưa Rừng (Huỳnh Anh), Đàn Bà (Song Ngọc), Anh Cho Em Mùa Xuân (Nguyễn Hiền) - Hợp Ca |
| 336     | Tình Khúc Song Ngọc - Hà Nội Ngày Tháng Cũ | Nhiều ca sĩ                      | 13         | Trích từ Paris By Night 74 1. Bừng Sáng - Trần Thái Hòa, Thế Sơn, Chí Tài 2. Chiều Thương Đô Thị - Phi Nhung 3. Xin Gọi Nhau Là Cố Nhân - Quang Lê 4. Thư Cho Vợ Hiền - Trường Vũ 5. Giờ Tí Canh Ba - Như Quỳnh, Mạnh Quỳnh 6. Hương Đồng Gió Nội - Hương Thủy, Như Loan, Bảo Hân 7. Tình Muộn - Thế Sơn 8. Tình Yêu Như Bóng Mây - Khánh Ly 9. Hà Nội Ngày Tháng Cũ - Ngọc Hạ 10. Tiễn Đưa - Ý Lan 11. Mưa Ướt Mi Buồn - Lưu Bích 12. Đàn Bà - Don Hồ PBN 43 13. LK Mưa Rừng (Huỳnh Anh),Đàn Bà (Song Ngọc), Anh Cho Em Mùa Xuân (Nguyễn Hiền) - Hợp Ca |
| 337     | Tân Cổ Đặc Biệt - Ru Lại Câu Hò            | Hương Lan, Mạnh Quỳnh, Phi Nhung | 8          | Chi tiết 1. Ru Lại Câu Hò (Tân nhạc: Vũ Quốc Việt, Vọng cổ: Hoàng Song Việt) - Hương Lan & Phi Nhung 2. Lý Quạ Kêu (Dân ca, Vọng cổ: Hoàng Song Việt) - Mạnh Quỳnh & Phi Nhung 3. Vầng Trăng Dạ Cổ (Tiến Luân) - Hương Lan 4. Cây Đàn Gánh Tre (Cổ nhạc: Đoàn Phú Trân Châu, Thơ: Nguyễn Văn Thiện) - Hương Lan & Mạnh Quỳnh 5. Em Không Buồn Nữa Chị Ơi (Tân nhạc: Châu Kỳ, Vọng cổ: Viễn Châu) - Hương Lan & Phi Nhung 6. Lan Và Điệp (Tân nhạc: Mạc Phong Linh & Mai Thiết Lĩnh, Cổ nhạc: Viễn Châu) - Hương Lan 7. Xin Đừng Trách Đa Đa (Võ Đông Điền) - Hương Lan & Mạnh Quỳnh 8. Dạ Cổ Hoài Lang (Tân nhạc: Cao Văn Lầu, Vọng cổ: Viễn Châu) - Phi Nhung |
| 338     | Một Thoáng Hương Tình                      | Hồ Lệ Thu                        |            | |
| 339     | Tình Khúc Nguyễn Hiền - Hoa Bướm Ngày Xưa  | Nhiều ca sĩ                      | 11         | Trích từ Paris By Night 74 1. Về Đây Anh (Nguyễn Hiền, Nhật Bằng) - Hoàng Oanh 2. Hoa Bướm Ngày Xưa (Nguyễn Hiền, Thanh Nam) - Như Quỳnh, Trần Thái Hòa 3. Tiếng Hát Học Trò - Ngọc Hạ 4. Tìm Đâu - Tuấn Ngọc 5. Ngàn Năm Mây Bay - Khánh Hà 6. Mái Tóc Dạ Hương (Nguyễn Hiền, Đinh Hùng) - Lệ Thu 7. Lá Thư Gởi Mẹ (Nguyễn Hiền, Thái Thủy) - Thái Hiền 8. Thầm Ước - Tâm Đoan 9. Từ Giã Thơ Ngây (Nguyễn Hiền, Minh Kỳ) - Hoàng Lan PBN 39 10. Anh Cho Em Mùa Xuân - Thủy Tiên 11. LK Mưa Rừng (Huỳnh Anh),Đàn Bà (Song Ngọc), Anh Cho Em Mùa Xuân (Nguyễn Hiền) - Hợp Ca |
| 340     | Thương Nhớ Cậu Hai                         | Hương Thủy                       | 11         | Chi tiết 1. Thương Nhớ Cậu Hai (Trương Quang Tuấn) 2. Tân Cổ: Phương Trời Xứ Lạ (Tân Nhạc: Lâm Hoàng, Vọng Cổ: Mạnh Quỳnh) - Hương Thủy & Mạnh Quỳnh PBN 73 3. Hành Trình Trên Đất Phù Sa (Thanh Sơn) - Hương Thủy & Tâm Đoan PBN 73 4. Tân Cổ: Ai Khổ Vì Ai (Tân Nhạc: Thương Linh, Vọng Cổ: Hương Thủy) 5. Bẽ Bàng Bướm Đậu Mù U (Trương Quang Tuấn) 6. Hồn Quê (Thanh Sơn) 7. Vọng Cổ: Lấy Chồng Xa (Võ Đông Điền) 8. Nhà Anh Nhà Em (Lâm Hoàng) - Hương Thủy & Quang Lê 9. Nhớ Ai Buông Tiếng Thở Dài (Minh Châu) 10. Tân Cổ: Đàn Sáo Hậu Giang (Tân Nhạc: Trần Long Ẩn, Vọng Cổ: Mạnh Quỳnh) - Hương Thủy & Mạnh Quỳnh 11. Hoài Niệm Cố Hương (Lâm Hải) |
| 341     | Xin Gọi Nhau Là Cố Nhân                    | Quang Lê                         | 12         | Chi tiết 1. Cầu Tre Kỷ Niệm (Vinh Sử) 2. Mưa Đêm Tỉnh Nhỏ (Hà Phương, Anh Việt Thanh) 3. Đêm Cuối (Ngọc Sơn) 4. Để Trả Lời Một Câu Hỏi (Trúc Phương) - Quang Lê, Như Quỳnh 5. Cô Hàng Xóm (Lê Minh Bằng) PBN 72 6. Nước Trôi Qua Ghềnh (Kim Tuấn) 7. Ai Ra Xứ Huế (Duy Khánh) - Quang Lê, Ngọc Hạ PBN 73 8. Nắng Đẹp Miền Nam (Lam Phương) 9. Xin Gọi Nhau Là Cố Nhân (Hàn Sinh) PBN 74 10. Kẻ Đi Rong (Nhất Sinh) 11. Nhớ Về Em (Ngọc Sơn) 12. Nén Hương Yêu (Duy Khánh) |

### 2005
| Mã TNCD | Tên CD                                          | Nghệ sĩ          | Số bài hát | Danh sách bài hát |
| ------- | ----------------------------------------------- | ---------------- | ---------- | --- |
| 342     | Điên - Say                                      | Nguyễn Hưng      | 11         | Chi tiết 1. Trái Tim Đàn Bà (Đài Phương Trang) PBN 73 2. LK Điên (Nguyễn Vũ) & Say (Y Vân) PBN 71 3. Trò Chơi Nước Mắt (LV: Huỳnh Nhật Tân) 4. Cố Quên Một Tình Yêu (Quang Bình) 5. Tình Đẹp Như Mơ (Lam Phương) 6. Tình Anh (Vũ Quốc Việt) 7. Lời Nguyện Cầu Trong Đêm (LV: Lê Quang) 8. Dẫu Còn Ân Ái (Hữu Thạnh) 9. Vô Tình (Trần Tiến) 10. Cách Xa (Nguyễn Ngọc Thạch) 11. Những Điều Lạ (Vũ Quốc Việt) |
| 343     | Xuân Họp Mặt                                    | Nhiều ca sĩ      | 13         | Trích từ Paris By Night 76 1. Xuân Họp Mặt (Văn Phụng) - Như Quỳnh, Bảo Hân, Thủy Tiên, Loan Châu 2. Câu Chuyện Đầu Năm (Hoài An) - Như Quỳnh 3. Xuân Này Con Về Mẹ Ở Đâu (Nhật Ngân) - Quang Lê 4. LK Ai Lên Xứ Hoa Đào, Bài Thơ Hoa Đào (Hoàng Nguyên) - Hoàng Oanh, Trung Chỉnh 5. Đêm Giao Thừa Nghe Một Khúc Dân Ca (Võ Đông Điền) - Hương Thủy 6. Tân Cổ Đón Xuân Này Nhớ Xuân Xưa (Châu Kỳ, Mạnh Quỳnh) - Mạnh Quỳnh, Phi Nhung 7. Gác Nhỏ Đêm Xuân (Minh Kỳ, Lê Dinh) - Hương Lan 8. Xuân Thì (Phạm Duy) - Khánh Ly 9. Phiên Gác Đêm Xuân (Nguyễn Văn Đông) - Thế Sơn 10. Du Xuân (An Thuyên) - Loan Châu 11. Tôi Chưa Có Mùa Xuân (Châu Kỳ) - Nguyễn Hưng 12. Xuân Nào Con Sẽ Về (Trịnh Lâm Ngân) - Tường Nguyên 13. Ly Rượu Mừng (Phạm Đình Chương) - Hợp Ca |
| 344     | Chúc Xuân                                       | Nhiều ca sĩ      | 13         | Trích từ Paris By Night 76 1. Đón Xuân (Phạm Đình Chương) - Lương Tùng Quang, Như Loan 2. Khúc Nhạc Ngày Xuân (Nhật Bằng) - Thủy Tiên 3. Xuân Về (LV: Nguyễn Ngọc Thiện) - Tâm Đoan 4. Nắng Có Còn Xuân (Đức Trí) - Khánh Hà 5. Khúc Hát Thanh Xuân (LV: Phạm Duy) - Trần Thu Hà 6. Xuân Tha Hương (Phạm Đình Chương) - Trần Thái Hòa 7. Khúc Xuân Tình (LV: Chu Minh Ký) - Bảo Hân 8. Nhớ Về Một Mùa Xuân (LV: Yên Tử) - Lưu Bích 9. Lạc Mất Mùa Xuân (LV: Lữ Liên) - Bằng Kiều 10. Chúc Xuân (Đinh Trung Chính) - Dương Triệu Vũ, Vân Quỳnh 11. Xuân Và Tuổi Trẻ (La Hối, Thế Lữ) - Minh Tuyết 12. Chào Mùa Xuân Mới (Hữu Xuân) - Bằng Kiều, Lương Tùng Quang, Vân Quỳnh 13. Ly Rượu Mừng (Phạm Đình Chương) - Hợp Ca |
| 345     | Top Hits 23 - Đắng Cay                          | Nhiều ca sĩ      | 11         | Trích từ Paris By Night 75 1. Ngày Gió Và Cánh Diều (Tuấn Khanh) - Lương Tùng Quang, Hồ Lệ Thu 2. Yêu Nhau Dưới Nắng Mai (LV: Minh Châu) - Như Loan 3. Nếu Biết Trước (Lương Bằng Vinh) - Tâm Đoan 4. Giọt Lệ Đã Phai (Lê Quang) - Video Version - Hồ Lệ Thu 5. Sorry Seems To Be The Hardest World - Lâm Nhật Tiến, Khánh Hà 6. Mưa Trên Ngày Tháng Đó (Từ Công Phụng) - Bằng Kiều 7. Theo Em Xuống Phố (LV: Minh Châu) - Bảo Hân 8. Đắng Cay (Lương Bằng Vinh) - Lưu Bích 9. Đêm Chia Tay (Minh Nhiên) - Minh Tuyết 10. Giọt Lệ Đã Phai (Lê Quang) - Slow Version - Hồ Lệ Thu 11. LK Ghé Bến Sài Gòn (Văn Phụng), Sài Gòn (Y Vân) - Như Quỳnh, Bảo Hân, Loan Châu, Minh Tuyết, Tâm Đoan, Hương Thủy, Hồ Lệ Thu, Như Loan |
| 346     | Top Hits 24 - Nỗi Nhớ                           | Nhiều ca sĩ      | 10         | Chi tiết 1. Không Yêu Thì Thôi (LV: Minh Khang) - Bằng Kiều, Minh Tuyết 2. Đơn Côi (Nhật Trung) - Nhật Trung PBN 75 3. Đừng Làm Em Đau Đớn (Thái Thịnh) - Thủy Tiên 4. Mãi Xa Nhau (Nguyễn Quang) - Vân Quỳnh PBN 75 5. Nỗi Nhớ (LV: Vương Chí Trung) - Bằng Kiều, Vân Quỳnh 6. Cô Đơn Mình Anh (Tuấn Anh) - Lương Tùng Quang 7. Qua Rồi Phút Đam Mê (Nguyễn Nhất Huy) - Minh Tuyết 8. Hỏi Tình (Diệu Hương) - Loan Châu PBN 75 9. Dặm Đường Gió Bụi (LV: Nhật Ngân) - Nguyễn Hưng PBN 75 10. Come Together - Adam Hồ PBN 75 |
| 347     | Chị Đi Tìm Em                                   | Nhiều ca sĩ      | 11         | Trích từ Paris By Night 73 & 75 1. Hận Đồ Bàn (Xuân Tiên) - Thế Sơn PBN 75 2. Đính Ước (Giao Tiên) - Trường Vũ, Như Quỳnh PBN 73 3. LK Chuyện Chúng Mình (Trúc Phương), Ngày Sau Sẽ Ra Sao (Vân Tùng) - Hoàng Oanh, Trung Chỉnh PBN 73 4. Đêm Trao Kỷ Niệm (Hùng Cường) - Quang Lê PBN 75 5. Em Là Tất Cả (Lam Phương) - Như Quỳnh, Trường Vũ 6. Khát Vọng Xưa (LV: Nguyễn Ngọc Thiện) - Hương Thủy PBN 75 7. LK Vọng Kim Lang (Bạch Mai, Phi Nhung), Bậu Đi Theo Người (Nguyễn Ngọc Thạch) - Phi Nhung PBN 75 8. Chị Đi Tìm Em (Vũ Quốc Việt) - Như Quỳnh PBN 75 9. Đố Ai (Phạm Duy) - Như Quỳnh PBN 73 10. Tình Nghèo Có Nhau (Đài Phương Trang) - Mạnh Quỳnh PBN 75 11. Mùa Thu Lá Bay (LV: Nam Lộc) - Phương Diễm Hạnh |
| 348     | Đóa Hồng Đẫm Máu                                | Minh Tuyết       | 11         | Chi tiết 1. Đóa Hồng Đẫm Máu (LV: Vũ Xuân Hùng) PBN 75 2. Xuân Đã Về Đâu (LV: Nguyên Lộc) 3. Yêu Nhau Để Rồi Xa Nhau (Nguyễn Nhất Huy) - Minh Tuyết & Lâm Nhật Tiến 4. Định Mệnh (Quốc An) 5. Chiều Hoang Vắng (Lương Bằng Vinh) 6. Yêu Mãi Ngàn Năm (Tùng Châu & Nguyễn Ngọc Thiện) - Minh Tuyết & Lương Tùng Quang 7. Anh Sẽ Đến Bên Em (Vĩnh Tâm) 8. Sa Mạc Tình Yêu (LV: Khúc Lan) 9. Giờ Thì Anh Đã Biết (Thái Thịnh) - Minh Tuyết & Bằng Kiều 10. Bước Tango Cô Đơn (LV: Nguyên Lộc) 11. Mơ Những Ngày Nắng Lên (Nguyễn Nhất Huy) |
| 349     | The Best of Chinese Melodies - Yêu Vội          | Tâm Đoan         | 11         | Chi tiết 1. Còn Lạnh Dài Muôn Kiếp (LV: Nguyễn Nhất Huy) 2. Dù Chỉ Là Phút Giây (LV: Nguyễn Nhất Huy) - Tâm Đoan & Lương Tùng Quang 3. Yêu Vội (LV: Tâm Đoan) 4. Buồn Như Thông Xanh (Nguyễn Nhất Huy) 5. Tình Yêu Như Khói Sương (LV: Nguyễn Ngọc Thiện) 6. Đường Tình Hai Lối Rẽ (LV: Nguyễn Duy An) 7. Một Cuộc Tình (LV: Lương Tùng Quang) 8. Đôi Khi Em Muốn Khóc (LV: Lê Xuân Trường) 9. Tất Cả Vì Anh 10. Giấc Mơ Tình Yêu (LV: Nguyễn Ngọc Thiện) 11. Mối Tình Thiên Thu (LV: Hoài An) |
| 350     | 30 Năm Viễn Xứ                                  | Nhiều ca sĩ      | 14         | Trích từ Paris By Night 77 1. Tôi Cố Bám (Nguyễn Đình Toàn) - Khánh Ly 2. Đêm Chôn Dầu Vượt Biển (Châu Đình An) - Như Quỳnh 3. Sài Gòn Ơi Vĩnh Biệt (Lam Phương) - Khánh Hà 4. Biết Bao Giờ Trở Lại (Ngô Thụy Miên) - Trần Thái Hòa 5. Xin Đời Một Nụ Cười (Nam Lộc) - Khánh Ly, Thế Sơn, Trần Thái Hòa 6. Cay Đắng Bờ Môi (Châu Đình An) - Quang Lê 7. Rồi 30 Năm Qua (Nhật Ngân) - Tâm Đoan 8. Viễn Khúc Việt Nam (Hàn Lệ Nhân) - Dương Triệu Vũ 9. Bài Ca Học Trò (Phan Ni Tấn) - Thế Sơn 10. Về Đây Nghe Em (Trần Quang Lộc) - Tuấn Ngọc 11. LK Cho Tôi Lại Từ Đầu (Trần Quang Lộc), Quê Hương Tuổi Thơ Tôi (Từ Huy) - Thu Phương 12. Hương Bình Lưu Luyến (Dương Thiệu Tước) - Hoàng Oanh 13. Hải Ngoại Thương Ca (Nguyễn Văn Đông) - Lệ Thu 14. Lời Cám Ơn (Ngô Thụy Miên, Hạ Đỏ Chung Bích Phượng) - Khánh Ly, Hoàng Oanh, Lệ Thu, Khánh Hà, Như Quỳnh, Lưu Bích, Thu Phương, Thủy Tiên, Loan Châu, Minh Tuyết, Tâm Đoan, Như Loan, Bảo Hân, Hồ Lệ Thu, Vân Quỳnh, Tuấn Ngọc, Nguyễn Hưng, Thế Sơn, Bằng Kiều, Trần Thái Hòa, Lương Tùng Quang, Quang Lê, Dương Triệu Vũ |
| 351     | Say                                             | Mạnh Quỳnh       | 10         | Chi tiết 1. Tân Cổ: Hình Bóng Quê Nhà (Tân Nhạc: Thanh Sơn, Vọng Cổ: Mạnh Quỳnh) - Mạnh Quỳnh & Hương Thủy PBN 77 2. Lý Phụ Tình (Quốc Anh) 3. Điên (Y Vũ) 4. Vọng Cổ: Lòng Dạ Đàn Bà (Viễn Châu) 5. Màu Tím Pensée (Ngọc Sơn & Đài Phương Trang) 6. Giã Biệt Trường Xưa 7. Vọng Cổ: Say (Mạnh Quỳnh) 8. Tình Dại Khờ (Ngọc Sơn) 9. Em Còn Tuổi 15 (Hoàng Phương) 10. Tình Nghĩa Đôi Ta Chỉ Thế Thôi (Lam Phương) - Mạnh Quỳnh & Như Quỳnh |
| 352     | Top Hits 25 - Mãi Còn Yêu                       | Nhiều ca sĩ      | 11         | Trích từ Paris By Night 77 1. Nước Mắt (Trần Huân) - Lương Tùng Quang 2. Người Tình Trăm Năm (Đức Huy) - Thủy Tiên 3. LK Ước Hẹn, Tan Tác (LV: Lữ Liên) - Lưu Bích 4. Buồn Vương Màu Áo (Ngọc Trọng) - Nguyễn Hưng 5. Đợi Bước Anh Về (Trịnh Nam Sơn) - Minh Tuyết 6. Like The Birds (LV: Vân Quỳnh) - Vân Quỳnh 7. I'm Tired (Adam Hồ) - Adam Hồ 8. Mãi Còn Yêu (Nhật Trung) - Bảo Hân, Như Loan 9. Ngỡ Như Là Giấc Mơ (Lê Quốc Dũng) - Minh Tuyết 10. LK Còn Mãi Yêu Thương (Trần Quảng Nam), Tình Đẹp Như Mơ (Lam Phương) - Loan Châu, Hồ Lệ Thu 11. Lời Cảm Ơn (Ngô Thụy Miên, Hạ Đỗ Chung Bích Phượng) - Hợp Ca |
| 353     | Những Tình khúc Chọn Lọc 2                      | Thế Sơn          | 11         | Chi tiết 1. 20 Năm Tình Cũ (Trần Quảng Nam) 2. Bài Không Tên Số 7 (Vũ Thành An) 3. Hãy Khóc Đi Em (Trịnh Công Sơn) 4. Kiếp Đam Mê (Duy Quang) 5. Kỷ Niệm Gặp Gỡ (Ngọc Trọng) 6. Một Mùa Đông (Hoàng Trọng Thụy) 7. Phiêu Lưu Tình Ái (Ngọc Trọng) 8. Tình Khúc Thứ Nhất (Vũ Thành An, Thơ: Nguyễn Đình Toàn) 9. Yêu Người (Ngọc Trong) 10. Xin Mặt Trời Ngủ Yên (Trịnh Công Sơn) 11. Một Lần Miên Viễn Xót Xa (Nguyễn Đức Thành) |
| 354     | Trái Tim Mong Manh                              | Lương Tùng Quang | 12         | Chi tiết 1. Trái Tim Mong Manh (LV: Lê Hựu Hà) PBN 75 2. Bọt Nước Vỡ (LV: Tấn Triệu) 3. Vì Tôi Yêu Em (LV: Nguyên Lộc) 4. Dù Có Như Thế Nào (Diệu Hương) 5. Dấu Yêu Ơi Xa Rồi (LV: Nhật Ngân) 6. LK Tình Hờ (Phạm Duy) & Kiếp Đam Mê (Duy Quang) - Lương Tùng Quang & Tâm Đoan 7. Kiếp Tình Chung (LV: Lê Minh Kha) 8. Sau Một Lần Yêu (Nguyễn Hoài Anh) 9. Hãy Đến Với Anh (Trần Tâm) 10. Tình Yêu Lung Linh (Hoài An) 11. Vẫn Mãi Chia Xa (LV: Nguyên Lộc) 12. Nước Mắt (Trần Huân) PBN 77 |
| 355     | Em Vẫn Như Ngày Xưa                             | Ngọc Hạ          | 11         | Chi tiết 1. Chiếc Lá Thu Phai (Trịnh Công Sơn) 2. Phương Trời Xa Lạ (Trần Quang Lộc) 3. Em Vẫn Như Ngày Xưa (Trần Tiến) 4. Nắng Có Còn Xuân (Đức Trí) 5. Hà Nội Đêm Trở Gió (Trọng Đài & Chu Lai) 6. Trở Về (Châu Kỳ) 7. Người Về (Phạm Duy) 8. Tình Quê Hương (Việt Lang) 9. Họa Mi Hót Trong Mưa (Dương Thụ) 10. Trăng Rơi Bên Hồ (Nhật Trung) PBN 75 11. Đánh Thức Tầm Xuân (Dương Thụ) |
| 356     | Vá Lại Tình Tôi                                 | Bằng Kiều        | 11         | Chi tiết 1. Vá Lại Tình Tôi (Tâm Nguyên) PBN 77 2. Bây Giờ Tháng Mấy (Từ Công Phụng) - Bằng Kiều & Trần Thu Hà 3. Để Mãi Bên Nhau (LV: Bằng Kiều) 4. Cho Lần Cuối (Lê Uyên Phương) - Bằng Kiều, Nhật Trung, Huy MC 5. Vắng Bóng Em (Ngọc Trọng) 6. Mưa Hồng (Trịnh Công Sơn) - Bằng Kiều & Tuấn Ngọc 7. Trong Giấc Mơ Em (Trường Sa) 8. Nếu Không Còn Yêu (Hoài Phương) 9. Bức Thư Tình Đầu Tiên (Đỗ Bảo) 10. Cho Quên Thú Đau Thương (LV: Nam Lộc) - Bằng Kiều, Nhật Trung, Trần Thu Hà 11. Mưa Trên Ngày Tháng Đó (Từ Công Phụng) PBN 75 |
| 357     | Yêu Ai                                          | Thủy Tiên        | 12         | Chi tiết 1. Chỉ Mình Anh Thôi (LV: Lan Anh) 2. Mùa Xuân Lạc Lối (LV: Thái Hùng) 3. Người Cho Em Biết Cô Đơn (Tùng Châu & Thái Thịnh) 4. Ngày Ta Có Nhau (Kỳ Phương) - Thủy Tiên & Trần Thái Hòa 5. Rồi Dấu Yêu Về (Bảo Chấn) 6. Nói Với Em (Nguyễn Ngọc Thiện) 7. Thôi Ta Đành Mãi Xa Nhau (Thái Thịnh) - Thủy Tiên & Lương Tùng Quang 8. Quên Đi Hết Đam Mê (Nhật Trung) 9. Ước Mộng Tình Yêu (LV: Lan Anh) 10. Bốn Mùa Trong Anh (Huy Tuấn) 11. Yêu Ai (Nguyễn Ngọc Thiện) PBN 75 12. Người Cho Em Biết Cô Đơn (Tùng Châu & Thái Thịnh) - Remix |
| 358     | Dạ Vũ                                           | Nguyễn Hưng      | 12         | Trích từ DVD Nguyễn Hưng - Dạ Vũ Quốc Tế 1. Ai Sẽ Là Em (LV: Vũ Xuân Hùng) 2. Sóng Tình (LV: Chu Minh Ký) 3. Men Say Âm Nhạc (LV: Trường Kỳ) 4. Ngủ Đi Em (LV: Lê Hựu Hà) 5. Giết Tình Gian Dối (LV: Trường Kỳ) 6. Buồn Ơi Chào Mi (Nguyễn Ánh 9) 7. Tình Nghĩa Đôi Ta Chỉ Thế Thôi (Lam Phương) 8. LK Không 1 & 2 (Nguyễn Ánh 9) - Nguyễn Hưng & Thùy Vân 9. Khi Màn Đêm Xuống (LV: Chí Tài) 10. Một Khúc Ca Xưa (Quốc Hùng) - Nguyễn Hưng & Hồ Lệ Thu 11. Khi Xưa Ta Bé (LV: Phạm Duy) - Nguyễn Hưng & Kỳ Duyên 12. Malagnena |
| 359     | The Best of Như Quỳnh                           | Như Quỳnh        | 26         | Chi tiết Đĩa 1 1. Lan Và Điệp 3 (Mạc Phong Linh & Mai Thiết Lĩnh) 2. Chỉ Có Một Người (Minh Kỳ) 3. Ai Khổ Vì Ai (Thương Linh) 4. Đêm Không Trăng Sao (Mạnh Phát) 5. Tình Cao Thượng (Song Ngọc) - Trường Vũ 6. Em Chờ Anh Trở Lại (Hoàng Nguyên) 7. Biết Đến Bao Giờ (Lam Phương) 8. Duyên Kiếp (Lam Phương) - Như Quỳnh & Trường Vũ 9. Cánh Hoa Yêu (Hoàng Trọng & Vĩnh Phúc) - Trường Vũ 10. Tiếng Hát Hậu Phương (Minh Kỳ & Dạ Cầm) 11. Bà Mẹ Quê (Phạm Duy) 12. LK Đi Với Tôi (Canh Thân) & Vui Đời Nghệ Sĩ (Văn Phụng) - Hợp Ca 13. Khúc Ca Mùa Hè (Canh Thân) Đĩa 2 1. Chuyện Tình Người Trinh Nữ Tên Thi (Hoàng Thi Thơ) PBN 41 2. Bạc Trắng Lửa Hồng (Thy Linh) - Như Quỳnh & Mạnh Quỳnh 3. Nỗi Buồn Châu Pha (Lê Dinh) PBN 42 4. Chồng Xa (Võ Thiện Thanh) PBN 62 5. Đường Xưa Lối Cũ (Hoàng Thi Thơ) PBN 41 6. Sắc Hoa Màu Nhớ (Nguyễn Văn Đông) - Như Quỳnh & Thế Sơn PBN 58 7. Huế Buồn (Lê Dinh) PBN 70 8. Nhớ Người Yêu (Hoàng Hoa & Thảo Trang) - Như Quỳnh & Trường Vũ PBN 56 9. Yêu Cái Đèn Cù (Song Ngọc) PBN 60 10. Giấc Mơ Cánh Cò (Vũ Quốc Việt) - Như Quỳnh & Phi Nhung PBN 69 11. Hai Kỷ Niệm Một Chuyến Đi (Tuấn Khanh) PBN 64 12. Làng Tôi (Chung Quân) PBN 59 13. Lời Ru Của Mẹ (Kim Tuấn) PBN 63 |
| 360     | Tình Ca Quốc Dũng - Thoát Ly                    | Nhiều ca sĩ      | 14         | Trích từ Paris By Night 78 1. Chỉ Là Mùa Thu Rơi (Quốc Dũng, Nguyễn Đức Cường) - Khánh Hà 2. Thoát Ly - Minh Tuyết 3. 9 Con Số, 1 Linh Hồn - Hồ Lệ Thu 4. LK Cơn Gió Thoảng, Trái Tim Tội Lỗi - Bằng Kiều, Thanh Hà 5. Đường Xưa - Ngọc Hạ 6. Hạt Mưa Và Nỗi Nhớ (Quốc Dũng, Nguyễn Đức Cường) - Lưu Bích 7. Cho Em Ngày Nắng Xanh - Khánh Hà PBN 57 8. LK Quê Hương Và Mộng Ước, Biển Mộng, Bên Nhau Ngày Vui - Quốc Dũng, Thanh Mai 9. Chuyện Ba Người (Quốc Dũng, Xuân Kỳ) - Mạnh Quỳnh 10. Ngại Ngùng (Quốc Dũng, Xuân Kỳ) - Như Quỳnh 11. Mắt Huế Xưa (Quốc Dũng, Đinh Trầm Ca) - Hương Lan 12. Lối Thu Xưa (Quốc Dũng, Nguyễn Đức Cường) - Như Quỳnh 13. Người Về Từ Lòng Đất - Don Hồ PBN 58 14. LK Biết Đến Thuở Nào (Tùng Giang), Trở Về (Châu Kỳ), Bên Nhau Ngày Vui (Quốc Dũng) - Hợp Ca |
| 361     | Nhạc Kiêu Vũ Collection 6 - Mùa Thu Cali        | Nhiều ca sĩ      | 14         | Chi tiết 1. Granada - Thế Sơn 2. Hai Kỷ Niệm Một Chuyến Đi (Tuấn Khanh & Hoài Linh) - Như Quỳnh PBN 64 3. Hoa Soan Bên Thềm Cũ (Tuấn Khanh) - Bảo Hân, Trúc Linh, Trúc Lam PBN 64 4. Thu (Trần Đắc Thọ) - Thu Phương 5. Anh Cho Em Mùa Xuân (Nguyễn Hiền, thơ: Kim Tuấn) - Thủy Tiên PBN 74 6. Mái Tóc Dạ Hương (Nguyễn Hiền, thơ: Đinh Hùng) - Lệ Thu PBN 74 7. Mùa Thu Cali (Trần Đắc Thọ) - Thu Phương 8. Mưa Chiều Phố Nhỏ (Trần Đắc Thọ) - Thế Sơn 9. Tiếng Hát Học Trò (Nguyễn Hiền & Minh Kỳ) - Ngọc Hạ 10. Đón Xuân (Phạm Đình Chương) - Lương Tùng Quang & Như Loan PBN 76 11. Biết Nói Gì Đây (Huỳnh Anh) - Thế Sơn & Tâm Đoan PBN 74 12. Khúc Hát Thanh Xuân (LV: Phạm Duy) - Trần Thu Hà PBN 76 13. Kiếp Cầm Ca (Huỳnh Anh) - Hồ Lệ Thu PBN 74 14. Xin Còn Gọi Tên Nhau (Trường Sa) - Lệ Thu |
| 362     | The Best of Tùng Giang - Chỉ Riêng Mình Em Hiểu | Nhiều ca sĩ      | 11         | Trích từ Paris By Night 78 1. Chỉ Riêng Mình Em Hiểu - Ngọc Liên 2. Cuộc Tình Xưa - Thế Sơn 3. Đêm Cuối Cùng Bên Anh - Vân Quỳnh 4. Biết Đến Thuở Nào - Dương Triệu Vũ 5. Anh Đã Quên Mùa Thu (Tùng Giang, Nam Lộc) - Khánh Hà, Lưu Bích, Như Quỳnh 6. Paris Và Em - Trần Thái Hòa 7. Tôi Với Trời Bơ Vơ - Trần Thu Hà 8. Biển Vắng - Bằng Kiều 9. Chiều Vắng Em - Nhật Trung 10. Người Tình Người Đẹp Xinh Xinh - Thủy Tiên 11. LK Biết Đến Thuở Nào (Tùng Giang), Trở Về (Châu Kỳ), Bên Nhau Ngày Vui (Quốc Dũng) - Hợp Ca |
| 363     | Tình Khúc Châu Kỳ - Giọt Lệ Đài Trang           | Nhiều ca sĩ      | 13         | Trích từ Paris By Night 78 1. Tuý Ca (Châu Kỳ, Trương Minh Dũng) - Chế Linh 2. LK Con Đường Xưa Em Đi (Châu Kỳ, Hồ Đình Phương), Xin Anh Giữ Trọn Tình Quê (Duy Khánh) - Như Quỳnh, Trường Vũ PBN 77 3. Đàn Không Tiếng Hát - Tâm Đoan 4. Xin Làm Người Tình Cô Đơn (Châu Kỳ, Hồ Đình Phương) - Thái Châu 5. Sao Chưa Thấy Hồi Âm - Hoàng Oanh 6. Tiếng Ca Đó Về Đâu (Châu Kỳ, Nguyễn Tiến Thịnh) - Trường Vũ 7. LK Khuya Nay Anh Đi Rồi, Em Không Buồn Nữa Chị Ơi, Giọt Lệ Đài Trang, Đừng Nói Xa Nhau - Phương Hồng Quế, Trúc Mai 8. Giọt Lệ Đài Trang - Quang Lê 9. Nhớ - Như Quỳnh 10. Hương Giang Còn Tôi Chờ - Quang Lê 11. Lá Vàng Khóc Lá Xanh Rơi - Hương Lan 12. Phượng Tìm Hoàng (Châu Kỳ, Đinh Hùng) - Nguyễn Hưng 13. LK Biết Đến Thuở Nào (Tùng Giang), Trở Về (Châu Kỳ), Bên Nhau Ngày Vui (Quốc Dũng) - Hợp Ca |
| 364     | Lie Under My Bed                                | Adam Hồ          | 13         | Chi tiết 1. Your Love 2. Away You Say 3. Lie Under My Bed 4. Accidents Happen 5. First Sight 6. The Set 7. Man Alive 8. Get Free 9. Instinct 10. Normal Life 11. I'm Tired PBN 77 12. Away You Say - Guitar Mix 13. Man Alive - Guitar Mix |
| 365     | 7000 Đêm Góp Lại                                | Quang Lê         | 12         | Chi tiết 1. Xin Em Đừng Khóc Vu Quy (Đinh Miên Vũ & Linh Phương) 2. 7000 Đêm Góp Lại (Trầm Tử Thiêng) 3. Hận Tha La (Sơn Thảo) 4. Đêm Bơ Vơ (Duy Khánh) - Quang Lê & Như Quỳnh 5. Tình Em Biển Rộng Sông Dài (Thông Đạt) 6. Sao Em Nỡ Vô Tình (Như Phy) 7. Tình Nhỏ Mau Quên (Hàn Châu) - Quang Lê & Hương Thủy 8. Vùng Quê Tương Lai (Duy Khánh) 9. Xuân Này Con Về Mẹ Ở Đâu (Nhật Ngân) PBN 76 10. Thành Phố Sau Lưng (Hàn Châu) 11. Hãy Về Đây Bên Anh (Duy Mạnh) 12. Xin Đừng Trách Đa Đa (Võ Đông Điền) |
| 366     | Top Hits 27 - Trọn Kiếp Bình Yên                | Nhiều ca sĩ      | 11         | Trích từ Paris By Night 79 1. Đêm Ngậm Ngùi (Lương Bằng Vinh) - Như Quỳnh, Tâm Đoan 2. Trọn Kiếp Bình Yên (Đăng Anh) - Minh Tuyết, Dương Triệu Vũ 3. Hãy Trả Lời Em (Tuấn Nghĩa) - Thế Sơn, Ngọc Liên 4. Chiều Tím Phôi Phai (Lan Anh) - Thủy Tiên 5. Mong Người Về Đây (LV: Nguyễn Nhân) - Lương Tùng Quang, Vân Quỳnh 6. Đau Một Lần Rồi Thôi (Huy Cường) - Thế Sơn, Hồ Lệ Thu 7. Yêu Thương Mong Manh (Đức Trí, Hà Quang Minh) - Bằng Kiều, Minh Tuyết 8. Chợ Đời (Nhật Trung) - Nhật Trung, Hoài Phương 9. Tình Yêu Cho Em - Vivo Per Lei (LV: Nhật Ngân) - Khánh Hà, Bằng Kiều 10. Hờn Ghen (LV: Phạm Duy) - Nguyễn Hưng, Thùy Vân 11. Khiêu Vũ Bên Nhau (LV: Vũ Xuân Hùng) - Hợp Ca |
| 367     | Top Hits 26 - Mộng Đẹp                          | Nhiều ca sĩ      | 11         | Trích từ Paris By Night 79 1. Mộng Đẹp (Tùng Châu, Quốc Dũng) - Hồ Lệ Thu, Như Loan, Loan Châu 2. Nếu Không Có Em Bên Đời (LV: Vũ Xuân Hùng) - Như Loan, Trần Thái Hòa 3. Con Tim Dại Khờ (Nguyễn Hoài Anh) - Lương Tùng Quang, Tú Quyên 4. Người Về Từ Giấc Chiêm Bao (Nguyễn Minh Anh) - Bảo Hân, Loan Châu 5. Yêu Làm Chi? (Huỳnh Nhật Tân) - Tommy Ngô, Lynda Trang Đài 6. Chờ Anh Nói Một Lời (Nhật Trung) - Nguyễn Hưng, Lưu Bích 7. Sweet Dreams - Adam Hồ, Vân Quỳnh 8. Cơn Mưa Bất Chợt (Sỹ Đan) - Thủy Tiên, Lương Tùng Quang 9. Em Đi (Đức Huy) - Video Version - Bằng Kiều, Tuấn Ngọc, Thái Châu, Nhật Trung, Nguyễn Ngọc Ngạn 10. Em Đi (Đức Huy) - Bằng Kiều, Tuấn Ngọc, Thái Châu, Nhật Trung 11. Khiêu Vũ Bên Nhau (LV: Vũ Xuân Hùng) - Hồ Lệ Thu, Lynda Trang Đài, Minh Tuyết, Tú Quyên, Tâm Đoan, Bảo Hân, Tommy Ngô, Lương Tùng Quang, Dương Triệu Vũ |

### 2006
| Mã TNCD | Tên CD                                                    | Nghệ sĩ                               | Số bài hát | Danh sách bài hát |
| ------- | --------------------------------------------------------- | ------------------------------------- | ---------- | --- |
| 368     | Ngày Đó Có Em                                             | Dương Triệu Vũ                        | 11         | Chi tiết 1. Bài Tình Ca Nhớ (LV: Khúc Lan) 2. Ngày Đó Có Em (LV: Minh Châu) 3. Đợi Em Trong Mơ (Nhật Đăng Huy) 4. Tình Như Giấc Mơ (Quốc An) 5. LK Hỡi Người Tình - Dương Triệu Vũ & Đàm Vĩnh Hưng 6. Giọt Nước Mắt Dịu Êm (Phú Quang) 7. Hạnh Phúc Cuối 8. Đời Hoang Vắng (Lương Bằng Vinh) 9. Dù Tình Yêu Đã Mất 10. Đoạn Buồn Cho Tôi (Tú Nhi) PBN 75 11. Viễn Khúc Việt Nam (Hàn Lệ Nhân) PBN 77 |
| 369     | Xuân Đã Về                                                | Nhiều ca sĩ                           | 13         | Trích từ Paris By Night 80 1. Xuân Về Trên Môi Em (Huỳnh Nhật Tân) - Như Loan, Tú Quyên, Bảo Hân 2. Dáng Xuân (Minh Châu) - Dương Triệu Vũ 3. Xuân Mong Chờ (LV: Minh Châu) - Như Quỳnh 4. Mưa Xuân (Đức Thịnh) - Minh Tuyết 5. Mùa Xuân Trở Về (Võ Thiện Thanh) - Lương Tùng Quang & Bảo Hân 6. Hãy Mang Đến Những Mùa Xuân (Nguyễn Đức Trung) - Nguyễn Hưng 7. Lắng Nghe Mùa Xuân Về (Dương Thụ) - Bằng Kiều 8. Mùa Xuân Đang Đến (Quốc Hùng) - Lưu Bích 9. Cánh Bướm Vườn Xuân - Hồ Lệ Thu 10. Tình Em Mùa Xuân (Trường Huy) - Nhật Trung & La Sương Sương 11. Mùa Xuân Đã Mất (Huỳnh Nhật Tân) - Minh Tuyết 12. Em Là Xuân Về (Bảo Chấn) - Thủy Tiên 13. Xuân Đã Về (Minh Kỳ) - Hợp Ca |
| 370     | Rước Xuân Về Nhà                                          | Nhiều ca sĩ                           | 14         | Trích từ Paris By Night 80 1. Xuân Quê Ta (Nhật Trung) - Thế Sơn, Như Quỳnh, Lương Tùng Quang, Tâm Đoan 2. Tâm Sự Ngày Xuân (Hoài An) - Tâm Đoan 3. Rước Xuân Về Nhà (Nhật Ngân) - Ngọc Liên 4. Nhớ Một Chiều Xuân (Nguyễn Văn Đông) - Trần Thái Hòa 5. LK Xuân Vui Ca (Nguyễn Hiền) & Chúc Mừng Xuân (Thanh Sơn) - Bảo Hân, Như Loan, Hồ Lệ Thu, La Sương Sương, Minh Tuyết, Tâm Đoan, Ngọc Liên, Tú Quyên 6. Mai Lệ Xuân (Song Ngọc & Hoài Linh) - Thế Sơn 7. Mộng Chiều Xuân (Ngọc Bích) - Loan Châu 8. Chuyện Ngày Cuối Năm (Song Ngọc) - Trường Vũ 9. Mừng Tuổi Mẹ (Trần Long Ẩn) - Quang Lê 10. Cánh Thiệp Đầu Xuân (Tân nhạc: Lê Dinh, Vọng cổ: Hoàng Song Việt) - Hương Lan 11. Mùa Xuân Lá Khô (Trần Thiện Thanh) - Mạnh Quỳnh 12. Đoản Ca Xuân (Thanh Sơn) - Hương Thủy 13. Mùa Xuân Đó Có Em (Anh Việt Thu) - Trường Vũ 14. LK Mùa Xuân Ơi (Nguyễn Ngọc Thiện) & Ngày Tết Quê Em (Từ Huy) - Xuân Mai |
| 371     | Tình Khúc Lê Uyên Phương                                  | Trần Thái Hòa                         | 14         | Chi tiết 1. Buồn Đến Bao Giờ 2. Cho Lần Cuối 3. Dạ Khúc Cho Tình Nhân 4. Đá Xanh 5. Đêm Chợ Phiên Mùa Đông 6. Đưa Người Tuyệt Vọng 7. Hãy Ngồi Xuống Đây 8. Không Nhìn Nhau Lần Cuối 9. Lời Gọi Chân Mây 10. Một Ngày Vui Mùa Đông 11. Nỗi Buồn Dâng Hiến 12. Ngồi Lại Trên Đồi 13. Tình Khúc Cho Em 14. Vũng Lầy Của Chúng Ta |
| 372     | Bởi Vì Anh Yêu Em                                         | Bằng Kiều, Minh Tuyết                 | 11         | Chi tiết 1. Phút Giây Mình Chia Tay (Thái Thịnh) - Bằng Kiều & Minh Tuyết 2. Bởi Vì Anh Yêu Em (Phan Đinh Tùng) - Bằng Kiều & Minh Tuyết 3. Kẻ Đứng Sau Tình Yêu (Minh Vy) - Minh Tuyết 4. Rời Xa Người Yêu - Bằng Kiều 5. Phía Xa Nụ Cười - Bằng Kiều & Minh Tuyết 6. Biết Yêu Là Hết Mong Chờ (Bảo Chấn) - Bằng Kiều 7. Anh Đã Ra Đi (Đức Trí) - Minh Tuyết 8. Nơi Thời Gian Ngừng Lại (Tường Văn) - Bằng Kiều & Minh Tuyết 9. Mùa Thu Biển Gọi - Bằng Kiều 10. Giấc Mơ Có Thật (Tường Văn) - Minh Tuyết 11. Thì Thôi Em Nhé (Minh Vy) - Bằng Kiều & Minh Tuyết |
| 373     | Liên Khúc Top Hits Paris By Night                         | Nhiều ca sĩ                           | 4          | Chi tiết 1. LK Tùng Châu & Lê Hựu Hà: Trương Chi Mỵ Nương, Chuyện Tình Bên Nhánh Sông Gầy (Nguyễn Duy An), Vị Ngọt Đôi Môi, Đường Tình Hai Lối, Đừng Trách Người Ơi, Chờ Một Tiếng Yêu, Tình Là Gì, Trả Hết Cho Người, Vứt Đi Chữ Tình, Khổ Vì Yêu Nàng - Như Quỳnh, Bằng Kiều, Hồ Lệ Thu, Dương Triệu Vũ 2. LK Top Hits 1: Kiếp Đỏ Đen (Duy Mạnh), Hãy Về Đây Bên Anh (Duy Mạnh), Dẫu Có Lỗi Lầm (Hồ Hoài Anh), Làm Sao Anh Biết (Lê Vũ), Khi Giấc Mơ Về (Đức Trí), Cafe Buồn (Lâm Thái Hiền), Chuyện Thường Tình Thế Thôi (Lê Quang), Như Là Tình Yêu (Tuấn Khanh) - Minh Tuyết, Lương Tùng Quang, Thế Sơn, Ngọc Liên 3. LK Nhật Trung: Yêu, Ngày Em Đi, Góc Phố Rêu Xanh, Nửa Vầng Trăng, Đành Chôn Theo Lãng Quên, Tìm Về Phố Xưa, Trái Tim Buốt Giá, Mười Tám Yêu Kiều - Nhật Trung, Bằng Kiều, Minh Tuyết, Vân Quỳnh 4. LK Top Hits 2: Nhé Anh (Nguyễn Hà & Lý Huỳnh Long), Ước Gì (Võ Thiện Thanh), Biết Đến Thuở Nào (Tùng Giang), Yêu Thương Mong Manh (Đức Trí & Hà Quang Minh), Đau Một Lần Rồi Thôi (Huy Cường), Đổi Thay (Kim Tuấn), Giấc Mơ Có Thật (Tường Văn) - Hồ Lệ Thu, Lương Tùng Quang, Ngọc Liên, Dương Triệu Vũ |
| 374     | Nối Lại Tình Xưa                                          | Nhiều ca sĩ                           | 12         | Trích từ Paris By Night 79 & 81 1. Nửa Đời Hương Phấn - Mạnh Quỳnh & Như Quỳnh 2. Xác Pháo Nhà Ai (Lê Dinh) - Như Quỳnh 3. Nối Lại Tình Xưa (Ngân Giang) - Mạnh Quỳnh & Như Quỳnh PBN 79 4. Đen Bạc (Hoàng Hải & Ái Khanh) - Trường Vũ 5. LK Trong Tầm Mắt Đời & Thương Hận (Tú Nhi) - Chế Linh & Trường Vũ PBN 79 6. Mộng Tình (Thành Công) - Tâm Đoan 7. Chuyện Một Chiếc Cầu Đã Gãy (Trầm Tử Thiêng) - Quang Lê PBN 81 8. Tình Lúa Duyên Trăng (Hoài An & Hồ Đình Phương) - Quang Lê & Ngọc Hạ PBN 79 9. Còn Thương Rau Đắng Mọc Sau Hè (Bắc Sơn) - Như Quỳnh PBN 81 10. Tôi Đã Yêu Người (Bằng Giang) - Mạnh Quỳnh 11. LK Đêm Vũ Trường & Phận Tơ Tằm (Lê Minh Bằng) - Thái Châu & Phương Hồng Quế PBN 79 12. Hòn Vọng Phu 1 (Lê Thương) - Thế Sơn PBN 81 |
| 375     | Top Hits 28 - Đã Không Yêu Thì Thôi                       | Nhiều ca sĩ                           | 14         | Trích từ Paris By Night 81 1. Maria Magdalena (LV: Hoài An) - Hồ Lệ Thu 2. My Way - Angela Trâm Anh, Hollie Thanh Ngọc 3. Đã Không Yêu Thì Thôi (Hoài An) - Minh Tuyết 4. Hot Stuff - Lưu Bích 5. Khúc Ca Mùa Đông (LV: Hoàng Tuấn Nghĩa) - Dương Triệu Vũ 6. Những Ngày Đẹp Trời (LV: Hồ Văn Quân) - Bằng Kiều 7. Lãng Tử Tình Yêu (LV: Lê Xuân Trường) - Nguyễn Hưng 8. LK Bahama Mama, Sunny - Bảo Hân, Thủy Tiên 9. If You Go Away - Trần Thái Hòa 10. LK Âm Nhạc Không Biên Giới: Speak Softly Love, Lá Thu Vàng (LV: Lữ Liên), Diễm Xưa (Trịnh Công Sơn), Chiều Tím (Đan Thọ, Đinh Hùng), Anh Hùng Xạ Điêu (LV: Nhật Ngân) - Tuấn Ngọc, Khánh Hà, Khánh Ly, Lệ Thu, Thế Sơn, Như Quỳnh 11. Et Maintenant - Tuấn Ngọc, Khánh Hà 12. Adieu Mon Pays (LV: Khánh Ly) - Khánh Ly 13. Hoa Hồng Tình Yêu (LV: Lê Xuân Trường) - Loan Châu 14. Sunny - Hợp Ca |
| 376     | Thương Thầm                                               | Hương Thủy                            | 11         | Chi tiết 1. Em Về Miệt Thứ (Hà Phương) PBN 81 2. Ngẫu Hứng Ru Con (Bảo Phúc) 3. Vọng Cổ: Mẹ Vẫn Đợi Con Về (Viễn Châu) - Hương Thủy & Ngọc Đan Thanh PBN 79 4. Bóng Dáng Mẹ Hiền (Hàn Châu) 5. Tân Cổ: Ra Giêng Anh Cưới Em (Tân Nhạc: Lư Nhất Vũ & Lê Giang, Vọng Cổ: Hoàng Thành) - Hương Thủy & Châu Thanh 6. Tân Cổ: Cưới Em (Tân Nhạc: Cô Phượng, Vọng Cổ: Mạnh Quỳnh) - Hương Thủy & Mạnh Quỳnh 7. Thương Thầm (Nguyễn Ngọc Thạch) 8. Hoài Cổ (Thanh Sơn) 9. Vọng Cổ: Về Quê Ngoại (Nguyễn Minh Tuấn) 10. Tân Cổ: Con Đường Mang Tên Em (Tân Nhạc: Trúc Phương, Vọng Cổ: Mạnh Quỳnh) - Hương Thủy & Mạnh Quỳnh 11. Tân Cổ: Qua Lối Nhỏ (Tân Nhạc: Cô Phượng, Vọng Cổ: Mạnh Quỳnh) - Hương Thủy & Mạnh Quỳnh |
| 377     | Gục Ngã Vì Yêu                                            | Tâm Đoan                              | 12         | Chi tiết 1. Gục Ngã Vì Yêu (Phạm Minh Hùng) PBN 84 2. Đời Con Gái (Anh Việt Thanh) 3. Yêu Người Phụ Tôi (Hàn Châu) 4. Ngậm Ngùi Xa Nhau (Trương Quang Tuấn) 5. Bài Tình Ca Màu Tím (Thái Hùng) 6. Phố Vắng Em Rồi (Mạnh Phát) 7. Gõ Cửa (Tân nhạc: Mạnh Quỳnh, Vọng cổ: Mạnh Quỳnh) - Tâm Đoan & Mạnh Quỳnh 8. Sầu Ly Biệt (Phạm Mạnh Cương) 9. Yêu Thầm (Thái Hùng) 10. Tìm Dấu Người Yêu (Đỗ Thy Ngọc) 11. Tình Quê Mùa Hẹn (Võ Đông Điền) - Tâm Đoan & Mạnh Quỳnh 12. Rồi 30 Năm Qua (Nhật Ngân) PBN 77 |
| 378     | Tình Lặng Câm                                             | Như Loan                              | 12         | Chi tiết 1. Người Điên Biết Yêu (Lê Minh Kha) 2. Ngày Đó Là Mơ (Tường Văn) 3. Cơn Mưa Cuối Mùa (LV: Giáng Ngọc) 4. A Time For Us (LV: Phạm Duy) PBN 81 5. Mùa Hè Kỷ Niệm (LV: Huỳnh Nhật Tân) 6. Anh Thích Em Lúc Cười (Võ Thiện Thanh) 7. Say Nothing To You (Quốc Bảo) 8. Nỗi Đau Tình Em (Vũ Quốc Việt) 9. Hứa Và Nói Đi Em (Vũ Quốc Việt) 10. Tình Lặng Câm (LV: Giáng Ngọc) 11. Đêm Tạ Tình (Thái Thịnh) 12. Yêu Anh Dịu Dàng |
| 379     | Đêm Màu Hồng                                              | Lương Tùng Quang                      | 10         | Chi tiết 1. Tuyết Rơi Mùa Hè (Trần Lê Quỳnh) 2. Hãy Tha Thứ Cho Anh (Hoài An) 3. Đêm Trăng Tình Yêu (Nguyễn Văn Chung) 3. Đêm Màu Hồng (Minh Vy) PBN 81 5. Nhớ Mưa Sài Gòn (Vĩnh Tâm) 6. Hạnh Phúc Mong Manh (Nguyễn Nhất Huy) 7. Hạnh Phúc Mong Manh (Vũ Quốc Việt) 8. Tiếc Thương Gì Nữa (Thái Thịnh) - Lương Tùng Quang & Vân Quỳnh 9. Biệt Ly (LV: Thái Thịnh) 10. Hoa Và Nước Mắt (Vũ Quốc Việt) |
| 380     | Yêu Trong Hy Vọng                                         | Ngọc Liên                             | 13         | Chi tiết 1. Giá Như (Quốc An) 2. Khi Nào Em Buồn (Minh Khang) 3. Dĩ Vãng Nhạt Nhòa (LV: Khúc Lan) - Ngọc Liên & Trần Thái Hòa 4. Câu Chuyện Tình Tôi (Kim Tuấn) 5. Mê Khúc (Bảo Phúc) 6. Tình Đầu Tan Vỡ (Mai Nguyễn) 7. Màu Trắng (Trần Lê Quỳnh) 8. Yêu Trong Hy Vọng (Tường Văn) 9. Tình Yêu Không Quay Về (Lê Quang) 10. Xin Cho Nụ Cười (LV: Nhật Ngân) 11. Vầng Trăng Khóc (Nguyễn Văn Chung) - Ngọc Liên & Thế Sơn 12. Đã Yêu Sao Không Chân Thành (Hoài An) 13. Chỉ Riêng Mình Em Hiểu (Tùng Giang) PBN 78 |
| 381     | Top Hits 29 - Tình Mộng                                   | Nhiều ca sĩ                           | 14         | Trích từ Paris By Night 82 1. Tình Mộng (Nguyễn Ngọc Thạch) - Ngọc Liên 2. Dáng Em (LV: Nguyễn Văn Thanh Nhã) - Bằng Kiều 3. Không Cần Nói (LV: Lê Xuân Trường) - Angela Trâm Anh 4. Người Cho Em Biết Cô Đơn (Tùng Châu, Thái Thịnh) - Hồ Lệ Thu 5. My Philosophy (Hollie Thanh Ngọc) - Hollie Thanh Ngọc 6. Rồi Ánh Trăng Tan (Quốc Bảo) - Lưu Bích 7. Đừng Xa Em Nhé (Thái Thịnh) - Minh Tuyết 8. Đêm Chia Tay (Thái Thịnh) - Lương Tùng Quang, Như Loan 9. Dĩ Vãng Êm Đềm (Tường Văn) - Dương Triệu Vũ, Vân Quỳnh 10. Ghen (Huỳnh Nhật Tân) - Nguyễn Hưng 11. Những Ngày Nắng Đẹp - Seasons In The Sun (LV: Phạm Duy) - Dương Triệu Vũ, Lương Tùng Quang, Adam Hồ, Vân Quỳnh, Angela Trâm Anh, Hollie Thanh Ngọc 12. LK Mưa Chiều Kỷ Niệm (Duy Yên, Quốc Kỳ), Rồi Mai Tôi Đưa Em (Trường Sa) - Thế Sơn, Thanh Hà 13. Khi (Vũ Tuấn Đức) - Khánh Hà 14. LK Tình Khúc Tháng Sáu (Ngô Thụy Miên), Đường Xa Ướt Mưa (Đức Huy) - Bằng Kiều, Trần Thu Hà |
| 382     | Những Tình Khúc Chon Lọc                                  | Trần Thái Hòa                         | 14         | Chi tiết 1. Rồi Mai Tôi Đưa Em (Trường Sa) PBN 70 2. Em Gắng Chờ (Huỳnh Anh) PBN 74 3. Thu Về Trong Mắt Em (Phạm Mạnh Cương) 4. Bài Không Tên Số 8 (Vũ Thành An) 5. Nhạt Nhòa (Tuấn Khanh) PBN 64 6. Trên Ngọn Tình Sầu (Từ Công Phụng) 7. Tóc Mai Sợi Vắn Sợi Dài (Phạm Duy) - Trần Thái Hòa, Ngọc Hạ PBN 79 8. Nỗi Đau Từ Đấy (Ngô Thụy Miên) PBN 66 9. Tôi Đi Giữa Hoàng Hôn (Văn Phụng) PBN 75 10. Paris Và Em (Tùng Giang) PBN 78 11. Nhớ Một Chiều Xuân (Nguyễn Văn Đông) PBN 80 12. Biết Bao Giờ Trở Lại (Ngô Thụy Miên) PBN 77 13. Hoa Bướm Ngày Xưa (Nguyễn Hiền) - Trần Thái Hòa, Như Quỳnh PBN 74 14. Xuân Tha Hương (Phạm Đình Chương) PBN 76 |
| 383     | Những Ca Khúc Của Nhạc Sĩ Thanh Sơn - Nỗi Buồn Hoa Phượng | Nhiều ca sĩ                           | 14         | Trích từ Paris By Night 83 1. LK Nỗi Buồn Hoa Phượng, Lưu Bút Ngày Xanh - Hoàng Oanh, Hương Lan, Như Quỳnh 2. Hương Tóc Mạ Non - Quang Lê, Hà Phương 3. Thương Ca Mùa Hạ - Minh Tuyết 4. Mùa Hoa Anh Đào - Dương Triệu Vũ 5. Thị Trấn Mù Sương - Hương Thủy 6. Yêu Tiếng Hát Ngày Xưa - Như Quỳnh 7. Hoài Cổ - Hương Lan 8. Mười Năm Tái Ngộ - Mạnh Đình, Mạnh Quỳnh 9. Bài Ngợi Ca Quê Hương - Thái Châu, Sơn Ca 10. Non Nước Hữu Tình - Ngọc Hạ PBN 72 11. Nhật Ký Đời Tôi - Mạnh Quỳnh, Hạ Vy 12. Hạ Buồn - Phương Diễm Hạnh PBN 67 13. Hành Trình Trên Đất Phù Sa - Tâm Đoan, Hương Thủy PBN 73 14. Hương Tình Cũ - Phương Diễm Hạnh |
| 384     | Những Ca Khúc Của Nhạc Sĩ Nguyễn Ánh 9 - Cô Đơn           | Nhiều ca sĩ                           | 12         | Trích từ Paris By Night 83 1. Buồn Ơi Chào Mi - Bằng Kiều 2. Biệt Khúc - Khánh Hà 3. Một Lời Cuối Cho Em - Thế Sơn 4. Bơ Vơ - Lưu Bích 5. Ai Đưa Em Về - Lương Tùng Quang, Ngọc Liên 6. Tình Yêu Đến Trong Giã Từ - Hồ Lệ Thu 7. Mùa Thu Cánh Nâu - Khánh Ly 8. Cô Đơn - Trần Thu Hà 9. Tình Khúc Chiều Mưa - Bằng Kiều, Trần Thái Hòa, Lương Tùng Quang, Minh Tuyết, Ngọc Liên, Angela Trâm Anh 10. Không - Elvis Phương 11.Trọn Kiếp Đơn Côi - Nguyễn Hưng 12. LK Hận Đồ Bàn (Xuân Tiên), Không (Nguyễn Ánh 9), Non Nước Hữu Tình (Thanh Sơn) - Hợp Ca |
| 385     | Những Ca Khúc Của Nhạc Sĩ Xuân Tiên - Khúc Hát Ân Tình    | Nhiều ca sĩ                           | 10         | Trích từ Paris By Night 83 1. Khúc Hát Ân Tình (Xuân Tiên, Song Hương) - Như Quỳnh, Minh Tuyết, Hạ Vy, Hà Phương 2. Chờ Anh Bên Đồi - Như Quỳnh 3. Chờ Một Kiếp Mai (Xuân Tiên, Ngọc Bích) - Trần Thái Hòa 4. Mong Chờ - Hoàng Oanh 5. Về Dưới Mái Nhà (Xuân Tiên, Y Vân) - Thế Sơn, Trần Thái Hòa, Quang Lê 6. Duyên Tình (Xuân Tiên, Y Vân) - Ý Lan 7. Hận Đồ Bàn - Thế Sơn PBN 75 8. Những Người Tôi Thương - Ngọc Liên 9. Đường Lên Non - Trần Thái Hòa, Thế Sơn 10. LK Hận Đồ Bàn (Xuân Tiên), Không (Nguyễn Ánh 9), Non Nước Hữu Tình (Thanh Sơn) - Hợp Ca |
| 386     | Buồn Ơi, Chào Mi!                                         | Hồ Lệ Thu                             | 11         | Chi tiết 1. Tiếng Mưa Rơi (Khánh Băng) 2. Nắng Thủy Tinh (Trịnh Công Sơn) 3. Chiều Nay Không Có Anh (Ngô Thụy Miên) 4. Hoài Cảm (Cung Tiến) 5. Yêu Anh Vào Cõi Chết (Phạm Duy) 6. Xin Một Ngày Mai Có Nhau (Đức Huy) 7. Giáng Ngọc (Ngô Thụy Miên) 8. Sầu Đông (Khánh Băng) 9. Tình Đời (Minh Kỳ) - Hồ Lệ Thu, Thái Châu 10. Buồn Ơi Chào Mi (Nguyễn Ánh 9) 11. Một Tình Yêu (Đức Huy) |
| 387     | Ước Một Ngày                                              | Vân Quỳnh                             | 15         | Chi tiết 1. Một Thời Để Yêu (LV: Nam Lộc) 2. Và Anh Đã Đi (Xuân Hiếu) 3. Chia Tay (LV: Hoài An) 4. Em Mơ (LV: Lữ Liên) 5. Dấu Yêu Xưa (Vũ Trọng Hiếu) 6. Một Thuở Dại Khờ (Xuân Hiếu) 7. Dĩ Vãng Êm Đềm (Tường Văn) - Vân Quỳnh, Dương Triệu Vũ PBN 82 8. Biển Ru Niềm Nhớ (LV: Khúc Lan) 9. Dẫu Có Lỗi Lầm (Hoài Anh) - Vân Quỳnh, Bằng Kiều PBN 73 10. Mãi Xa Nhau (Nguyễn Quang) PBN 75 11. Tiếng Dương Cầm (Đức Trí) 12. Ước Một Ngày (Xinh Xô) 13. Words Get In The Way 14. Sweet Dreams - Vân Quỳnh, Adam Hồ PBN 79 15. Like The Birds (LV: Vân Quỳnh) - Vân Quỳnh PBN 77 |
| 388     | Vì Yêu                                                    | Lương Tùng Quang, Lưu Bích, Thủy Tiên | 10         | Chi tiết 1. Giấc Mơ Ngọt Ngào (LV: Vĩnh Phước) - Thủy Tiên, Lưu Bích 2. Ngơ Ngác (Tường Văn) - Thủy Tiên 3. LK 80 (LV: Lan Anh) - Lương Tùng Quang, Thủy Tiên, Lưu Bích 4. Hạnh Phúc Vội Xa (Vĩnh Phước) - Lưu Bích 5. Vì Em Mà Tôi Như Thế (Nhật Trung) - Lương Tùng Quang 6. Calling (LV: Khúc Lan) - Lưu Bích, Thủy Tiên 7. Vì Yêu (Xuân Hiếu) - Lương Tùng Quang 8. Yêu Như Ngày Xưa (Thái Thịnh) - Thủy Tiên 9. Đừng Làm Mình Cách Xa (Thái Thịnh) - Lưu Bích, Lương Tùng Quang 10. Tình Đã Như Một Giấc Mơ (Thái Thịnh) - Lương Tùng Quang, Thủy Tiên |

### 2007
| Mã TNCD | Tên CD                                             | Nghệ sĩ            | Số bài hát | Danh sách bài hát |
| ------- | -------------------------------------------------- | ------------------ | ---------- | --- |
| 389     | Tân Cổ Đặc Biệt 2 - Cánh Cò Quê Hương              | Nhiều ca sĩ        | 8          | Chi tiết 1. Kiếp Tình Chung (Đinh Trầm Ca, Tiến Luân) - Mạnh Quỳnh & Hương Thủy 2. Con Cò Trắng (Võ Đông Điền) - Hương Lan & Duy Trường 3. Lối Thu Xưa (Quốc Dũng, Hoàng Nguyên) - Mạnh Quỳnh & Phi Nhung 4. Phải Em Lý Ngựa Ô (Tiến Luân) - Mạnh Quỳnh & Hương Thủy 5. Thương Em (Tiến Luân) - Hương Lan & Duy Trường 6. Quê Em Mùa Nước Lũ (Tiến Luân) - Hương Lan & Hà My 7. Mong Em Còn Có Ngày Mai (Đinh Trầm Ca, Tiến Luân) - Mạnh Quỳnh & Tâm Đoan 8. Mẹ Dạy Con (Viễn Châu) - Hương Lan |
| 390     | Top Hits 30 - Tình Dù Trăm Lối                     | Nhiều ca sĩ        | 12         | Trích từ Paris By Night 84 1. Girls (LV: Huỳnh Nhật Tân) - Huỳnh Gia Tuấn 2. Magic In The Air (LV: Lan Anh) - Thủy Tiên, Lưu Bích 3. I Will Survive - Angela Trâm Anh, Vân Quỳnh 4. Những Con Đường Tình Yêu (LV: Nhật Ngân) - Trần Thu Hà 5. Tình Dù Trăm Lối (Tùng Châu, Nguyễn Ngọc Thiện) - Lương Tùng Quang, Minh Tuyết 6. Lại Gần Hôn Em (LV: Phạm Duy) - Dương Triệu Vũ, Ngọc Liên 7. Những Bước Chân Âm Thầm (Y Vân, Kim Tuấn) - Minh Tuyết, Hồ Lệ Thu, Như Loan, Bảo Hân, Loan Châu, Tú Quyên, Thanh Trúc, Trúc Linh, Trúc Lam, Shayla 8. Nhớ Anh Đêm Nay (Ngọc Sơn) - Hồ Lệ Thu, Nguyễn Hưng 9. Waiting For Your Call (Huỳnh Nhật Tân, Tú Quyên, Shayla) - Tú Quyên, Shayla 10. Xin Cho Anh Yêu (Vũ Quốc Việt) - Trúc Lam, Trúc Linh 11. Sao Em Nỡ Vội Lấy Chồng (Trần Tiến) - Như Quỳnh, Minh Tuyết, Ngọc Liên, Hương Thủy, Loan Châu, Thanh Trúc, Tú Quyên, Hà Phương 12. Sẽ Không Quên Người (Huỳnh Nhật Tân) - Bảo Hân, Như Loan |
| 391     | Top Hits 31 - Niệm Khúc Cuối                       | Nhiều ca sĩ        | 11         | Trích từ Paris By Night 84 1. Niệm Khúc Cuối (Ngô Thụy Miên) - Trần Thái Hòa, Thanh Hà 2. Ngàn Thu Áo Tím (Hoàng Trọng) - Ngọc Liên, Loan Châu 3. Nghìn Trùng Xa Cách (Phạm Duy) - Khánh Hà, Ý Lan 4. Giọt Lệ Thiên Thu (Trịnh Công Sơn) - Khánh Ly, Trần Thu Hà 5. LK Đồng Xanh (LV: Lê Hựu Hà), Ôi! Giàn Thiên Lý Đã Xa (LV: Phạm Duy) - Bằng Kiều, Tuấn Ngọc 6. Tình Rơi (Hồ Đăng Long) - Trần Thái Hòa PBN 82 7. Một Đời Tan Vỡ (Lam Phương) - Thế Sơn, Thanh Trúc 8. LK Trịnh Công Sơn - Khánh Ly, Tuấn Ngọc PBN 79 9. Dòng Sông (Trịnh Nam Sơn) - Ngọc Liên 10. Tình Phụ (Đỗ Lễ) - Dương Triệu Vũ 11. Khóc Cho Vơi Lệ Nhà (Đinh Trung Chính) - Ý Lan PBN 75 |
| 392     | Bến Xuân                                           | Nhiều ca sĩ        | 13         | Trích từ Paris By Night 85 1. Xuân Này Con Không Về (Trịnh Lâm Ngân) - Quang Lê 2. LK Cảm Ơn (Nhật Ngân) & Mùa Xuân Của Mẹ (Trịnh Lâm Ngân) - Chế Linh & Hương Lan 3. LK Phút Giao Mùa & Ngày Đầu Một Năm (Trần Thiện Thanh) - Phương Hồng Quế & Ngọc Đan Thanh 4. Hoa Xuân (Phạm Duy) - Hà Thanh 5. Bến Xuân (Văn Cao) - Khánh Ly & Trần Thái Hòa 6. Tiếng Sáo Thiên Thai (Phạm Duy) - Khánh Hà, Thúy Anh, Lưu Bích 7. Xuân Miền Nam (Văn Phụng) - Hoàng Oanh, Khánh Ly, Phương Hồng Quế, Hương Lan 8. Vọng cổ: Tình Xuân (Hoàng Song Việt) - Hương Thủy 9. Ngày Xuân Tái Ngộ (Thanh Sơn) - Mạnh Quỳnh & Hà Phương 10. Hạnh Phúc Đầu Xuân (Lê Dinh & Minh Kỳ) - Hoàng Oanh & Trung Chỉnh 11. Đám Cưới Đầu Xuân (Trần Thiện Thanh) - Thế Sơn & Tâm Đoan 12. Tuổi Mùa Xuân (Song Ngọc) - Xuân Mai 13. Mừng Nắng Xuân Về (Huỳnh Anh) - Hợp Ca |
| 393     | Gió Mùa Xuân Tới                                   | Nhiều ca sĩ        | 13         | Trích từ Paris By Night 85 1. Gió Mùa Xuân Tới (Hoàng Trọng) - Bảo Hân & Hồ Lệ Thu 2. Nếu Xuân Này Vắng Anh (Bảo Thu) - Minh Tuyết 3. Thiên Duyên Tiền Định (Trang Dũng Phương & Nguyên Lễ) - Lương Tùng Quang & Tú Quyên 4. Xuân Trong Rừng Thẳm (Trần Anh Mai) - Thế Sơn, Trần Thái Hòa, Tiến Dũng, Hương Thủy, Tâm Đoan, Ngọc Liên 5. Đầu Xuân Lính Chúc (Hoài Linh & Tấn An) - Nguyễn Hưng 6. Mộng Lành (Hoàng Trọng) - Loan Châu 7. Em Đến Thăm Anh Đêm 30 (Vũ Thành An, thơ: Nguyễn Đình Toàn) - Bằng Kiều 8. Hơi Thở Mùa Xuân (Dương Thụ) - Ngọc Liên 9. Một Nét Ca Trù Ngày Xuân (Nguyễn Cường) - Trần Thu Hà 10. LK Chiều Xuân & Thì Thầm Mùa Xuân (Ngọc Châu) - Loan Châu, Hương Thủy, Như Loan, Minh Tuyết, Hồ Lệ Thu, Tâm Đoan, Tú Quyên, Thanh Trúc, Hà Phương, Bảo Hân 11. Xuân Mộng (Lam Phương) - Thanh Trúc & Như Loan 12. Xuân Nghệ Sĩ Hành Khúc (Lê Yên) - Nguyễn Hưng, Thế Sơn, Lương Tùng Quang, Trần Thái Hòa, Quang Lê 13. Mừng Nắng Xuân Về (Huỳnh Anh) - Hợp Ca |
| 394     | Đập Vỡ Cây Đàn                                     | Quang Lê           | 12         | Chi tiết 1. Đập Vỡ Cây Đàn (Tùng Vân & Tuyết Sơn) PBN 82 2. Đừng Nhắc Chuyện Lòng (Vinh Sử) 3. Chuyện Ba Mùa Mưa (Minh Kỳ & Dạ Cầm) 4. Bài Ca Kỷ Niệm (Tú Nhi & Bằng Giang) - Quang Lê & Minh Tuyết 5. Đau Xót Lý Con Cua (Minh Vy) - Quang Lê & Quỳnh Dung 6. Tân cổ: Lỡ Hẹn (Tân nhạc: Hồng Xương Long, Vọng cổ: Minh Châu) 7. Tình Em Xứ Quảng (Trần Ngọc) 8. Chuyện Tình Nơi Làng Quê (Xuân Hòa & Quang Vinh) - Quang Lê & Hương Thủy 9. Nhật Ký Của Hai Đứa Mình (Anh Bằng & Trúc Ly) 10. Cánh Thư Bằng Hữu (Hoài Linh) 11. Tiễn Bạn Lên Đường 12. Tình Em Là Đại Dương (Duy Mạnh) |
| 395     | Liên Khúc Top Hits Paris By Night 2                | Nhiều ca sĩ        | 4          | Chi tiết 1. LK Thôi: Thôi (Y Vân), Tình Nồng Cháy (LV: Anh Bằng), Hoang Vắng (Quốc Dũng), Chìa Khóa Tình Yêu (LV: Khúc Lan), Một Mai Em Đi (Trường Sa), Tình Mộng (Nguyễn Ngọc Thiện), Trọn Kiếp Đơn Côi (Nguyễn Ánh 9), Hỡi Người Tình (LV: Khúc Lan), Yêu Em Bằng Cả Trái Tim (LV: Phạm Duy), Mùa Thu Trong Mưa (Trường Sa), Dáng Em (LV: Nguyễn Văn Thanh Nhã), Dấu Tình Sầu (Ngô Thụy Miên), Diễm Xưa (Trịnh Công Sơn), Bài Tình Ca Cho Em (Ngô Thụy Miên), Xin Làm Người Tình Cô Đơn (Châu Kỳ) - Bằng Kiều, Thế Sơn, Minh Tuyết, Ngọc Liên 2. LK Trái Đắng: Trái Đắng (Tùng Châu & Đặng Quang Vỹ), Xin Dành Trọn Cho Em (Tùng Châu & Thái Thịnh), Vẫn Là Anh (Tùng Châu & Quốc Dũng), Nửa Vòng Tay Lạnh (Tùng Châu & Nhật Ngân), Tình Ngỡ Trăm Năm (Lê Quốc Dũng), Nỗi Đau Người Để Lại (Tùng Châu & Lê Hựu Hà), Yêu Mãi Ngàn Năm (Tùng Châu & Nguyễn Ngọc Thiện) - Ngọc Liên, Hồ Lệ Thu, Lương Tùng Quang 3. LK Vầng Trăng Cô Đơn: Vầng Trăng Cô Đơn (Ngọc Sơn), Hoa Tím Người Xưa (Hữu Xuân, thơ: Cao Vũ Huy Miên), Thà Làm Hạt Mưa Bay (Trần Thanh Tùng, thơ: Lý Thiên Ngộ), Bởi Vì Anh Yêu Em (Phan Đinh Tùng), Vầng Trăng Khóc (Nguyễn Văn Chung), Vầng Trăng Đêm Trôi (LV: Lê Quang) - Minh Tuyết, Thế Sơn, Vân Quỳnh 4. LK Vì Đó Là Em: Trọn Kiếp Bình Yên (Đăng Anh), Con Tim Dại Khờ (Nguyễn Hoài Anh), Vì Đó Là Em (Diệu Hương), Anh Thì Không (LV: Vũ Xuân Hùng), Mặc Kệ Tôi (Dino Phạm Hoàng Dũng), Ước Gì (Võ Thiện Thanh) - Bằng Kiều, Minh Tuyết, Hồ Lệ Thu, Dương Triệu Vũ |
| 396     | 10 Tình Khúc Mạnh Quỳnh - Kẻ Sầu Đời               | Mạnh Quỳnh         | 10         | Chi tiết 1. Bạc Tình Ca 2. Tôi Vẫn Yêu Em 3. Kẻ Sầu Đời 4. Nỗi Đau Tình Phụ 5. Lời Cuối Cho Em 6. Hãy Khóc Đi Em 7. Tủi Thân 8. Trọn Mối Tình Si 9. Vì Tôi Nghèo 10. Tâm Sự Người Hát Nhạc Buồn |
| 397     | PBN Talent Show - Semifinals - Giải Bán Kết        | Nhiều ca sĩ        | 23         | Trích từ Paris By Night 86 Đĩa 1 1. Ai Không Một Lần Mơ (LV: Lê Xuân Trường) - Minh Tuyết, Bằng Kiều, 13 Thí Sinh 2. Bên Giậu Cúc Tần (Hoàng Thanh) - Văn Phi Thông 3. Tại Sao (Trịnh Lam) - Trịnh Lam 4. Niềm Đau Chôn Dấu (LV: Lữ Liên) - Quỳnh Vi 5. Ô Mê Ly (Văn Phụng) - Huy Tâm 6. Về Đây Nghe Em (Trần Quang Lộc) - Hương Giang 7. Chuyện Chàng Cô Đơn (Hoàng Bách) - Mai Tiến Dũng 8. Tình Nhớ (Trịnh Công Sơn) - Hòa T. Trần 9. Hãy Nhìn Lại Mình Đi (Duy Mạnh) - Sunny Lương 10. Thương Nhớ Người Dưng (Nguyễn Nhất Huy) - Ngọc Loan 11. Xin Lỗi Em (Kasim) - David Meng 12. Chia Tay Tình Đầu (Nguyễn Ngọc Thiện) - Hoài Phương 13. Lá Đổ Muôn Chiều (Đoàn Chuẩn - Từ Linh) - Ngô Quang Minh 14. Rồi Cũng Chia Tay (Quốc An) - Triệu Bảo Vy Đĩa 2 1. Giờ Thì Anh Đã Biết (Thái Thịnh) - Bằng Kiều & Minh Tuyết 2. Vầng Trăng Đêm Trôi (LV: Lê Quang) - Minh Tuyết 3. Bản Tình Cuối (Ngô Thụy Miên) - Bằng Kiều 4. Về Đây Anh (Trịnh Nam Sơn) - Như Loan 5. Khoảng Cách (Quốc Dũng) - Trần Thái Hòa 6. Ngọc Lan (Dương Thiệu Tước) - Trần Thu Hà 7. Mình Ơi (Diệu Hương) - Ý Lan 8. Ai Khổ Vì Ai (Thương Linh) - Duy Trường & Quỳnh Dung 9. Ai Không Một Lần Mơ (LV: Lê Xuân Trường) - 13 Thí Sinh |
| 398     | PBN Talent Show - Finals - Giải Chung Kết          | Nhiều ca sĩ        | 22         | Trích từ Paris By Night 87 Đĩa 1 1. Ngôi Sao Đêm Nay (LV: Lê Xuân Trường) - 13 Thí Sinh 2. Mưa Hồng (Trịnh Công Sơn) - Quỳnh Vi 3. Giọt Nắng Bên Thềm (Thanh Tùng) - Hòa T. Trần 4. Một Lần Cuối (Hoàng Thi Thơ) - Trịnh Lam 5. Có Phải Em Mùa Thu Hà Nội (Trần Quang Lộc) - Hương Giang 6. Nỗi Buồn Chim Sáo (Huỳnh Ngọc Đông & Đinh Trầm Ca) - Ngọc Loan 7. Chồng Xa (Võ Thiện Thanh) - Tâm Đoan, Văn Phi Thông, Ngọc Loan 8. Bay Cùng Tình Yêu (Lương Bằng Quang) - Mai Tiến Dũng 9. Người Đàn Ông Chân Thật (Minh Khang) - David Meng 10. Tình Yêu Vội Đi (Đức Huy) - Ngọc Liên 11. Cát Bụi Tình Xa (Trịnh Công Sơn) - Ngọc Liên, Hòa T. Trần, Ngô Quang Minh, Huy Tâm Đĩa 2 1. Chỉ Có Một Thời (Diệu Hương) - Quang Dũng 2. Chiều Một Mình Qua Phố (Trịnh Công Sơn) - Quang Dũng 3. Unchain My Heart - Khánh Hà, Hoài Phương, Trịnh Lam 4. Trả Hết Cho Người (Lê Hựu Hà) - Nguyễn Hưng, David Meng, Sunny Lương 5. Vầng Trăng Khóc (Nguyễn Văn Chung) - Roni Trọng, Mai Tiến Dũng, Triệu Bảo Vi, Hương Giang, Quỳnh Vi 6. Sóng Về Đâu (Trịnh Công Sơn) - Khánh Hà 7. Cho Vừa Lòng Em (Nhật Ngân) - Tâm Đoan 8. Sometimes When We Touch - Lưu Bích 9. Biết Làm Gì Hơn (Nguyên Khang) - Nguyễn Hưng 10. Còn Lại Nhớ Thương (LV: Nguyên Lộc) - Tú Quyên 11. Ngôi Sao Đêm Nay (LV: Lê Xuân Trường) - Hợp Ca |
| 399     | Liên Khúc Quê Hương                                | Nhiều ca sĩ        | 4          | Chi tiết 1. LK Mưa: Lạnh Trọn Đêm Mưa (Huỳnh Anh), Mưa Nửa Đêm (Trúc Phương), Mưa Rừng (Huỳnh Anh), Mưa Đêm Tỉnh Nhỏ (Hà Phương), Hai Mùa Mưa (Mạc Phong Linh), Chuyện Đêm Mưa (Hoài Linh, Nguyễn Hiền) - Như Quỳnh, Tâm Đoan, Quang Lê 2. LK Lính: Vọng Gác Đêm Sương (Mạnh Phát), Ngày Sau Sẽ Ra Sao (Vân Tùng), Giữa Lòng Đất Mẹ (Châu Kỳ), Một Mai Giã Từ Vũ Khí (Nhật Ngân), Thư Cho Vợ Hiền (Song Ngọc), Ngày Vui Qua Mau (Nhật Ngân) - Mạnh Quỳnh, Mai Quốc Huy, Hương Thủy 3. LK Chồng Xa: Năm 17 Tuổi (Linh Ngân, Vinh Sử), Tình Dại Khờ (Ngọc Sơn), Bông Điên Điển (Hà Phương), Nhớ Em Lý Bông Mai (Trương Quang Tuấn, Kim Tuấn), Đa Đa Bay Xa (Thành Công), Chồng Xa (Võ Thiện Thanh), Chồng Sớm (Thành Công), Chuyện Làm Dâu (Võ Thiện Thanh) - Như Quỳnh, Tâm Đoan, Hương Thủy, Quang Lê 4. LK Nghèo: Trở Về Cát Bụi (Minh Kỳ), Nghèo (Trần Quý), Dù Anh Nghèo (Tô Thanh Tùng), Hai Đứa Nghèo (Như Phy), Nhẫn Cỏ Cho Em (Vinh Sử) - Tâm Đoan, Mai Quốc Huy |
| 400     | The Best of Như Quỳnh 2 - Áo Hoa                   | Như Quỳnh          | 25         | Chi tiết Đĩa 1 1. Còn Thương Rau Đắng Mọc Sau Hè (Bắc Sơn) PBN 81 2. Đêm Chôn Dầu Vượt Biển (Châu Đình An) PBN 77 3. Người Ngoài Phố (Anh Việt Thu) PBN 72 4. Nối Lại Tình Xưa (Ngân Giang) - Như Quỳnh & Mạnh Quỳnh PBN 79 5. Chờ Anh Bên Đồi (Xuân Tiên) PBN 83 6. LK Con Đường Xưa Em Đi (Châu Kỳ & Hồ Đình Phương) & Xin Anh Giữ Trọn Tình Quê (Duy Khánh) - Như Quỳnh & Trường Vũ PBN 77 7. Xuân Mong Chờ (LV: Minh Châu) PBN 80 8. LK Trương Chi Mỵ Nương (Tùng Châu & Lê Hựu Hà) & Chuyện Tình Bên Nhánh Sông Gầy (Nguyễn Duy An) - Như Quỳnh & Lâm Nhật Tiến PBN 71 9. Nửa Vầng Trăng (Nhật Trung) PBN 68 10. Hoa Bướm Ngày Xưa (Nguyễn Hiền) - Như Quỳnh & Trần Thái Hòa PBN 74 11. Đố Ai (Phạm Duy) PBN 73 12. Hành Trang Giã Từ (Trường Sa) - Như Quỳnh & Trường Vũ PBN 70 13. Mưa Rừng (Huỳnh Anh) PBN 74 14. Nhớ (Châu Kỳ) Đĩa 2 1. Màu Hoa Kỷ Niệm (Hoài Phương) 2. Mưa Đêm Ngoại Ô (Đỗ Kim Bảng) 3. Hoa Trinh Nữ (Trần Thiện Thanh) 4. Phố Đêm (Tâm Anh) - Như Quỳnh & Trường Vũ PBN 84 5. Nếu Xuân Này Vắng Anh (Bảo Thu) 6. Giấc Ngủ Cô Đơn (Anh Bằng & Lê Dinh) 7. Áo Hoa (Trần Quang Lộc) - Như Quỳnh & Quang Lê PBN 84 8. Vọng Cổ Buồn (Minh Vy) PBN 82 9. Kể Chuyện Trong Đêm (Hoàng Trang) - Như Quỳnh & Trường Vũ 10. Vọng Gác Đêm Sương (Mạnh Phát) 11. Ngoại Ô Đèn Vàng (Y Vân) |
| 401     | Tình Ca Qua Thế Kỷ                                 | Trần Thu Hà        | 13         | Chi tiết 1. Kiếp Dã Tràng (Từ Công Phụng) 2. Trở Về Bến Mơ (Ngọc Bích) 3. Đừng Xa Em Đêm Nay (Đức Huy) 4. Tôi Với Trời Bơ Vơ (Tùng Giang) PBN 78 5. Vết Lăn Trầm (Trịnh Công Sơn) 6. Những Con Đường Tình Yêu (LV: Nhật Ngân) 7. Quê Hương Trong Nỗi Nhớ (Ngọc Loan) 8. Rồi Như Đá Ngây Ngô (Trịnh Công Sơn) 9. Giọt Lệ Thiên Thu (Trịnh Công Sơn) - Trần Thu Hà & Khánh Ly PBN 84 10. Tình Nghệ Sĩ (Đoàn Chuẩn - Từ Linh) 11. Gửi Người Em Gái (Đoàn Chuẩn - Từ Linh) 12. Cô Đơn (Nguyễn Ánh 9) PBN 83 13. LK Tình Khúc Tháng Sáu (Ngô Thụy Miên) & Đường Xa Ướt Mưa (Đức Huy) - Trần Thu Hà & Bằng Kiều PBN 82 |
| 402     | Yêu Một Người Sống Bên Một Người                   | Minh Tuyết         | 11         | Chi tiết 1. Yêu Một Người Sống Bên Một Người (Hoài An) 2. Giữa Đôi Mình (Hoài An) - Minh Tuyết & Mai Tiến Dũng 3. Những Ân Tình Xưa (Hoài An) - Minh Tuyết & Bằng Kiều 4. Ở Nơi Đó Em Cười (Hoài An) 5. Chỉ Cần Anh Thôi (Hoài An) 6. Giấc Mơ Mình Em (LV: Minh Vy) 7. Mất Nhau Trong Đời (Huỳnh Nhật Tân) - Minh Tuyết & Thaifoon 8. Ngỡ Như Là Giấc Mơ (Nguyễn Văn Chung) 9. Người Ở Lại (Hoài An) 10. Làm Sao Em Biết (LV: Lê Quang) 11. Vầng Trăng Đêm Trôi (Lê Quang) PBN 86 |
| 403     | Tại Sao?                                           | Trịnh Lam          | 12         | Chi tiết 1. Tại Sao (Trịnh Lam) PBN 86 2. Chạy Trốn Tình Yêu (Trịnh Lam) 3. Chia Tay Em Nhé (Trịnh Lam) 4. Đi Về Nơi Xa (Lê Quang) 5. Biển Chiều (Trịnh Lam) 6. Lại Một Lần Nữa (Trịnh Lam) 7. Men Say Nồng (Trịnh Lam) 8. Thêm Một Lần Yêu Thương (Trương Lê Sơn) - Trịnh Lam & Quỳnh Vi 9. Tình Khuất Tầm Tay (Trịnh Lam) 10. Thà Rằng (Trịnh Lam) 11. Chợt Như Năm 18 (Quốc Dũng) 12. Vì Thế (Trịnh Lam) |
| 404     | Bao Giờ Biết Tương Tư                              | Trần Thái Hòa      | 12         | Chi tiết 1. Bao Giờ Biết Tương Tư (Phạm Duy & Ngọc Chánh) 2. Một Mình (Lam Phương) 3. Ta (Quốc Dũng, thơ: Phạm Ngọc) 4. Rưng Rưng Lệ (Vũ Thành An) 5. Khoảng Cách (Quốc Dũng) PBN 86 6. Lá Rơi Bên Thêm (Lê Trọng Nguyễn & Nguyễn Hiền) 7. Nắng Hạ (Nguyễn Trung Cang) 8. Dạ Khúc Cuối (Hoàng Thanh Tâm) 9. Tình Rơi (Hồ Đăng Long) PBN 82 10. Trở Về Bến Mơ (Ngọc Bích) 11. Cuối Cùng Cho Một Tình Yêu (Trịnh Công Sơn, thơ: Trịnh Cung) 12. Hương Mộc Lan (Hoàng Trọng, Lan Đình, Hương Giang) |
| 405     | Top Hits 32 - Đừng Hứa Với Em                      | Nhiều ca sĩ        | 10         | Trích từ Paris By Night 89 1. Đừng Hứa Với Em... (Huỳnh Nhật Tân) - Minh Tuyết, Thaiphoon 2. Thiên Đàng Đánh Mất (Nguyễn Hồng Thuận) - Dương Triệu Vũ 3. Thôi Nhớ Mong Mà Chi (LV: Hà Quang Minh) - Bảo Hân 4. Cơn Đau Cuối Cùng (Thái Thịnh) - Lương Tùng Quang 5. Tan Biến - Gone (Thái Bằng) - Huỳnh Gia Tuấn, Roni Trọng 6. Đường Vào Yêu (LV: Giáng Ngọc) - Thủy Tiên 7. Hoa Nắng (Vũ Văn Hà) - Sunny Lương, Mai Tiến Dũng 8. Yêu Để Rồi Biết Xót Xa (Kasim) - David Meng 9. Yêu Anh Thật Khó Nói (Tùng Châu, Thái Thịnh) - Như Loan, Loan Châu 10. Khi Anh Ra Đi (Kỳ Phương) - Lưu Bích |
| 406     | Top Hits 33 - Em Vẫn Tin                           | Nhiều ca sĩ        | 10         | Trích từ Paris By Night 89 1. Em Vẫn Tin (LV: Hồ Lệ Thu) - Hồ Lệ Thu 2. Nếu Em Được Lựa Chọn (Thái Thịnh) - Ngọc Liên 3. Bao Giờ Em Mới Hiểu? (Trịnh Lam) - Trịnh Lam 4. Tình Chấp Nhận (Trần Đức) - Quỳnh Vi 5. Superstar - Vân Quỳnh, Hương Giang 6. Dĩ Vãng Êm Đềm (Tường Văn) - Minh Tuyết 7. Mộng Sầu (Trầm Tử Thiêng) - Khánh Hà 8. Hạ Trắng (Trịnh Công Sơn) - Trần Thái Hòa 9. Hoang Vu (Ngọc Sơn) - Thế Sơn 10. Ảo Ảnh (Y Vân) - Trần Thu Hà |
| 407     | Tình Khúc Lam Phương - Đường Về Quê Hương          | Nhiều ca sĩ        | 13         | Trích từ Paris By Night 88 1. Đoàn Người Lữ Thứ - Thế Sơn, Trần Thái Hòa, Lương Tùng Quang, Dương Triệu Vũ, Trịnh Lam, Huy Tâm, Tâm Đoan, Hương Thủy, Ngọc Liên, Ngọc Loan, Quỳnh Vi, Hương Giang 2. Đường Về Quê Hương - Quang Lê 3. Bài Tango Cho Em - Khánh Ly 4. Chiều Tàn - Hoàng Oanh 5. LK Biết Đến Bao Giờ, Đêm Tiền Đồn - Mạnh Quỳnh, Trường Vũ 6. Kiếp Nghèo - Ý Lan 7. Chuyến Đò Vỹ Tuyến - Tâm Đoan 8. Mùa Thu Yêu Đương - Huy Tâm, Quỳnh Vi 9. LK Say, Lầm - Dương Triệu Vũ, Trịnh Lam 10. Ngày Hạnh Phúc - Minh Tuyết, Tâm Đoan, Hương Thủy, Ngọc Liên 11. LK Thành Phố Buồn, Tình Như Mây Khói - Chế Linh, Mai Quốc Huy 12. Tiễn Người Đi - Hương Lan 13. Cho Em Quên Tuổi Ngọc - Bạch Yến, Trần Thu Hà |
| 408     | Hạnh Phúc Quanh Đây                                | Mai Quốc Huy       | 12         | Chi tiết 1. Hạnh Phúc Quanh Đây (Tô Thanh Tùng) 2. Tội Tình (Hàn Châu) 3. Xin Vẫy Tay Chào (Tú Nhi) 4. Đêm Tâm Sự (Trúc Phương) 5. Con Đường Mang Tên Em (Trúc Phương) 6. Vẫy Tay Chào (Vinh Sử) 7. Thuyền Xa Bến Đỗ (Huy Phương) 8. Chút Kỷ Niệm Buồn (Tô Thanh Sơn) 9. Nhớ Người Yêu (Hoàng Hoa & Thảo Trang) 10. Nhớ Về Em (Ngọc Sơn) 11. Em Còn Tuổi 15 (Hoàng Phương) 12. Túy Ca (Châu Kỳ) |
| 409     | Hương Lòng Dâng Mẹ                                 | Mai Thiên Vân      | 12         | Chi tiết 1. Đền Tạ Trái Tim Mẹ (Nguyễn Khắc Trần) 2. Kìa Bà Nào (Hoàng Diệp) 3. Mẹ Nhân Loại (Nguyễn Đình Diên) 4. Mẹ Về Trời (Phanxico) 5. Hương Lòng Dâng Mẹ 6. Ngài Là Bến Đời (Thái Nguyên) 7. Tấu Lạy Bà (Vinh Hạnh) 8. Lời Mẹ Nhắn Nhủ (Huyền Linh) 9. Xin Mẹ Thương (Hương Đan) 10. Mẹ Vô Nhiễm (Thế Thông) 11. Mẹ Truyền Tin (Cao Thắng) 12. Từ Lúc Mẹ Nói Lời Xin Vâng (Trầm Hương) |
| 410     | Tình Khúc Lam Phương - Phút Cuối                   | Nhiều ca sĩ        | 12         | Trích từ Paris By Night 88 1. Phút Cuối - Bằng Kiều 2. Một Mình - Hương Giang 3. LK Trăm Nhớ Ngàn Thương, Tình Bơ Vơ - Trần Thái Hòa, Ngọc Liên 4. LK Chuyện Tình Thời Chinh Chiến: Ngày Tạm Biệt, Khóc Thầm, Chiều Hoang Vắng, Con Tàu Định Mệnh, Mất, Vĩnh Biệt Người Tình - Thế Sơn, Như Quỳnh, Quỳnh Vi, Huy Tâm, Trịnh Lam, Lương Tùng Quang 5. Em Đi Rồi - Họa Mi 6. Chờ Người - Bằng Kiều, Trần Thu Hà 7. Bức Tâm Thư - Như Loan, Ngọc Loan 8. Nghẹn Ngào - Khánh Hà 9. LK Nắng Đẹp Miền Nam, Khúc Ca Ngày Mùa - Hà Phương, Hương Thủy 10. Ngày Em Đi - Nguyễn Hưng 11. Mình Mất Nhau Bao Giờ - Minh Tuyết 12. LK Thiên Đàng Ái Ân, Chỉ Có Em, Tình Vẫn Chưa Yên - Bảo Hân, Thủy Tiên, Lương Tùng Quang |
| 411     | Tình Khúc Trần Thiện Thanh - Tâm Sự Người Lính Trẻ | Quang Lê, Tâm Đoan | 11         | Chi tiết 1. Biển Mặn - Quang Lê 2. Từ Đó Em Buồn - Tâm Đoan 3. Yêu Người Như Thế Đó - Quang Lê 4. Tạ Từ Trong Đêm - Tâm Đoan 5. Không Bao Giờ Ngăn Cách - Quang Lê, Tâm Đoan 6. Chuyện Hẹn Hò - Quang Lê 7. Tình Thiên Thu - Tâm Đoan 8. Tâm Sự Người Lính Trẻ - Quang Lê 9. Anh Về Với Em - Quang Lê, Tâm Đoan 10. Chuyện Một Người Đi - Tâm Đoan 11. Tình Có Như Không - Tâm Đoan |
| 412     | Thiên Đàng Đánh Mất                                | Dương Triệu Vũ     | 11         | Chi tiết 1. Lại Một Lần Nữa (Lê Quang) 2. Đợi Em Trong Mơ (Nhật Đăng Huy) 3. Thương Nhau Ngày Mưa (Nguyễn Trung Cang) 4. Ngày Xưa Em Hỡi (Đồng Sơn) 5. Goodbye My Love - Tạm Biệt (Phương Uyên) 6. Cỏ Úa (Lam Phương) 7. Con Đường Không Có Tên Anh (Nguyễn Hồng Thuận) 8. Từ Đây Thôi Nhé (LV: Đàm Vĩnh Hưng, Dương Triệu Vũ) 9. Thiên Đàng Đánh Mất (Nguyễn Hồng Thuận) PBN 89 10. 20 Năm Tình Cũ (Trần Quảng Nam) 11. Một Lần Được Yêu (LV: Tuấn Hưng) |

### 2008
| Mã TNCD | Tên CD                                              | Nghệ sĩ             | Số bài hát | Danh sách bài hát |
| ------- | --------------------------------------------------- | ------------------- | ---------- | --- |
| 413     | Chân Dung Người Phụ Nữ Việt Nam - Volume 1          | Nhiều ca sĩ         | 12         | Trích từ Paris By Night 90 1. LK Mẹ Trùng Dương, Mẹ Việt Nam Ơi (Phạm Duy) - Ý Lan, Khánh Ly, Khánh Hà, Hoàng Oanh, Hoạ Mi & Cô Gái Việt (Hùng Lân) - 12 Nữ Ca Sĩ 2. Cô Hàng Nước (Vũ Minh) - Trần Thái Hòa 3. Ai Xuôi Vạn Lý (Lê Thương) - Họa Mi 4. Trăng Sáng Vườn Chè (Văn Phụng, thơ: Nguyễn Bính) - Quỳnh Vi 5. Chị Tôi (Trần Tiến) - Bằng Kiều 6. Một Mình (Thanh Tùng) - Trần Thu Hà 7. Ru Con Tình Cũ (Đinh Trầm Ca) - Khánh Hà 8. LK Thoi Tơ (Đức Quỳnh) & Bến Nước Tình Quê (Mạnh Phát & Lê Mộng Bảo) - Loan Châu & Thanh Trúc 9. LK Giọt Nước Mắt Ngà (Ngô Thụy Miên) - Ngọc Liên & Trả Lại Anh (Đức Quỳnh) - Hương Giang 10. Người Yêu Của Lính (Trần Thiện Thanh) - Hoàng Oanh 11. Tưởng Như Còn Người Yêu (Phạm Duy, thơ: Lê Thị Ý) - Ý Lan 12. LK Lòng Mẹ Việt Nam: Bà Mẹ Quê (Phạm Duy), Lòng Mẹ Việt Nam (Lê Thương), Lời Dặn Dò Của Mẹ (Nhật Ngân) - Hương Thủy, Tâm Đoan, Thanh Trúc, Quang Lê, Khánh Ly, Thế Sơn |
| 414     | Chân Dung Người Phụ Nữ Việt Nam - Volume 2          | Nhiều ca sĩ         | 13         | Trích từ Paris By Night 90 1. Gánh Hàng Rong (Lê Quốc Dũng) - Minh Tuyết 2. Nước Non Ngàn Dặm Ra Đi (Phạm Duy) - Quang Lê & Mai Thiên Vân 3. Mười Thương (Phạm Đình Chương) - Tâm Đoan 4. Thương Đời Hoa (Lê Dinh) - Hồ Lệ Thu 5. Cô Thắm Về Làng (Giao Tiên) - Thế Sơn, Trịnh Lam, Tiến Dũng 6. Mưa Trên Quê Hương (Minh Châu) - Như Quỳnh PBN 89 7. Em Ghen (Trịnh Lam) - Như Loan, Bảo Hân, Tú Quyên 8. Mẹ Yêu (LV: Nguyễn Ngọc Thiện) - Lưu Bích & Trịnh Lam 9. LK Bốn Mắt Anh Yêu (Thế Hiển) & Cô Bắc Kỳ Nho Nhỏ (Phạm Duy, thơ: Nguyễn Tất Nhiên) - Lương Tùng Quang & Dương Triệu Vũ 10. Tiễn Bước Sang Ngang (Hoàng Trọng) - Nguyễn Hưng 11. LK Gió Bấc (Võ Thiện Thanh) & Lý Con Sáo Bạc Liêu (Phan Ni Tấn) - Hương Lan & Tâm Đoan PBN 89 12. LK Thân Phận (Lê Mộng Bảo) & Được Tin Em Lấy Chồng (Châu Kỳ) - Quỳnh Dung & Mai Quốc Huy 13. Thiếu Phụ Nam Xương (Hoàng Song Việt) - Mạnh Quỳnh & Hương Thủy |
| 415     | Tình Khúc Minh Vy - Chuyện Chúng Mình               | Cẩm Ly              | 11         | Chi tiết 1. Chuyện Chúng Mình 2. Lâu Đài Mộng Mơ 3. Tôi Và Anh 4. Quê Tôi 5. Mình Ơi PBN 92 6. Trái Tim Mềm Yếu 7. Tình Yêu Ngày Ấy 8. Mùa Xuân Sẽ Qua 9. Mẹ Tôi Rước Dâu 10. Nỗi Buồn Mẹ Tôi 11. Giáng Hương |
| 416     | Hòa Tấu Nhạc Lam Phương - Một Mình                  | Nhật Trung          | 10         | Chi tiết 1. Chờ Người 2. Cho Em Quên Tuổi Ngọc 3. Chiều Tàn 4. Em Đi Rồi 5. Lầm 6. Một Mình 7. Phút Cuối 8. Thành Phố Buồn 9. Tình Bơ Vơ 10. Say |
| 417     | Linh Hồn Đã Mất                                     | Bằng Kiều           | 10         | Chi tiết 1. Em Ở Đâu (Chí Tài) 2. Linh Hồn Đã Mất (Bằng Kiều) PBN 89 3. Một Tình Yêu Vội Vàng (Lê Quang) - Bằng Kiều & Minh Tuyết 4. Ôi Trái Tim Chỉ Biết Yêu Người (Phạm Khải Tuấn) 5. Tình Cuối Chân Trời (Bùi Phạm Thắng) 6. Hãy Yêu Khi Ta Còn Bên Nhau (Ngọc Anh) - Bằng Kiều & Vân Quỳnh 7. Nấc Thang Thiên Đàng (LV: Bằng Kiều) 8. Nụ Hôn Cuối Cùng (Nguyễn Quang) - Bằng Kiều & Nguyễn Hồng Nhung 9. Nhớ Mãi (Anthony) 10. Về Đi Em (Minh Nhiên) |
| 418     | Quang Lê Platinum - Hai Quê                         | Quang Lê            | 14         | Chi tiết 1. Hai Quê (Đinh Miên Vũ) PBN 89 2. Nước Non Ngàn Dặm Ra Đi (Phạm Duy) - Quang Lê & Mai Thiên Vân PBN 90 3. Chuyện Một Chiếc Cầu Đã Gãy (Trầm Tử Thiêng) PBN 81 4. Thư Xuân Trên Rừng Cao (Trịnh Lâm Ngân) PBN 66 5. Tình Lúa Duyên Trăng (Hoài An & Hồ Đình Phương) - Quang Lê & Ngọc Hạ PBN 79 6. Đêm Trao Kỷ Niệm (Hùng Cường) PBN 75 7. Cay Đắng Bờ Môi (Châu Đình An) PBN 77 8. Áo Hoa (Trần Quang Lộc) - Quang Lê & Như Quỳnh PBN 84 9. Tâm Sự Người Hát Rong (Nhật Ngân) 10. Giọt Lệ Đài Trang (Châu Kỳ) 11. Mất Nhau Rồi (Ngân Trang) 12. Hương Tóc Mạ Non (Thanh Sơn) - Quang Lê & Hà Phương PBN 83 13. Đường Về Quê Hương (Lam Phương) PBN 88 14. Nhà Anh Nhà Em (Lâm Hoàng) - Quang Lê & Hương Thủy |
| 419     | Tình Phai                                           | David Meng          | 11         | Chi tiết 1. Xin Lỗi Em (Kasim Hoàng Vũ) PBN 86 2. Anh Không Muốn Làm Người Thứ Ba (Nguyễn Minh Anh) 3. Người Đàn Ông Chân Thật (Minh Khang) PBN 87 4. Chỉ Mình Anh Thôi (Thái Thịnh) 5. Đêm Trăng Tình Yêu (Nguyễn Văn Chung) 6. Tình Yêu Nào Phải Trò Chơi (Thái Hùng) 7. Mặc Kệ Người Ta Nói (Khánh Đơn) 8. Trả Hết Cho Người (Tùng Châu & Lê Hựu Hà) 9. Tình Phai (Nguyễn Ngọc Tài) 10. Yêu Để Rồi Biết Xót Xa (Kasim Hoàng Vũ) PBN 89 11. Vì Sao Thế (Phạm Khánh Hưng) |
| 420     | Bội Bạc                                             | Mai Quốc Huy        | 11         | Chi tiết 1. Bội Bạc (Song Ngọc) 2. Đàn Bà (Song Ngọc) 3. Gặp Lại Cố Nhân (Hàn Sinh) 4. LK Thân Phận (Lê Mộng Bảo) & Được Tin Em Lấy Chồng (Châu Kỳ) - Mai Quốc Huy & Quỳnh Dung PBN 90 5. Thương Hận (Tú Nhi & Hồ Đình Phương) 6. Lần Đầu Là Lần Cuối (Vũ Chương & Dạ Cầm) 7. Vó Ngựa Trên Đồi Cỏ Non (Giao Tiên) 8. Thư Cho Vợ Hiền (Song Ngọc) 9. Xót Xa (Tô Thanh Tùng) PBN 89 10. Chia Xa (Hồng Vân) 11. Mộng Tha Phương (Hoàng Nghĩa) |
| 421     | Thương Hoài Ngàn Năm                                | Mai Thiên Vân       | 12         | Chi tiết 1. Tiếng Sông Hương (Phạm Đình Chương) PBN 91 2. Ngày Đá Đơm Bông (Nhật Ngân & Loan Thảo) 3. Giờ Xa Lắm Rồi (Song Ngọc & Hoài Linh) 4. Xa Vắng (Y Vân) 5. Hoài Thu (Văn Trí) 6. Nước Non Ngàn Dặm Ra Đi (Phạm Duy) - Mai Thiên Vân & Quang Lê PBN 90 7. Hai Kỷ Niệm Một Chuyến Đi (Tuấn Khanh & Hoài Linh) 8. Phận Má Hồng (Y Vân) 9. Một Mình Thôi (Anh Việt Thu & Thanh Tâm) 10. Thương Hoài Ngàn Năm (Phạm Mạnh Cương) PBN 93 11. Chuyện Đêm Mưa (Hoài Linh & Nguyễn Hiền) 12. Phố Vắng Em Rồi (Mạnh Phát & Nguyễn Đan Thanh) |
| 422     | Tình Còn Vương Vấn                                  | Trịnh Lam, Quỳnh Vi | 11         | Chi tiết 1. Tình Còn Vương Vấn (Trịnh Lam) - Trịnh Lam & Quỳnh Vi PBN 92 2. Em Đã Từng Yêu (Thái Thịnh) - Quỳnh Vi 3. Đơn Côi (Nhật Trung) - Trịnh Lam 4. Nửa Vầng Trăng (Nhật Trung) - Trịnh Lam & Quỳnh Vi 5. Hận Tình Trong Mưa (LV: Phạm Duy) - Quỳnh Vi 6. Mưa Buồn (Trịnh Lam) - Trịnh Lam 7. Nuối Tiếc (Trịnh Nam Sơn) - Trịnh Lam & Quỳnh Vi 8. Vắng Anh Mùa Đông (Trương Lê Sơn) - Quỳnh Vi 9. Cõi Mộng (Quốc Dũng) - Trịnh Lam 10. Mùa Hè Ái Ân (LV: Khúc Lan) - Quỳnh Vi 11. Ân Tình Mong Manh (Ngọc Trọng) - Trịnh Lam & Quỳnh Vi |
| 423     | Huế                                                 | Nhiều ca sĩ         | 14         | Trích từ Paris By Night 91 1. Trích Đoạn Con Đường Cái Quan: Qua Miền Trung (Phạm Duy) - Mai Thiên Vân, Trần Thái Hòa, Dương Triệu Vũ, Trịnh Lam, Lưu Việt Hùng, Nguyễn Hoàng Nam 2. Tiếng Sông Hương (Phạm Đình Chương) - Mai Thiên Vân 3. Trở Về (Châu Kỳ) - Trần Thái Hòa 4. LK Tâm Tình Gửi Huế (Tôn Nữ Trà Mi), Trở Về Huế (Văn Phụng) - Họa Mi, Ý Lan 5. Chuyện Một Chiếc Cầu Đã Gãy (Trầm Tử Thiêng) - Quang Lê PBN 81 6. Đêm Tàn Bến Ngự (Dương Thiệu Tước) - Ngọc Hạ PBN 68 7. Mắt Huế Xưa (Quốc Dũng) - Hương Lan PBN 78 8, Huế Buồn (Lê Dinh) - Như Quỳnh PBN 70 9. Mong Chờ (Xuân Tiên) - Hoàng Oanh PBN 83 10. Ai Ra Xứ Huế (Duy Khánh) - Quang Lê, Ngọc Hạ PBN 73 11. Bao Giờ Em Quên (Duy Khánh) - Mai Quốc Huy 12. Quen Nhau Trên Đường Về (Thăng Long) - Duy Trường, Quỳnh Dung 13. Thương Về Xứ Huế (Minh Kỳ) - Hà Thanh, Hoàng Oanh 14. LK Huế Mậu Thân: Những Con Đường Trắng (Trầm Tử Thiêng), Bài Ca Dành Cho Những Xác Người (Trịnh Công Sơn) - Quang Lê, Khánh Ly |
| 424     | Sài Gòn                                             | Nhiều ca sĩ         | 15         | Trích từ Paris By Night 91 1. Trích Đoạn Con Đường Cái Quan: Vào Miền Nam (Phạm Duy) - Hương Thủy, Thế Sơn, Quang Lê, Lưu Việt Hùng, Nguyễn Hoàng Nam 2. Tự Tình Quê Hương (Nhật Ngân, Trịnh Việt Cường) - Tâm Đoan 3. Nắng Đẹp Miền Nam (Lam Phương) - Quang Lê 4. Tình Lúa Duyên Trăng (Hoài An, Hồ Đình Phương) - Quang Lê, Ngọc Hạ PBN 79 5. Em Về Miệt Thứ (Hà Phương) - Hương Thủy PBN 81 6. Giòng An Giang (Anh Việt Thu) - Quỳnh Vi, Nguyệt Anh 7. LK Đêm Đô Thi, Sài Gòn (Y Vân) - Bảo Hân, Hồ Lệ Thu, Thùy Vân 8. LK Bước Chân Chiều Chủ Nhật (Đỗ Kim Bảng), Đêm Lang Thang (Vinh Sử) - Ngọc Liên, Dương Triệu Vũ 9. Sài Gòn Chiều Bơ Vơ (Thái Thịnh) - Minh Tuyết 10. Sài Gòn Niềm Thương Nỗi Nhớ (Võ Tá Hân, Trần Ngọc) - Trịnh Lam 11. Đêm Nhớ Trăng Sài Gòn (Phạm Đình Chương, Du Tử Lê) - Trần Thái Hòa 12. LK Sài Gòn (Y Vân), Ghé Bến Sài Gòn (Văn Phụng) - Như Quỳnh, Minh Tuyết, Tâm Đoan, Hương Thủy, Bảo Hân, Như Loan, Loan Châu, Hồ Lệ Thu PBN 75 13. Còn Thương Rau Đắng Mọc Sau Hè (Bắc Sơn) - Như Quỳnh PBN 81 14. Tân Cổ Tiếng Hò Miền Nam (Phạm Duy, Viễn Châu) - Hương Lan, Minh Vương 15. Tôi Yêu (Trịnh Hưng) - Hồ Lệ Thu, Như Loan, Thanh Trúc |
| 425     | Hà Nội                                              | Nhiều ca sĩ         | 13         | Trích từ Paris By Night 91 1. Trích Đoạn Con Đường Cái Quan: Từ Miền Bắc (Phạm Duy) - Quỳnh Vi, Thế Sơn, Trần Thái Hòa, Bằng Kiều, Dương Triệu Vũ, Quang Lê, Trịnh Lam 2. Giấc Mơ Hồi Hương (Vũ Thành) - Khánh Hà 3. Em Ơi Hà Nội Phố (Phú Quang, Phan Vũ) - Bằng Kiều 4. Hà Nội Ngày Tháng Cũ (Song Ngọc) - Ngọc Hạ PBN 74 5. Hà Nội Ngày Trở Về (Phú Quang, Doãn Thanh Tùng) - Quang Dũng 6. Trăng Sáng Vườn Chè (Văn Phụng, Nguyễn Bính) - Quỳnh Vi PBN 90 7. Cô Hàng Nước (Vũ Minh) - Trần Thái Hòa PBN 90 8. Hướng Về Hà Nội (Hoàng Dương) - Thu Phương 9. Hà Nội Mùa Vắng Những Cơn Mưa (Trương Quý Hải, Bùi Thanh Tuấn) - Thế Sơn 10. Em Đi Chùa Hương (Trung Đức, Nguyễn Nhược Pháp) - Thanh Trúc, Tú Quyên 11. Gửi Người Em Gái (Đoàn Chuẩn, Từ Linh) - Trần Thu Hà 12. Đường Về Miền Bắc (Đoàn Chuẩn, Từ Linh) - Trần Thái Hòa 13. Đôi Mắt Người Sơn Tây (Phạm Đình Chương, Quang Dũng) - Duy Trác PBN 20 |
| 426     | Gõ Cửa Trái Tim                                     | Nhiều ca sĩ         | 10         | Trích từ Paris By Night 92 1. Gõ Cửa Trái Tim (Vinh Sử) - Quang Lê, Mai Thiên Vân 2. Đoạn Cuối Cho Cuộc Tình (LV: Nguyễn Vũ) - Thế Sơn, Hương Thủy 3. Mình Ơi (Minh Vy) - Cẩm Ly 4. LK Tuổi Học Trò (Minh Kỳ, Dạ Cầm), Trường Cũ Tình Xưa (Duy Khánh) - Mai Thiên Vân, Quỳnh Dung 5. LK Bẽ Bàng, Cô Gái Quê (Thái Thịnh) - Cẩm Ly, Hà Phương, Minh Tuyết 6. Trăng Phương Nam (Anh Hoa) - Mai Thiên Vân 7. Tội Tình (Hàn Châu) - Quang Lê, Mai Thiên Vân 8. LK Không Bao Giờ Quên Anh (Hoàng Trang), Đừng Nói Xa Nhau (Châu Kỳ, Hồ Đình Phương) - Mạnh Quỳnh, Hà Phương 9. Tình Hoài Hương (Phạm Duy) - Ý Lan, Quang Lê 10. Sầu Tím Thiệp Hồng (Minh Kỳ, Hoài Linh) - Mai Thiên Vân |
| 427     | Top Hits 34 - Tình Đã Lãng Quên                     | Nhiều ca sĩ         | 10         | Trích từ Paris By Night 92 1. LK Top Hits: Trả Nợ Tình Xa (Tuấn Khanh), Không Còn Mùa Thu (Việt Anh), Trống Vắng (Quốc Hùng), Giọt Sương Trên Mí Mắt (Thanh Tùng), Mặt Trời Dịu Êm (Dương Thụ), Góc Phố Rêu Xanh (Nhật Trung), Quên Đi Hết Đam Mê (Nhật Trung) - Minh Tuyết, Quỳnh Vi, Tú Quyên, Ngọc Liên, Nguyệt Anh, Bằng Kiều, Trịnh Lam, Dương Triệu Vũ, Nguyễn Thắng, Lương Tùng Quang 2. Tình Đã Lãng Quên (LV: Huỳnh Nhật Tân) - Như Loan, Nguyễn Thắng 3. LK Ngày Chia Tay, Tiếc Thương (Quốc Hùng) - Hồ Lệ Thu, Lưu Việt Hùng 4. Tình Yêu Ngày Mai (Minh Nhiên) - Nguyễn Hưng 5. Tình Còn Vương Vấn (Trịnh Lam) - Trịnh Lam, Quỳnh Vi 6. Amoré Mio (LV: Thủy Tiên) - Lưu Bích, Thủy Tiên 7. LK Câu Chuyện Trinh Tôi (Kim Tuấn), Nửa Vầng Trăng (Nhật Trung) - Dương Triệu Vũ, Bảo Hân 8. Mãi Mãi Bên Nhau (LV: Bảo Thụy) - Lương Tùng Quang, Tú Quyên 9. Mưa Bão Trong Lòng (LV: Khúc Lan) - Ngọc Liên 10. LK Trái Tim Lầm Lỡ (LV: Khúc Lan), Như Là Tình Yêu (Tuấn Khanh) - Hồ Lệ Thu, Như Loan, Thùy Vân |
| 428     | Top Hits 35 - Những Bài Tình Ca Muôn Thuở - Dĩ Vãng | Nhiều ca sĩ         | 11         | Trích từ Paris By Night 92 1. LK Diệu Hương: Chút Hương Cho Đời, Nói Với Tôi Một Lời - Khánh Hà, Quang Dũng 2. Dĩ Vãng (Trịnh Nam Sơn) - Bằng Kiều, Minh Tuyết 3. LK Mắt Thu (Ngô Thụy Miên), Tuổi Xa Người (Từ Công Phụng) - Trần Thái Hòa, Hương Giang 4. LK Sa Mạc Tình Yêu, Chìa Khóa Tình Yêu (LV: Khúc Lan) - Nguyệt Anh, Ngọc Liên 5. LK 10 Năm Tình Cũ, 20 Năm Tình Cũ (Trần Quảng Nam) - Thế Sơn, Thu Phương 6. LK Dấu Tình Sầu (Ngô Thụy Miên), Lệ Đá (Trần Trịnh, Hà Huyền Chi) - Khánh Ly, Bằng Kiều 7. Niệm Khúc Cuối (Ngô Thụy Miên) - Thanh Hà, Trần Thái Hòa PBN 84 8. Nghìn Trùng Xa Cách (Phạm Duy) - Khánh Hà, Ý Lan PBN 84 9. Chỉ Riêng Mình Em Hiểu (Tùng Giang) - Ngọc Liên PBN 78 10. Đừng Xa Em Đêm Nay (Đức Huy) - Trần Thu Hà 11. Lại Gần Hôn Em (LV: Phạm Duy) - Dương Triệu Vũ, Ngọc Liên PBN 84 |
| 429     | Khiêu Vũ Top Hits - Dancing All Night               | Nhiều ca sĩ         | 11         | Trích từ Paris By Night 93 1. Bên Nhau Đêm Nay - Kỳ Duyên 2. Nào Biết Nào Hay - Hương Thủy 3. 60 Năm Cuộc Đời (Y Vân) - Mai Tiến Dũng 4. Mưa (Văn Phụng) - Hương Lan 5. Biển Tình (Lam Phương) - Quang Lê 6. Yêu Nhau Đi (LV: Trường Kỳ) - Lynda Trang Đài 7. Trái Tim Đã Được Yêu (Trung Hành) - Như Loan 8. Mambo Yêu Thương (Ngọc Sơn) - Hồ Lệ Thu 9. Lời Tỏ Tình Dễ Thương 2 (Ngọc Sơn) - Lương Tùng Quang 10. Ru Lòng Khờ Dại (Bùi Thanh Tuấn) - Nguyệt Anh 11. Hào Hoa (Giao Tiên) - Tuấn Hùng, Thùy Vân |
| 430     | Khiêu Vũ Top Hits - Luân Vũ Ngày Mưa                | Nhiều ca sĩ         | 10         | Trích từ Paris By Night 93 1. Chờ Một Tiếng Yêu (Lê Hựu Hà) - Minh Tuyết 2. Thôi (Y Vân, Nguyễn Long) - Trần Thái Hòa 3. Luân Vũ Ngày Mưa (LV: Khúc Lan) - Bảo Hân 4. Em Là Tất Cả (LV: Duy Quang) - Bằng Kiều 5. Mambo Italiano - Khánh Hà 6. Ghen (Trọng Khương, Nguyễn Bính) - Bạch Yến 7. Tan Tác (LV: Lữ Liên) - Quỳnh Vi 8. Suối Tóc (Văn Phụng) - Phi Khanh 9. Trizzie's Tango (Ngọc Anh) - Trizzie Phương Trinh 10. Em Ở Đâu (Chí Tài) - Dương Triệu Vũ |
| 431     | Lý Lẽ Trái Tim                                      | Hương Thủy          | 12         | Chi tiết 1. Ngợi Ca Quê Hương Em (Thanh Sơn) PBN 94 2. Trên Dòng Sông Nhỏ (Hàn Châu) 3. Sầu Tím Thiệp Hồng (Hoài Linh, Minh Kỳ) - Hương Thủy, Mai Quốc Huy 4. Nếu Hai Đứa Mình (Lê Dinh, Anh Bằng) 5. Đoạn Cuối Cho Cuộc Tình (Nguyễn Vũ) - Hương Thủy, Thế Sơn PBN 92 6. Đời Không Như Là Mơ (Trầm Tử Thiêng) 7. Tân Cổ Thương Quá Việt Nam (Phạm Thế Mỹ, Loan Thảo) - Hương Thủy, Châu Thanh 8. Chiều Hạ Vàng (Nguyễn Đức Nghiêm) 9. Lý Lẽ Trái Tim (Nguyễn Ngọc Thiện) - Hương Thủy, Duy Trường 10. Về Quê Cưới Em (Đài Phương Trang) - Hương Thủy, Thế Sơn 11. Mẹ Tôi (Minh Vy) 12. Tân Cổ Bạc Trắng Lửa Hồng (Thy Linh, Mạnh Quỳnh) - Hương Thủy, Mạnh Quỳnh |
| 432     | Em Vẫn Yêu                                          | Tú Quyên            | 13         | Chi tiết 1. Xin Cho Mãi Yêu (Huỳnh Nhật Tân) 2. Và Em Sẽ Vui (LV: Hồ Văn Quân) 3. Nhớ Anh (Kỳ Phương) 4. Mãi Chờ Anh (LV: Hồ Văn Quân) 5. Còn Lại Nhớ Thương (LV: Nguyên Lộc) PBN 87 6. Xin Dành Trọn Cho Em (Tùng Châu, Thái Thịnh) PBN 72 7. Cô Đơn Chờ Người Dưới Mưa 8. Giấc Mơ Tình Yêu (Tường Văn) 9. Em Vẫn Yêu (LV: Hồ Văn Quân) 10. Mãi Mãi Bên Nhau (LV: Bảo Thụy) - Tú Quyên, Lương Tùng Quang PBN 92 11. Em Không Thể Quên Anh (LV: Hồ Văn Quân) 12. Giấc Mơ Êm Đềm 13. Con Tim Dại Khờ (Nguyễn Hoài An) - Tú Quyên, Lương Tùng Quang PBN 79 |
| 433     | Merru Christmas & Happy New Year                    | Nhật Trung          | 10         | Chi tiết 1. Bài Thánh Ca Buồn (Nguyễn Vũ) 2. Ru Em Xuân Về (Nhật Trung) 3. Chúa Hài Đồng (LV: Đỗ Quang) - Nhật Trung, Thu Phương 4. Lắng Nghe Mùa Xuân Về (Dương Thụ) 5. Giáng Sinh An Lành (Nguyễn Ngọc Thiện) 6. Lạc Mất Mùa Xuân (LV: Lữ Liên) 7. Ngày Chúa Ra Đời (LV: Trung Kiên) 8. Khúc Giao Mùa (Huy Tuấn) - Nhật Trung, Thu Phương 9. Đêm Thánh Vô Cùng (Hùng Lân) 10. Chào Mùa Xuân Mới (Hữu Xuân) |

### 2009
| Mã TNCD | Tên CD                                  | Nghệ sĩ                               | Số bài hát | Danh sách bài hát |
| ------- | --------------------------------------- | ------------------------------------- | ---------- | --- |
| 434     | Broken                                  | Nguyễn Thắng                          | 10         | Chi tiết 1. Broken (Lời: Nguyễn Thắng) - Nguyễn Thắng & Thaifoon 2. She's Like The Wind - Nguyễn Thắng, Thaifoon, Tighteyer 3. Vì Vẫn Yêu (Lời: Nguyễn Thắng) - Nguyễn Thắng & Bằng Kiều 4. Billy Jean 5. Sẽ Mãi Yêu Em (Lời: Nguyễn Thắng) 6. Đừng Giấu Trong Lòng (Hoài An) - Nguyễn Thắng & Minh Tuyết PBN 95 7. Beautiful Girl - Nguyễn Thắng & Thaifoon 8. Because Of You - Hoài Trâm & Thaifoon 9. Nỡ Quên Tình Tôi 10. Apologize - Nguyễn Thắng & Adam Hồ |
| 435     | Nếu Anh Đừng Hẹn                        | Mai Thiên Vân                         | 11         | Chi tiết 1. Nếu Anh Đừng Hẹn (Lê Dinh) PBN 95 2. Tình Yêu Đơn Phương (Hàn Sinh) 3. LK Áo Em Chưa Mặc Một Lần (Hoài Linh) & Vòng Nhẫn Cưới (Vinh Sử) - Mai Thiên Vân & Quang Lê PBN 94 4. Thu Tím Lá Vàng (Vân Tùng) 5. Người Thương Kẻ Nhớ (Hàn Châu) 6. Nếu Chúng Mình Cách Trở (Tú Nhi) - Mai Thiên Vân & Mai Quốc Huy 7. Hai Vì Sao Lạc (Anh Việt Thu) 8. Giọt Sầu Trinh Nữ (Thu Hoài Nguyễn & Đan Linh) 9. Em Chờ Anh Trở Lại (Hoàng Nguyên) 10. Cho Tình Yêu Chúng Mình (Anh Việt Thu) - Mai Thiên Vân & Mai Quốc Huy 11. Vòng Tay Giữ Trọn Ân Tình (Y Vân & Đỗ Kim Bảng) |
| 436     | Tình Yêu Ngày Mai                       | Nguyễn Hưng                           | 11         | Chi tiết 1. Tình Yêu Ngày Mai (Minh Nhiên) - Version 1 PBN 92 2. Trái Tim Bên Lề 3 (Phạm Khải Tuấn) 3. Xin Cho Anh Yêu (Vũ Quốc Việt) 4. Tình Vỡ (Minh Nhiên) 5. Cha Cha Cha Cho Em (Minh Nhiên) 6. Không Cần Phải Hứa Đâu Em (Phạm Khánh Hưng) 7. Chén Đắng (Trương Lê Sơn) 8. Người Đã Phụ Tôi (Quốc An) 9. Bạc Tình (Huỳnh Nhật Tân) 10. Tình Yêu Ngày Mai (Minh Nhiên) - Version 2 11. Cám Ơn (Minh Nhiên) |
| 437     | Đời Tôi Chỉ Một Người                   | Thế Sơn                               | 14         | Chi tiết 1. Đời Tôi Chỉ Một Người (Huỳnh Anh) PBN 95 2. Bài Tình Ca Mùa Đông (Trầm Tử Thiêng) 3. Khúc Trầm Ca (Phạm Hữu Tâm) 4. Vết Thương Cuối Cùng (Diên An) 5. Lạc Mất Mùa Xuân (LV: Lữ Liên) 6. Nếu Có Yêu Tôi (Trần Duy Đức) 7. Tâm Hồn Son Sắt (Phạm Minh Hùng) 8. Về Đây Em (Trịnh Nam Sơn) 9. Trái Tim Tật Nguyền (LV: Quốc Tuấn) 10. Tango Dĩ Vãng (Anh Bằng) 11. Hoang Vu (Ngọc Sơn) PBN 89 12. Cuộc Tình Xưa (Tùng Giang) PBN 78 13. LK Yêu Đời Yêu Người, Hãy Nhìn Xuống Chân, Lời Trái Tim Muốn Nói (Lê Hựu Hà) PBN 71 14. Một Lời Cuối Cho Em (Nguyễn Ánh 9) PBN 83 |
| 438     | Người Yêu Cô Đơn                        | Duy Trường                            | 14         | Chi tiết 1. Người Yêu Cô Đơn (Đài Phương Trang) 2. Tiễn Một Người Đi (Thái Hùng) 3. Quen Nhau Trên Đường Về (Thăng Long) - Duy Trường & Quỳnh Dung PBN 91 4. Sài Gòn Em Nhớ Ai (Minh Vy) - Duy Trường & Hương Thủy PBN 97 5. Lý Con Sáo Bạc Liêu (Phan Ni Tấn) 6. Không Còn Nhớ Người Yêu (Vinh Sử) 7. Đừng Nhắc Chuyện Lòng (Vinh Sử) - Duy Trường & Mai Thiên Vân 8. Về Miền Tây (Minh Vy) 9. Nhớ Về Em (Ngọc Sơn) 10. Mất Nhau Rồi (Ngân Trang) - Duy Trường & Quỳnh Dung 11. Xót Xa (Tô Thanh Tùng) 12. Tiền Giang Quê Tôi (Trung Nhật) 13. Nội Tôi (Đình Văn) PBN 93 14. Vọng cổ: Tình Nôi (Duy Trường) |
| 439     | Như Chiếc Que Diêm                      | Nhiều ca sĩ                           | 10         | Trích từ Paris By Night 94 & 95 1. Bản Tình Ca Cho Em (Ngô Thụy Miên) - Bằng Kiều PBN 94 2. Suối Lệ Xanh (Phạm Mạnh Cương) - Họa Mi PBN 94 3. Xin Còn Gọi Tên Nhau (Trường Sa) - Trần Thái Hòa PBN 95 4. Niệm Khúc Cuối (Ngô Thụy Miên) - Khánh Ly, Elvis Phương PBN 94 5. Như Chiếc Que Diêm (Từ Công Phụng) - Quang Dũng PBN 94 6. Mùa Đông Của Anh (Trần Thiện Thanh) - Thế Sơn, Hương Giang PBN 94 7. Hãy Cứ Là Tình Nhân (Tú Minh) - Ý Lan PBN 95 8. Dòng Sông Xanh (LV: Phạm Duy) - Ngọc Hạ PBN 95 9. Tình Nghèo (Phạm Duy) - Quang Lê, Ngọc Hạ PBN 94 10. Đời Tôi Chỉ Một Người (Huỳnh Anh) - Thế Sơn PBN 95 |
| 440     | Áo Em Chưa Mặc Một Lần & Vòng Nhẫn Cưới | Nhiều ca sĩ                           | 13         | Chi tiết 1. Anh Đi Chiến Dịch (Phạm Đình Chương) Thanh Tuyền PBN 94 2. 7000 Đêm Góp Lại (Trầm Tử Thiêng) - Hương Lan PBN 94 3. Một Người Đi (Mai Châu) - Hoàng Oanh PBN 95 4. Nếu Anh Đừng Hẹn (Lê Dinh) - Mai Thiên Vân PBN 95 5. Ngợi Ca Quê Hương Em (Thanh Sơn) - Hương Thủy PBN 94 6. LK Áo Em Chưa Mặc Một Lần (Hoài Linh), Vòng Nhẫn Cưới (Vinh Sử) - Quang Lê, Mai Thiên Vân PBN 94 7. Về Đâu Mái Tóc Người Thương (Hoài Linh) - Hoàng Oanh, Phương Dung PBN 84 8. Đừng Trách Sáo Sang Sông (Hồng Xương Long) - Hà Phương PBN 94 9. Làm Sao Biết Được (Song Phương) - Mạnh Quỳnh PBN 84 10. Em Đi Trên Cỏ Non (Bắc Sơn) - Hà Phương, Hương Thủy PBN 84 11. Tân Cổ Nếu Chúng Mình Cách Trở (Tú Nhi, Mạnh Quỳnh) - Mạnh Quỳnh, Phi Nhung PBN 95 12. Tương Tư Nàng Ca Sĩ (Kông Thanh Bích) - Quang Lê PBN 95 13. Tân Cổ Kiếp Cầm Ca (Huỳnh Anh, Viễn Châu, Mộc Linh, Vũ Thanh Phong) - Phượng Liên, Phi Nhung PBN 94 |
| 441     | Top Hits 36 - Ngày Cưới                 | Nhiều ca sĩ                           | 11         | Trích từ Paris By Night 94 & 95 1. LK Vũ Khúc Paris (LV: Phạm Duy), Hãy Cho Tôi Ngày Mai (Hoài Ân, Võ Hoài Phúc) - Quỳnh Vi, Như Loan, Bảo Hân, Minh Tuyết, Hồ Lệ Thu, Dương Triệu Vũ, Trịnh Lam, Lương Tùng Quang PBN 94 2. Nếu Có Yêu Tôi (Trần Duy Đức, Ngô Tịnh Yên) - Khánh Hà PBN 94 3. LK Bức Thư Tình Đầu Tiên (Đỗ Bảo), Ngày Cưới (Đỗ Bảo), Ngày Tân Hôn (LV: Phạm Duy) - Bằng Kiều, Quỳnh Vi PBN 95 4. LK Lời Yêu Thương - Duy Quang, Thái Châu, Tuấn Ngọc, Đức Huy PBN 94 5. Ra Ngõ Mà Yêu (Trần Tiến) - Trần Thu Hà PBN 95 6. Đêm Đông (Nguyễn Văn Thương) - Nguyễn Hưng PBN 94 7. LK Cỏ Úa, Như Giấc Chiêm Bao (Lam Phương) - Ngọc Liên, Thanh Hà PBN 95 8. Mây Khói (Đức Huy) - Trịnh Lam PBN 95 9. Diễm Xưa (Trịnh Công Sơn) - Don Hồ PBN 94 10. LK Nhạt Nắng (Xuân Lôi, Y Vân), Biển Nhớ (Trịnh Công Sơn) - Minh Tuyết, Tú Quyên, Quỳnh Vi, Trúc Lam, Trúc Linh, Ngọc Liên, Hương Thủy, Như Loan, Bảo Hân, Thùy Vân, Hồ Lệ Thu, Thanh Hà, Nguyệt Anh, Lynda Trang Đài PBN 95 11. Nếu Chỉ Còn Một Ngày Để Sống (Hoài An) - Khánh Ly, Khánh Hà, Bằng Kiều, Thế Sơn, Don Hồ, Trần Thái Hòa, Minh Tuyết, Quang Lê, Mai Thiên Vân, Hương Thủy, Hồ Lệ Thu, Trúc Lam, Trúc Linh, Tú Quyên, Dương Triệu Vũ, Quỳnh Vi, Ngọc Liên, Lương Tùng Quang, Lưu Việt Hùng, Nguyệt Anh, Hương Giang PBN 95 |
| 442     | Top Hits 37 - Đừng Giấu Trong Lòng      | Nhiều ca sĩ                           | 11         | Trích từ Paris By Night 94 & 95 1. Mãi Mãi Không Ân Hận (Thái Thịnh) - Lương Tùng Quang PBN 94 2. Đã Không Còn Hối Tiếc (Tùng Châu, Thái Thịnh) - Minh Tuyết PBN 94 3. Thinking Of You (Thu Thủy) - Bảo Hân, Tú Quyên PBN 94 4. Khi Xưa Ta Bé - Bang Bang (LV: Phạm Duy) - Mai Tiến Dũng, Hương Giang PBN 95 5. Em Phải Làm Sao? (Minh Khang) - Thủy Tiên PBN 94 6. Đừng Lừa Dối (LV: Chu Minh Ký) - Dương Triệu Vũ PBN 95 7. LK Những Ngày Mưa Gió, Nỗi Nhớ Dịu Êm (Bảo Chấn) - Như Loan, Nguyệt Anh PBN 95 8. Đừng Giấu Trong Lòng (Hoài Ân) - Minh Tuyết, Nguyễn Thắng PBN 95 9. Thiên Đường Cô Đơn (Trương Lê Sơn) - Lưu Bích PBN 95 10. LK Chỉ Riêng Mình Ta (LV: Lê Xuân Trường), Khổ Vì Yêu Nàng (Tùng Châu, Lê Hựu Hà) - Nguyễn Hưng, Thùy Vân PBN 95 11. LK The Final Countdown - Trizzie Phương Trinh, Lynda Trang Đài, Tommy Ngô PBN 94 |
| 443     | Vì Yêu 2                                | Lương Tùng Quang, Lưu Bích, Thủy Tiên | 10         | Chi tiết 1. LK Yêu: Yêu Hết Con Tim (Vũ Anh Tuấn), Hãy Yêu Như Chưa Yêu Lần Nào (Lê Hựu Hà), Yêu Em Dài Lâu (Đức Huy), Và Tôi Cũng Yêu Em (Đức Huy) - Lưu Bích, Thủy Tiên, Lương Tùng Quang 2. Vắng Anh Mùa Đông (Trương Lê Sơn) - Lưu Bích 3. Thà Là Quên Đi (Thái Thịnh) - Lương Tùng Quang 4. Hỡi Người Dối Gian (Kỳ Phương) - Thủy Tiên 5. LK 80s (LV: Lan Anh) - Lưu Bích, Thủy Tiên, Lương Tùng Quang PBN 96 6. Khóc Trên Vai Anh (LV: Vĩnh Phước) - Lưu Bích, Thủy Tiên, Lương Tùng Quang 7. Heart Breaker (LV: Lan Anh) - Lưu Bích 8. Chờ Một Tiếng Yêu (Lê Hựu Hà) - Thủy Tiên 9. Lặng Lẽ (Vĩnh Phước) - Lương Tùng Quang 10. Amore Mio (LV: Thủy Tiên) - Lưu Bích & Thủy Tiên PBN 92 |
| 444     | Em Ở Đâu?                               | Dương Triệu Vũ                        | 12         | Chi tiết 1. Trái Tim Chờ Em (Đỗ Đình Phúc) 2. Dù Anh Vẫn Biết (Nhật Đăng Huy) 3. Kiếp Đam Mê (Duy Quang) 4. Đời Vẫn Lang Thang (Đỗ Đình Phúc) - Dương Triệu Vũ & Hồng Ngọc 5. Xa Em Kỷ Niệm (LV: Anh Tài) 6. Đừng Lừa Dối (LV: Chu Minh Ký) PBN 95 7. Sao Người Nỡ Quên (Lê Xuân Trường) 8. Trái Tim Sầu (Huỳnh Nhật Tân) 9. Đêm Hoang Vắng (Nguyễn Hồng Thuận) 10. Em Ở Đâu (Chí Tài) PBN 93 11. LK Câu Chuyện Tình Tôi (Kim Tuấn) & Nửa Vầng Trăng (Nhật Trung) - Dương Triệu Vũ & Bảo Hân PBN 92 12. LK Câu Chuyện Tình Tôi (Kim Tuấn) & Nửa Vầng Trăng (Nhật Trung) - Remix - Dương Triệu Vũ & Bảo Hân |
| 445     | Biển Và Anh Vẫn Hát                     | Trịnh Lam                             | 12         | Chi tiết 1. Mây Khói (Đức Huy) PBN 95 2. Trái Tim Ngục Tù (Đức Huy) 3. Biển Và Anh Vẫn Hát (Trịnh Lam) 4. Một Lần Thôi (Minh Nhiên) 5. Ân Tình Đánh Mất (Trương Lê Sơn) 6. Trả Lại (Trịnh Lam) 7. Lời Cuối Cho Em (Nguyễn Vũ) 8. Lạc Bước Bên Đời (Minh Nhiên) 9. Làm Quen (Trịnh Lam) 10. Đêm Vẫn Mong Chờ (Trịnh Lam) 11. Hỡi Người Dối Gian (Kỳ Phương) 12. Nếu Vắng Em (Trịnh Lam) |
| 446     | Tương Tư Nàng Ca Sĩ                     | Quang Lê                              | 11         | Chi tiết 1. Tương Tư Nàng Ca Sĩ (Kông Thanh Bích) PBN 95 2. Giã Từ (Tô Thanh Tùng) 3. Hãy Quên Anh (Phương Kim) 4. Em Hãy Về Đi (Vinh Sử) 5. Ngại Ngùng (Quốc Dũng, thơ: Xuân Kỳ) 6. Nửa Vầng Trăng (Nhật Trung) 7. Các Anh Về (Hoàng Thi Thơ) - Quang Lê & Mai Thiên Vân 8. Quán Nửa Khuya (Tuấn Khanh & Hoài Linh) 9. Buồn Chi Em Ơi (Lam Phương) 10. Neo Đậu Bến Quê (An Thuyên) 11. Hoa Cài Mái Tóc (Thông Đạt) |
| 447     | Tình khúc Tiền Chiến                    | Trần Thái Hòa                         | 10         | Chi tiết 1. Cung Đàn Xưa (Văn Cao) 2. Lá Thư (Đoàn Chuẩn, Từ Linh) 3. Lá Đổ Muôn Chiều (Đoàn Chuẩn, Từ Linh) 4. Bóng Chiều Tà (Nhật Bằng) 5. Suối Mơ (Văn Cao) 6. Trương Chi (Văn Cao) 7. Gởi Gió Cho Mây Ngàn Bay (Đoàn Chuẩn, Từ Linh) 8. Dừng Bước Giang Hồ (Hoàng Trọng) 9. Đêm Thu (Đặng Thế Phong) 10. Dạ Khúc (Nguyễn Văn Quý) |
| 448     | Đã Không Còn Hối Tiếc                   | Minh Tuyết                            | 12         | Chi tiết 1. Hoang Mang (Võ Hoài Phúc) 2. Không Làm Khác Được (Lương Bằng Quang) 3. Mãi Như Bây Giờ (Hà Quang Minh) 4. Trái Tim Đã Trao Anh (Đức Trí & Huỳnh Nhật Tân) 5. I'm Sorry (LV: Huỳnh Nhật Tân) 6. Em Phải Làm Sao (Minh Khang) 7. Rồi Anh Cũng Ra Đi (LV: Huỳnh Nhật Tân) 8. Đã Không Còn Hối Tiếc (Tùng Châu & Thái Thịnh) PBN 94 9. Xa Nhau (Hoài Phương) - Minh Tuyết & Hoài Phương 10. Đừng Giấu Trong Lòng (Hoài An) - Minh Tuyết & Nguyễn Thắng PBN 95 11. Vắng Anh Mùa Đông (Trương Lê Sơn) 12. Chìa Khóa Tình Yêu (LV: Khúc Lan) |
| 449     | Một Lần Nữa Xin Có Nhau                 | Bằng Kiều, Minh Tuyết                 | 12         | Chi tiết 1. Một Lần Nữa Xin Có Nhau (Phương Uyên) - Bằng Kiều & Minh Tuyết PBN 98 2. Lời Xin Lỗi Có Thật Sự Khó Nói (Hoài An) - Minh Tuyết 3. Tan Mối Tình Đầu (Thái Thịnh) - Bằng Kiều & Minh Tuyết 4. Để Nhớ Một Thời Ta Đã Yêu (Thái Thịnh) - Bằng Kiều 5. Điều Ước (Ni Nguyễn) - Bằng Kiều & Minh Tuyết 6. Hãy Cố Quên (Minh Nhiên) - Minh Tuyết PBN 97 7. Đã Biết Khi Yêu (Tuấn Nghĩa) - Bằng Kiều & Minh Tuyết 8. Dòng Tin Nhắn (Trương Lê Sơn) - Bằng Kiều 9. Như Đã Dấu Yêu (Đức Huy) - Bằng Kiều & Minh Tuyết 10. Tại Vì Chính Em (Trương Lê Sơn) - Minh Tuyết 11. Còn Nhớ Không Em (Hoài An) - Bằng Kiều & Minh Tuyết 12. Mưa Và Em (Triệu Thiên Tuyến) - Bằng Kiều PBN 97 |
| 450     | Top Hits 38 - Dư Âm Tình Ta             | Nhiều ca sĩ                           | 12         | Trích từ Paris By Night 96 1. LK Paris By Night Top Hits - Bảo Hân, Lương Tùng Quang, Hồ Lệ Thu, Trịnh Lam, Quỳnh Vi, Như Loan, Dương Triệu Vũ, Minh Tuyết, Lưu Bích, Nguyễn Hưng, Don Hồ, Thế Sơn 2. LK Hỡi Người Tình - Tú Quyên, Như Loan 3. Dư Âm Tình Ta (Hoài An) - Minh Tuyết, Trịnh Lam 4. LK Đi Tìm Nửa Vầng Trăng: Tiễn Anh Về Với Người (Tùng Châu, Thái Thịnh), Tình Là Gì? (Thái Thịnh) - Dương Triệu Vũ, Bảo Hân 5. LK Khi Người Xa Tôi (Lê Xuân Trường), Chuyện Tình Thường Thế Thôi (Lê Quang) - Nguyệt Anh, Thùy Vân 6. Cứ Ngủ Say (Nguyễn Hải Phong) - Mai Tiến Dũng, Hương Giang 7. Thôi Về Đi (Vĩnh Tâm) - Quỳnh Vi, Lam Anh 8. Tóc Mây (Phạm Thế Mỹ) - Tóc Tiên 9. Mirror, Mirror! Gương Thần, Gương Thần (Thanh Bùi, Viễn Trinh) - Thanh Bùi 10. LK Tình Em Ngọn Nến (LV: Khúc Lan), Tàn Tro (LV: Julie), Dù Tình Yêu Đã Mất (Hoàng Nhạc Đô) - Don Hồ, Minh Tuyết 11. Một Mai Nếu Em Đi - Ne Me Quittes Pas (LV: Lê Xuân Trường) - Nguyễn Hưng, Hồ Lệ Thu 12. LK New Wave 80's (LV: Lan Anh) - Lưu Bích, Thủy Tiên, Lương Tùng Quang |
| 451     | The Best of Lưu Bích                    | Lưu Bích                              | 15         | Chi tiết 1. Cơn Mưa Mùa Đông (Hồ Hoài Anh) 2. Chỉ Là Giấc Mơ Qua (LV: Michelle N.Tran) 3. Thiên Đường Cô Đơn (Trương Lê Sơn) 4. Rồi Ánh Trăng Tan (Quốc Bảo) PBN 82 5. LK Ước Hẹn, Tan Tác (LV: Lữ Liên) PBN 77 6. Bơ Vơ (Nguyễn Ánh 9) PBN 83 7. Đắng Cay (Lương Bằng Vinh) - Remix 8. Không Làm Khác Được (Lương Bằng Quang) 9. Con Tim Tan Vỡ (Kim Tuấn) - Lưu Bích, Lâm Nhật Tiến PBN 69 10. Hiu Hắt Đời Nhau (Lê Vũ) PBN 67 11. Tình Yêu 12. Sometimes When We Touch 13. Sweet Dreams - Lưu Bích, Khánh Hà 14. Magic In The Air (LV: Thủy Tiên) - Lưu Bích, Thủy Tiên PBN 84 15. Amore Mio (LV: Thủy Tiên) - Lưu Bích, Thủy Tiên PBN 92 |
| 452     | Cung Chúc Trinh Vương                   | Mai Thiên Vân                         | 10         | Chi tiết 1. Cung Chúc Trinh Vương (Hoài Đức) 2. Mẹ Là Bóng Mát (Phanxico) 3. Vòng Hoa Dâng Mẹ (Phanxico) 4. Trinh Vương Maria (Phạm Đức Huyền) 5. Mùa Hoa Về Rồi (Trầm Hương, FMSR) 6. Bông Hồng Dâng Mẹ (Phanxico) 7. Mẹ Dẫn Dắt Con (P.Kim) 8. Ớ Trăng 9. Khúc Hát Dâng Hoa (Hải Triều) 10. Con Xin Dâng Mẹ (Văn Chi) |
| 453     | Vùi Sâu Trái Tim Buồn                   | Quỳnh Vi                              | 12         | Chi tiết 1. Yêu Không Hối Tiếc (Hamlet Trương) 2. Xin Thời Gian Ngừng Trôi (LV: Nhật Ngân) 3. Vùi Sâu Trái Tim Buồn (Hoài An) 4. Tình Chấp Nhận (Trần Đức) PBN 89 5. Hương Thơm Kỳ Diệu (Võ Thiện Thanh) 6. Men Say Tình Ái (Sỹ Đan) - Quỳnh Vi, Mai Tiến Dũng 7. Ngôi Nhà Hoa Hồng (Nguyễn Văn Chung) 8. Chỉ Còn Mình Em (LV: Lữ Liên) 9. Tình Yêu Muôn Thuở (LV: Lê Hựu Hà) 10. Kỷ Niệm Chiều Mưa (LV: Lữ Liên) - Quỳnh Vi, Lương Tùng Quang 11. Lời Nào Cho Anh Cho Em (Nguyễn Hoài Anh) 12. Dù Tình Sương Khói - Quỳnh Vi, Trịnh Lam |
| 454     | Giết Người Trong Mộng                   | Ngọc Anh                              | 11         | Chi tiết 1. Giết Người Trong Mộng (Phạm Duy) PBN 96 2. Đoản Khúc Cuối Cho Em (Hoàng Trọng Thụy) 3. Mùa Thu Cánh Nâu (Nguyễn Ánh 9) 4. Một Lần Cuối (Hoàng Thi Thơ) - Ngọc Anh, Tuấn Ngọc 5. Khi Người Xa Tôi (Lê Xuân Trường) 6. Ướt Mi (Trịnh Công Sơn) 7. Nỗi Buồn (Văn Phụng) 8. Nỗi Niềm (Tuấn Khanh) 9. Sang Ngang (Đỗ Lễ) - Ngọc Anh, Bằng Kiều 10. LK Một Mình, Em Đi Rồi (Lam Phương) 11. Đêm Buồn (Diệu Hương) |
| 455     | Chiều Mưa Biên Giới                     | Nhiều ca sĩ                           | 10         | Trích từ Paris By Night 96 1. LK Chiều Mưa Biên Giới, Mấy Dặm Sơn Khê (Nguyễn Văn Đông) - Mai Thiên Vân, Thanh Tuyền 2. Huế Mù Sương (Nguyễn Quang Khôi) - Quang Lê PBN 97 3. Buồn Không Em (Lam Phương) - Mai Thiên Vân PBN 97 4. LK Lại Nhớ Người Yêu (Giao Tiên), Ước Mộng Đôi Ta (Đài Phương Trang) - Mạnh Quỳnh, Phi Nhung 5. LK Thói Đời (Trúc Phương), Trong Tầm Mắt Đời (Tú Nhi) - Duy Trường, Lý Duy Vũ 6. Những Đồi Hoa Sim (Dzũng Chinh, Hữu Loan) - Hoàng Oanh, Mai Thiên Vân 7. LK Người Lính Già Xa Quê Hương (Nhật Ngân), Những Đóm Mắt Hỏa Châu (Hàn Châu), Xin Anh Giữ Trọn Tình Quê (Duy Khánh) - Duy Trường, Khánh Hoàng, Quỳnh Dung 8. Thương Chị (Nhật Ngân) - Hà Phương, Hương Thủy 9. LK Lặng Thầm (Vũ Hoàng), Phượng Hồng (Vũ Hoàng, Đỗ Trung Quân) - Thế Sơn, Thái Châu 10. Ướt Lem Chữ Đời (Vũ Quốc Việt) - Phi Nhung PBN 97 |
| 456     | Dạ Vũ - Màu Xanh Tình Yêu               | Nhiều ca sĩ                           | 12         | Trích từ Paris By Night 97 1. I Wanna Dance Cha Cha - Lưu Bích 2. Màu Xanh Tình Yêu (Sỹ Đan) - Như Loan 3. A Time For Us (LV: Phạm Duy) - Nguyệt Anh 4. Tequila (LV: Trường Kỳ) - Trần Thu Hà 5. Tình (Văn Phụng) - Tommy Ngô 6. Kiếp Nghèo (Lam Phương) - Thanh Tuyền 7. Đoàn Lữ Nhạc (Đỗ Nhuận) - Hồ Lệ Thu 8. Kim (Y Vũ) - Thế Sơn 9. Sầu Đông (Khánh Băng) - Trịnh Hội 10. Vết Son Trên Áo - Tú Quyên 11. Hương (Nhật Ngân) - Chí Tài 12. Lambada - Tuấn Hùng, Thùy Vân |
| 457     | Top Hits 39 - Samba Cho Em              | Nhiều ca sĩ                           | 10         | Trích từ Paris By Night 97 1. LK Có Nhớ Đêm Nào (Khánh Băng), Xuân Yêu Thương, Amor, Amor (LV: Kỳ Duyên) - Mai Tiến Dũng, Hương Thủy, Kỳ Duyên 2. Có Không Dài Lâu? (Võ Hoài Phúc) - Tóc Tiên, Diễm Sương 3. Hãy Cố Quên (Minh Nhiên) - Minh Tuyết 4. You're My Heart, You're My Soul (LV: Võ Hoài Phúc) - Dương Triệu Vũ 5. Mandolay (LV: Võ Hoài Phúc) - Quỳnh Vi 6. Mưa Và Em (Triệu Thiên Tuyến) - Bằng Kiều 7. Samba Cho Em (Ngọc Anh) - Ngọc Anh 8. Bài Ngợi Ca Tình Yêu (LV: Phạm Duy) - Thanh Hà 9. Màu Xanh Tình Yêu (Sỹ Đan) - Quỳnh Vi 10. Em Đã Cho Tôi Một Lần Đau (LV: Lương Tùng Quang) - Lương Tùng Quang |
| 458     | Gặp Lại Cố Nhân                         | Duy Trường                            | 12         | Chi tiết 1. Gặp Lại Cố Nhân (Hàn Sinh) 2. Xin Vẫy Tay Chào (Tú Nhi) 3. Người Không Cô Đơn (Vinh Sử) 4. Như Một Cơn Mê - Duy Trường, Mai Thiên Vân 5. Bạc Trắng Lửa Hồng (Thy Linh) 6. Tự Tình Lý Cây Bông (Trương Quang Tuấn) - Duy Trường, Hương Thủy 7. Nhẫn Cỏ Cho Em (Vinh Sử) 8. Đêm Buồn Tỉnh Lẻ (Tú Nhi, Bằng Giang) 9. Gửi Về Anh (Đỗ Thu) - Duy Trường, Quỳnh Dung 10. Nhớ Người Yêu (Vinh Sử) 11. Gọi Đò (Hồng Xương Long) 12. Vọng Cổ Nhớ Mẹ Đêm Xuân (Duy Trường) |